# Otto von Bismarck

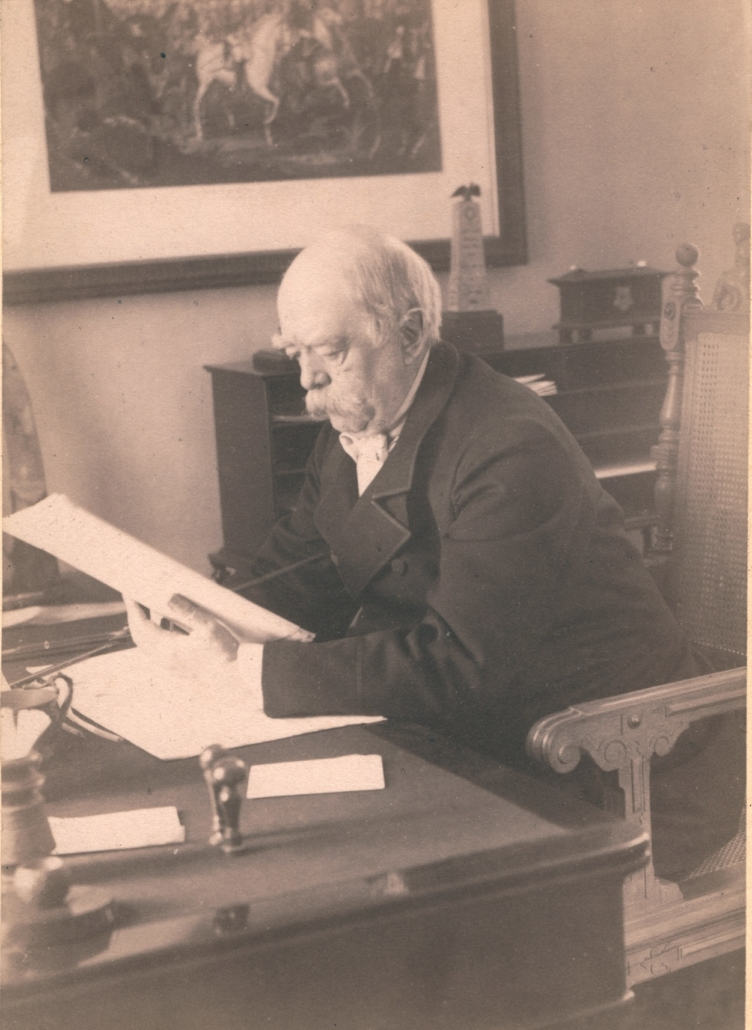
Otto von Bismarck, 1886

Otto Eduard Leopold von Bismarck-Schönhausen, ab 1865 Graf von Bismarck-Schönhausen, ab 1871 Fürst von Bismarck, ab 1890 auch Herzog zu Lauenburg (* 1. April 1815 in Schönhausen (Elbe); † 30. Juli 1898 in Friedrichsruh bei Aumühle), war ein deutscher Politiker und Staatsmann. Von 1862 bis 1890 – mit einer kurzen Unterbrechung im Jahr 1873 – war er Ministerpräsident in Preußen, von 1867 bis 1871 zugleich Bundeskanzler des Norddeutschen Bundes. Von 1871 bis 1890 war er erster Reichskanzler des Deutschen Reiches, dessen Gründung er maßgeblich vorangetrieben hatte. Bismarck gilt als Vollender der deutschen Einigung und als Begründer des Sozialstaates der Moderne.
Als Politiker machte sich Otto von Bismarck in Preußen zunächst als Abgeordneter des Ersten Vereinigten Landtages mit überwiegend konservativen Positionen einen Namen. Er war von 1851 bis 1862 Diplomat für den Bundestag des Deutschen Bundes sowie in Russland und Frankreich. Im preußischen Verfassungskonflikt wurde er 1862 von König Wilhelm I. zum Ministerpräsidenten ernannt. Im Kampf gegen die Liberalen setzte sich Bismarck über das Parlament hinweg und konnte im Deutsch-Dänischen Krieg und im Deutschen Krieg zwischen 1864 und 1866 die Deutsche Frage im kleindeutschen Sinne unter der Vorherrschaft Preußens lösen. Im Deutsch-Französischen Krieg von 1870/71 war er die treibende Kraft bei der Gründung des Deutschen Reiches.
Als Kanzler und preußischer Ministerpräsident bestimmte er die Politik des neu geschaffenen Reiches bis zu seiner Entlassung 1890 entscheidend mit. Mit seiner Bündnispolitik setzte er außenpolitisch auf einen Ausgleich der europäischen Mächte und wandte sich lange gegen eine deutsche Kolonialpolitik.
Innenpolitisch ist seine Regierungszeit nach 1866 in zwei Phasen einteilbar. Zunächst kam es zu einem Bündnis mit den Nationalliberalen. In dieser Zeit gab es zahlreiche innenpolitische Reformen wie die Einführung der Zivilehe, wobei Bismarck Widerstand von katholischer Seite mit drastischen Maßnahmen bekämpfte (→ Kulturkampf). Seit den späten 1870er-Jahren wandte Bismarck sich zunehmend von den Liberalen ab. In diese Phase fällt der Übergang zur Schutzzollpolitik und zu staatsinterventionistischen Maßnahmen. Dazu zählte insbesondere die Schaffung des Sozialversicherungssystems. Innenpolitisch geprägt waren die 1880er-Jahre nicht zuletzt vom repressiven Sozialistengesetz. 1890 führten Meinungsverschiedenheiten mit dem seit knapp zwei Jahren amtierenden Kaiser Wilhelm II. zu Bismarcks Entlassung.
In den folgenden Jahren spielte Bismarck als Kritiker seiner Nachfolger noch immer eine gewisse politische Rolle. Insbesondere durch seine viel gelesenen Memoiren Gedanken und Erinnerungen wirkte er selbst maßgeblich und nachhaltig an seinem Bild in der deutschen Öffentlichkeit mit. Im Volksmund und in der Geschichtsschreibung wurde Bismarck auch der „Eiserne Kanzler“ genannt.
In der deutschen Geschichtsschreibung dominierte bis Mitte des 20. Jahrhunderts eine ausgesprochen positive Bewertung von Bismarcks Rolle, die teilweise Züge einer Idealisierung trug. Nach dem Zweiten Weltkrieg mehrten sich kritische Stimmen, die Bismarck für das Scheitern der Demokratie in Deutschland mitverantwortlich machten und das von ihm geprägte Kaiserreich als obrigkeitsstaatliche Fehlkonstruktion darstellten. Jüngere Darstellungen überwinden diesen scharfen Gegensatz zumeist, wobei die Leistungen und Mängel von Bismarcks Politik gleichermaßen betont werden, und zeigen ihn als eingebettet in zeitgenössische Strukturen und politische Prozesse.

## Frühe Jahre

### Herkunft, Jugend und Bildung

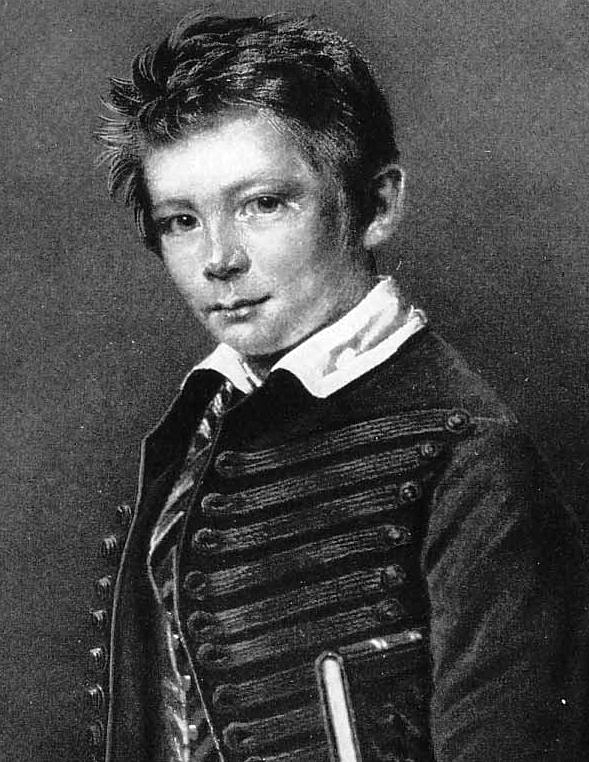
Otto von Bismarck als Knabe, Kreidezeichnung von Franz Krüger, Berlin 1826

Otto von Bismarck wurde am 1. April 1815 auf Schloss Schönhausen nahe der Elbe bei Stendal in der Provinz Sachsen als zweiter Sohn des Rittmeisters Karl Wilhelm Ferdinand von Bismarck (1771–1845) und dessen Ehefrau Luise Wilhelmine, geborene Mencken (1789–1839), geboren. Er war väterlicherseits Spross des alten Adelsgeschlechts Bismarck, eines landsässigen Uradelsgeschlechts der Altmark, das seit Anfang des 18. Jahrhunderts zugleich auch im Kreis Naugard in Hinterpommern drei Güter besaß. Seine Mutter war bürgerlicher Herkunft, ihr Vater Anastasius Ludwig Mencken war Geheimer Kabinettssekretär Friedrichs des Großen gewesen. Die Familie Mencken hatte in der Vergangenheit Gelehrte und hohe Beamte hervorgebracht. Otto von Bismarcks älterer Bruder Bernhard von Bismarck (1810–1893) wurde Landrat und Geheimer Regierungsrat. Die nachgeborene Schwester Malwine (1827–1908) heiratete 1844 den Landrat des Kreises Angermünde, Oskar von Arnim-Kröchlendorff.
Im Jahr 1816 übersiedelte die junge Familie, ohne das Gut Schönhausen aufzugeben, auf das hinterpommersche Gut Kniephof, wo Otto von Bismarck die ersten Jahre seiner Kindheit verbrachte.
Die unterschiedliche soziale Herkunft der Eltern hatte erhebliche Folgen für Bismarcks Sozialisation. Vom Vater erbte er den Stolz auf seine Herkunft, die Mutter gab ihm nicht nur seinen scharfen Verstand, den Sinn für rationales Handeln und sprachliche Sensibilität mit, sondern auch den Wunsch, seinem Herkunftskreis zu entkommen. Bismarck hatte es seiner Mutter zu verdanken, dass er eine Bildung genoss, die weniger für einen Landedelmann als für einen Spross des Bildungsbürgertums üblich war. Ihre Söhne sollten nicht nur Junker sein, sondern in den Staatsdienst eintreten. Allerdings führte die streng auf das Rationale abzielende Erziehung der Mutter dazu, dass sich Bismarck, wie er später schrieb, in seinem Elternhaus nie wirklich wohl fühlte. Während er der Mutter reserviert gegenüberstand, hat er den Vater geliebt.

### Schulbildung
Im Alter von sechs Jahren begann Bismarcks schulische Ausbildung 1821 auf Wunsch der Mutter in der preußischen Hauptstadt Berlin in der Plamannschen Erziehungsanstalt. Dieses Internat, in das hohe Beamte ihre Söhne zu schicken pflegten, war ursprünglich im Geist von Johann Heinrich Pestalozzi gegründet worden. Zur Zeit Bismarcks war diese Reformphase längst beendet und die Erziehung geprägt von Drill und Deutschtümelei. Der Übergang vom kindlichen Spiel auf dem heimischen Hof zum Internatsleben, das von Zwang und Disziplin geprägt war, fiel Bismarck außerordentlich schwer. In dieser Zeit prägte sich deutlich sein Unwillen aus, Autoritäten anzuerkennen.
1827 wechselte Bismarck auf das Berliner Friedrich-Wilhelms-Gymnasium, ab 1830 besuchte er bis zum Abitur 1832 das humanistische Berlinische Gymnasium zum Grauen Kloster. Außer in Bezug aufs Altgriechische, das Bismarck bald als überflüssig ansah, zeigte er sich in der Schule als ausgesprochen sprachbegabt, wenn auch nicht immer als fleißig.

### Religion
Bismarck war Angehöriger der lutherischen Konfession. Den Religionsunterricht erhielt er von Friedrich Schleiermacher, der den Sechzehnjährigen in der Berliner Dreifaltigkeitskirche auch konfirmierte. Bismarck befasste sich in dieser Zeit mit Fragen der Religion hauptsächlich vom Verstand her und sah sich in ihr, von Hegel oder Spinoza beeinflusst, rückblickend eher als Deist und Pantheist denn als gläubiger Christ. Ein Atheist war er allerdings nie, auch wenn seine Umgebung ihn zumeist für einen gottlosen Spötter hielt. In der Zeit seines Referendariats schrieb er 1836 an seinen Bruder Bernhard: „Ich bemerke nur, dass Du mir zu wenig Besonnenheit zumutest, wenn Du mich für einen Atheisten hältst.“

### Studium und Ausbildung

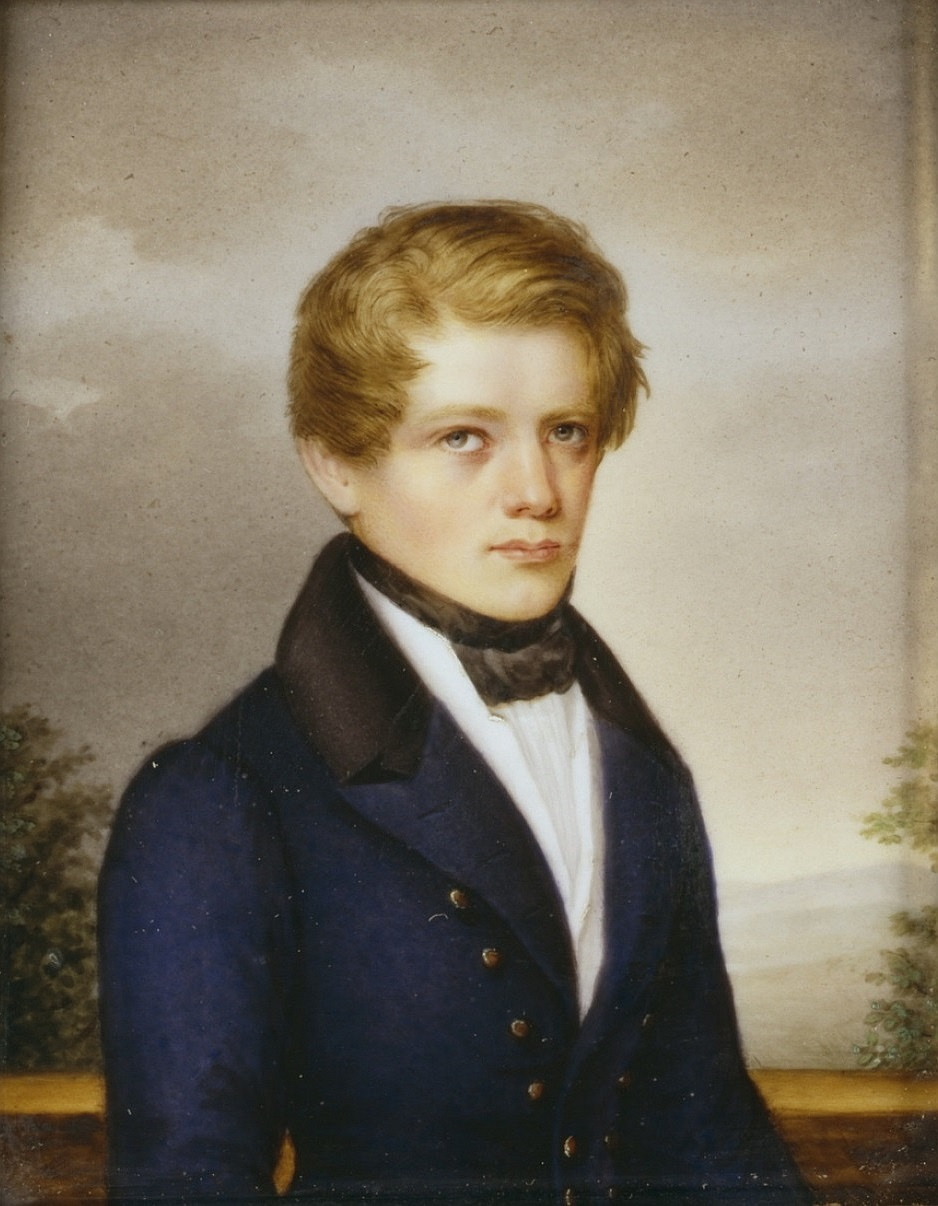
Als 18-jähriger Student in Göttingen (Miniatur von Philipp Petri, 1833)

Nach dem Abitur nahm Bismarck als Siebzehnjähriger am 10. Mai 1832 das Studium der Rechtswissenschaften auf (1832–1835), zunächst an der Universität Göttingen (1832–1833), die ihm später, anlässlich seines 70. Geburtstags auch die Ehrendoktorwürde verlieh. Die politischen Nachwehen im Gefolge der Julirevolution lehnte er nachdrücklich ab. Es war daher auch kein Zufall, dass er sich nicht den damals oppositionellen Burschenschaften, sondern der schlagenden landsmannschaftlichen Studentenverbindung Corps Hannovera Göttingen anschloss. Er blieb zeitlebens ein überzeugter Corpsstudent. An den Burschenschaften missfielen ihm „ihre Weigerung, Satisfaktion zu geben, und ihr Mangel an äußerlicher Erziehung und an Formen der guten Gesellschaft, bei näherer Bekanntschaft auch die Extravaganz ihrer politischen Auffassungen, die auf einem Mangel an Bildung und an Kenntnis der vorhandenen, historisch gewordenen Lebensverhältnisse beruhte“. Er fasste seine Beobachtungen später zu der Bemerkung zusammen, dass es sich um eine Verbindung von Utopie und Mangel an Erziehung gehandelt habe. Andererseits bezeichnete er sich selbst als keineswegs von preußisch-monarchischen Gedanken beeinflusst. Geschichte und Literatur interessierten ihn, das Jurastudium weniger. Der einzige akademische Lehrer, der ihn beeindruckte und wohl auch beeinflusste, war der Historiker Arnold Heeren, der in seinen Vorlesungen die Funktionsweise des internationalen Staatensystems skizzierte. Engere persönliche Beziehungen baute er zu seinem Corpsbruder Gustav Scharlach und dem späteren amerikanischen Diplomaten John Lothrop Motley auf, der zeit seines Lebens einer seiner wenigen persönlichen Freunde blieb.
Im November 1833 setzte Bismarck sein Studium an der Berliner Friedrich-Wilhelms-Universität fort. 1835 schloss er es mit dem Ersten Staatsexamen ab. Anschließend war er zunächst Auskultator beim Berliner Stadtgericht. Auf eigenen Wunsch wechselte er vom Justiz- in den Verwaltungsdienst. Nicht nur im Kreis um den Novellisten Carl Borromäus Cünzer suchte er Zerstreuung: Vom Büroalltag eines Regierungsreferendars im mondänen Kurort Aachen bald gelangweilt, verliebte er sich im August 1836 in Laura Russell, eine Nichte des Herzogs von Cumberland. Nach der Affäre mit einer (älteren) Französin reiste er im Sommer 1837 mit einer (jüngeren) Engländerin, einer Freundin Laura Russells, durch Deutschland. Dadurch kam es zu einer mehrwöchigen Überschreitung eines vierzehntägigen Urlaubs, durch die er sein Referendariat verlor.
Bismarck haderte mit Auslagen für Frauen und machte zusätzlich durch den Besuch von Spielkasinos Schulden. Seinen Dienstgeschäften blieb er monatelang fern. Er versuchte später, seine Referendarausbildung in Potsdam fortzusetzen, kehrte dem Verwaltungsdienst aber nach einigen Monaten den Rücken. Er erklärte diesen Schritt rückblickend damit, dass er kein bloßes Rädchen im Getriebe der Bürokratie sein wollte: „Ich will aber Musik machen, wie ich sie für gut erkenne, oder gar keine.“

### Militärdienst und Werdegang als Soldat
Nachdem er mit seinem Versuch, sich durch eine angebliche Muskelschwäche vor dem Militärdienst zu drücken, gescheitert war, ging Bismarck im April 1838 als Einjährig-Freiwilliger zum Garde-Jäger-Bataillon, später zum Jäger-Bataillon Nr. 2 nach Greifswald. Insgesamt diente er nur fünf Monate. In Greifswald fand er währenddessen auch Gelegenheit, sich an der Königlichen Staats- und landwirtschaftlichen Akademie Eldena auch auf die Führung der Familienbetriebe vorzubereiten. Im März 1839 wurde Bismarck als Unteroffizier zur Reserve entlassen und dem in Stargard garnisonierten 1. Bataillon des 9. Landwehr-Regiments zugeteilt. Im August 1841 erfolgte die Ernennung zum Secondlieutenant der preußischen Landwehr. 1842 wechselte er in die Kavallerie-Eskadron seines Bataillons, 1850 trat er zur Kavallerie des 1. Bataillons des 26. Landwehr-Regiments über, mit Hauptstandort Magdeburg. Im Zuge der per AKO vom 29. April 1852 verfügten Landwehr-Reorganisation wurde Bismarcks Eskadron in das neu aufgestellte 7. schwere Landwehr-Reiter-Regiment integriert, mit den Standorten Halberstadt und Quedlinburg. Es folgten Bismarcks weitere Beförderungen, 1854 zum Premierlieutenant, 1859 Charakter-Rittmeister und 1861 Charakter-Major. Unter Überspringung zweier Dienstgrade erhielt Bismarck im September 1866, kurz nach Ende des Deutschen Krieges, die Beförderung zum Generalmajor und Ernennung zum Regimentschef des 7. schweren Landwehr-Reiter-Regiments. Nach dem Sieg über Frankreich avancierte er am 18. Januar 1871, dem Tag der Kaiserproklamation, zum Generallieutenant. 1876 wurde er General der Kavallerie und schließlich, mit Niederlegung des Kanzleramts 1890, Generaloberst der Kavallerie mit dem Rang eines Generalfeldmarschalls.
Bismarck, der nie Berufsmilitär, sondern nur Landwehroffizier bzw. Reservist gewesen war, erreichten die Beförderungen jenseits des Premierlieutenants allein ehrenhalber (als Charakter-Beförderungen bzw. à la suite). Eine Übertragung von Kommandogewalt ging damit nicht einher. In erster Linie geschah dies wohl, um Bismarcks militärische Stellung an dessen hohe zivile Position anzunähern. Die außer der Reihe vollzogene Beförderung zum Generalmajor dürfte eventuell aber auch seine Verdienste um die preußische Heeresreform honoriert haben, die Kriegsminister Albrecht von Roon ab 1858/59 betrieben hatte. Die Reform löste zwar den preußischen Verfassungskonflikt aus, galt aber als Grundstein der preußischen Erfolge während der  deutschen Einigungskriege.
Ab 1868 war Bismarck à la suite des Kürassier-Regiments Nr. 7 gestellt (seit 1852 das Schwesterregiment des 7. schweren Landwehr-Reiter-Regiments bei den Linientruppen) und wurde 1894 schließlich dessen Chef. Eine Vielzahl zeitgenössischer Gemälde und Fotografien zeigen Bismarck bei offiziellen Anlässen in der Regimentsuniform, meist im weit geschnittenen blauen Interimsrock mit gelbem Kragen und gelb abgesetzten Aufschlägen, seltener im eleganten, aber unbequem straff sitzenden weißen Koller. Privat bevorzugte der „Eiserne Kanzler“ légère Zivilkleidung.

### Bonvivant und erfolgreicher Gutsverwalter
Bismarck bezog nach dem Tod seiner Mutter im Jahr 1839 das hinterpommersche Gut Kniephof und wurde Landwirt. Gemeinsam mit dem um fünf Jahre älteren Bruder Bernhard bewirtschaftete er die väterlichen Güter Kniephof, Külz und Jarchlin im Kreis Naugard. Nachdem Bernhard von Bismarck 1841 zum Landrat gewählt worden war, kam es zu einer vorläufigen Teilung. Bernhard bewirtschaftete nun Jarchlin, Otto Külz und Kniephof. Nach dem Tod des Vaters im Jahr 1845 übernahm Otto die Bewirtschaftung des Familienbesitzes Schönhausen bei Stendal.
Bismarck erwarb schnell gute Kenntnisse in rationaler landwirtschaftlicher Betriebsführung. In den etwa zehn Jahren, in denen er als Verwalter des elterlichen Besitzes fungierte, gelang es ihm nicht nur, die Güter zu sanieren, sondern auch die eigenen Schulden zurückzuzahlen, die er in den zurückliegenden Jahren aufgehäuft hatte.
Einerseits gefiel es ihm, sein eigener Herr zu sein, andererseits füllten ihn die landwirtschaftliche Tätigkeit und das Leben als Landjunker nicht aus. Er beschäftigte sich nebenher intensiv, aber unsystematisch mit Philosophie, Kunst, Religion und Literatur, ohne dass ihn dies nachhaltig geprägt hätte. 1842 unternahm er eine Studienreise nach Frankreich und England und in die Schweiz. Das Bestreben, in den Staatsdienst zurückzukehren, gab er 1844 auf – erneut aufgrund seiner Abneigung gegen alles Bürokratische. In diesen Jahren war er gerngesehener Gast bei zahlreichen gesellschaftlichen Ereignissen in der Region. Er nahm unter anderem an zahlreichen Jagdveranstaltungen teil, aber auch an ausschweifenden Zechgelagen. Eigenen Bekundungen zufolge hatte er sich in diesem Zusammenhang eine Art Trinkfestigkeit angeeignet; bei den Landjunkern habe er an Ansehen hinzugewonnen, weil er dazu fähig gewesen sei, seine „Gäste mit freundlicher Kaltblütigkeit unter den Tisch zu trinken“. Dies wie auch die ihm anhaftende Neigung, bei gesellschaftlichen Ereignissen fast stets im Mittelpunkt zu stehen, brachte ihm den Ruf des „tollen Bismarck“ ein.

### Ehefrau und Kinder

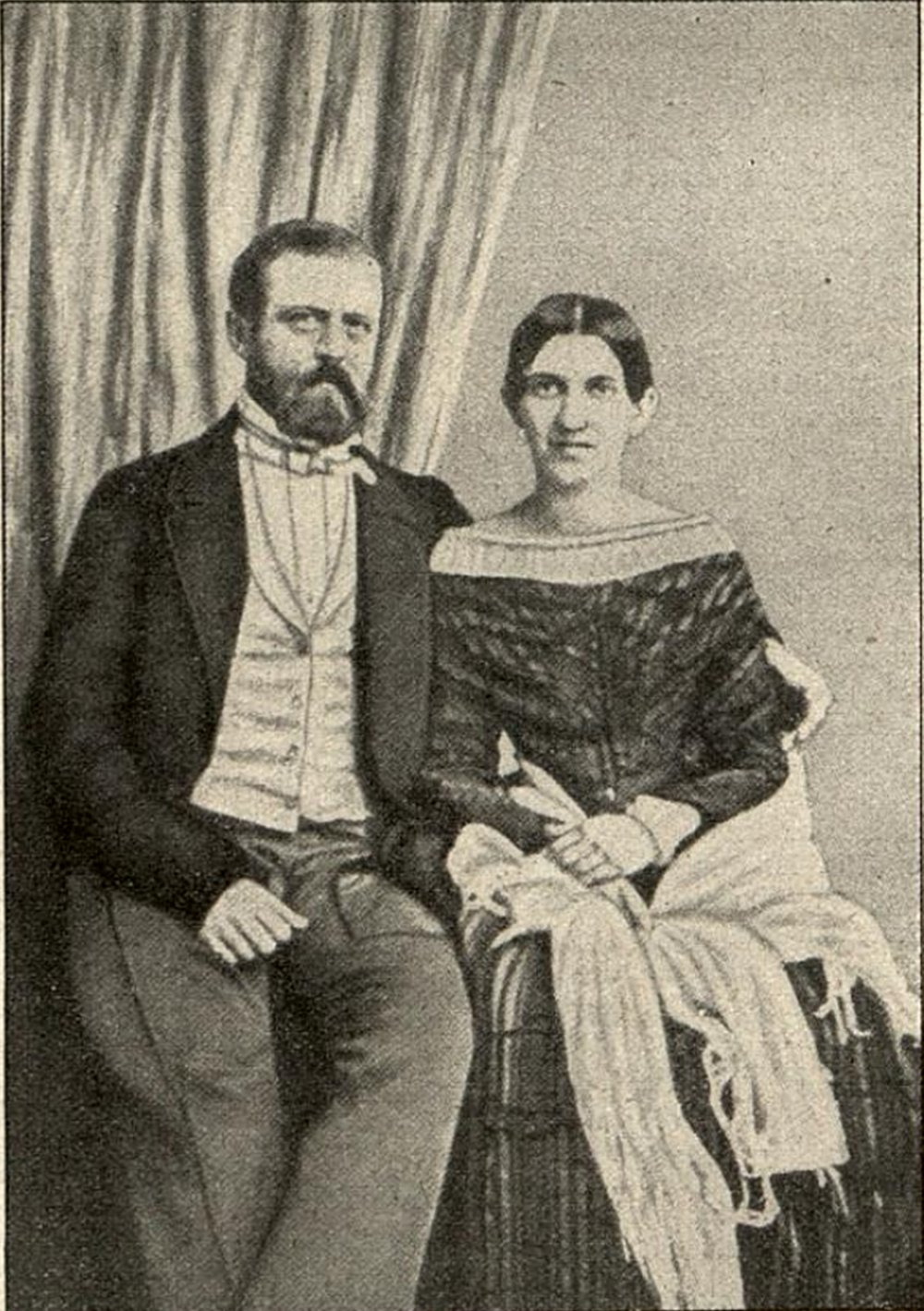
Otto und Johanna von Bismarck als junge Eheleute

Durch Moritz von Blanckenburg, einen Schulfreund aus Berlin, kam Bismarck in Kontakt mit dem pietistischen Kreis um Adolf von Thadden-Trieglaff. Blanckenburg war mit dessen Tochter Marie von Thadden-Trieglaff verlobt. Sie und Bismarck fühlten sich als verwandte Seelen, aber für die junge Frau kam eine Auflösung ihrer Verlobung nicht in Frage. Im Oktober 1844 heiratete sie Blanckenburg. Bei der Hochzeitsfeier wählte sie ihre zwanzigjährige Freundin Johanna von Puttkamer als Tischdame für Bismarck aus. Im Sommer 1846 reisten das Ehepaar Blanckenburg, Bismarck und Johanna von Puttkamer gemeinsam in den Harz. Am 10. November 1846 starb Marie nach kurzer schwerer Krankheit. Kurz vor Weihnachten 1846 hielt Bismarck in einem berühmt gewordenen Brief an Heinrich von Puttkamer um Johannas Hand an. Dieser antwortete hinhaltend; Bismarck reiste daraufhin Anfang 1847 nach Reinfeld bei Rummelsburg in Hinterpommern und überzeugte Johannas Eltern in einem persönlichen Gespräch.
Die Heirat fand im Jahr 1847 in Reinfeld (Landkreis Rummelsburg i. Pom.) statt. Seit dieser Zeit spielte der Glaube an einen persönlichen Gott für Bismarck eine zentrale Rolle.
Aus der Ehe mit Johanna von Bismarck gingen drei Kinder hervor:
- Marie (1848–1926), ⚭ Kuno Graf zu Rantzau
- Herbert (1849–1904), ⚭ Marguerite Gräfin von Hoyos
- Wilhelm (1852–1901), ⚭ Sibylle von Arnim-Kröchlendorff

Johanna ordnete ihre Bedürfnisse denen ihres Mannes unter und bot ihm zugleich – anders als seine Mutter – eine feste emotionale Bindung. Die Briefe, die die beiden austauschten, gehören zu den Höhepunkten der Briefliteratur des 19. Jahrhunderts.

## Politische Anfänge

### Konservativer Agitator
Bismarck trat politisch zunächst auf kommunaler Ebene hervor. In seiner Zeit auf Gut Kniephof war er Deputierter des Kreises Naugard, wurde 1845 Mitglied des Provinziallandtag der Provinz Pommern und unterstützte in einigen Fällen seinen Bruder bei dessen Tätigkeit als Landrat. Über seinen pietistischen Freundeskreis kam er um 1843/1844 in Kontakt zu führenden konservativen Politikern, insbesondere zu den Brüdern Ernst Ludwig und Leopold Gerlach. Er verpachtete 1845, nicht zuletzt, um diese Verbindung auszubauen, den Kniephof und zog nach Schönhausen. Dieser Ort lag näher bei Magdeburg, dem damaligen Dienstsitz von Ludwig von Gerlach. Bismarck erhielt sein erstes öffentliches Amt 1846 durch die Ernennung zum Deichhauptmann in Jerichow.
Sein Hauptanliegen in dieser Zeit war es, die Vormachtstellung des landbesitzenden Adels in Preußen zu bewahren. Die Konservativen lehnten den absolutistisch-bürokratischen Staat ab und träumten von einer Wiedereinführung der Mitregierung der Stände, insbesondere des Adels. Zusammen mit den Brüdern Gerlach trat Bismarck beispielsweise für die Bewahrung der Patrimonialgerichtsbarkeit ein.
Als Nachrücker im sächsischen Provinziallandtag wurde Bismarck als Vertreter der Ritterschaft der Provinz Sachsen 1847 Mitglied des Vereinigten Landtags. In diesem Gremium, das von der gemäßigten liberalen Opposition dominiert war, fiel er bereits bei seiner ersten Plenarrede als strikt konservativer Politiker auf, als er bestritt, dass es bei den Befreiungskriegen auch um die Durchsetzung liberaler Reformen gegangen war. In der „Judenfrage“ sprach er sich klar gegen die politische Gleichstellung der jüdischen Bevölkerung aus. Diese und ähnliche Positionen führten bei den Liberalen zu empörten Reaktionen. Bismarck fand in dieser Zeit in der Politik ein Betätigungsfeld, das seinen Neigungen entgegenkam: „Die Sache ergreift mich viel mehr als ich dachte.“

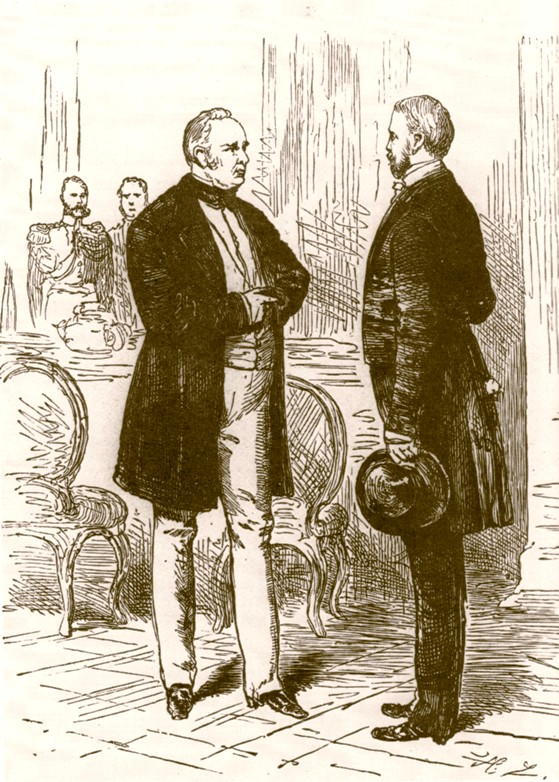
Bismarck (rechts) und König Friedrich Wilhelm IV. 1848 (Zeichnung von Hermann Lüders)

Die Leidenschaft des politischen Kampfes ließ ihn kaum essen und schlafen. Am Ende der Versammlung hatte sich Bismarck in den konservativen Kreisen einen Namen gemacht. Auch der König war auf ihn aufmerksam geworden. Wenngleich er eindeutig konservative Positionen vertrat, war Bismarck bereits in dieser Zeit auch Pragmatiker und bereit, vom politischen Gegner zu lernen. Dies kam etwa in dem Plan zum Tragen, als Gegengewicht zur liberalen Deutschen Zeitung ein konservatives Blatt zu gründen.
Bismarck lehnte die Märzrevolution entschieden ab. Als ihn die Nachricht vom Erfolg der Bewegung in Berlin erreichte, bewaffnete er in Schönhausen die Bauern und schlug vor, mit ihnen nach Berlin zu ziehen. Der in Potsdam kommandierende General Karl von Prittwitz lehnte dieses Angebot jedoch ab. Danach versuchte Bismarck, Prinzessin Augusta, die Gattin des Thronfolgers Wilhelm, von der Notwendigkeit einer Gegenrevolution zu überzeugen. Augusta wies das Ansinnen als intrigant und illoyal zurück. Bismarck zog sich durch sein Verhalten die dauerhafte Abneigung der späteren Königin zu. Nach der Anerkennung der Revolution durch Friedrich Wilhelm IV. waren Bismarcks gegenrevolutionäre Pläne vorerst gescheitert.
In die preußische Nationalversammlung wurde Bismarck nicht gewählt. Dafür beteiligte er sich an der außerparlamentarischen Sammlung des konservativen Lagers. Im Sommer 1848 war er an der Gründung und inhaltlichen Ausgestaltung der Neuen Preußischen Zeitung (wegen des Kreuzes auf dem Titelblatt auch Kreuzzeitung genannt) beteiligt. Für das Blatt schrieb er zahlreiche Beiträge. Im August 1848 war er einer der maßgeblichen Initiatoren des sogenannten Junkerparlaments. In diesem versammelten sich mehrere hundert adlige Gutsbesitzer, um gegen den Eingriff in ihr Eigentum zu protestieren.
Diese Aktivitäten führten dazu, dass die konservative Kamarilla um den König Bismarck immer mehr zu schätzen begann. Seine Hoffnung, nach der Gegenrevolution im November 1848 mit einem Ministerposten belohnt zu werden, erfüllte sich jedoch nicht, da er selbst in konservativen Kreisen als zu extrem galt. Der König schrieb auf eine entsprechende Vorschlagsliste als Randbemerkung: „Nur zu gebrauchen, wenn das Bayonett schrankenlos waltet“.

### Hinwendung zur Realpolitik

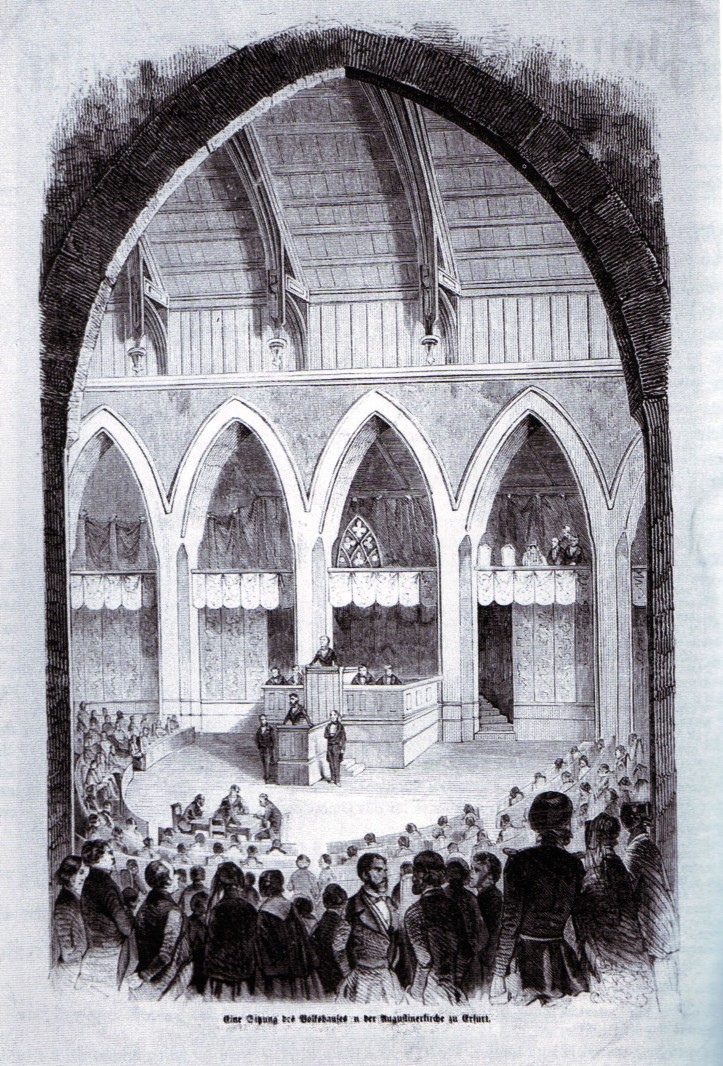
Sitzung des Volkshauses des Erfurter Unionsparlaments im Schiff der Augustinerkirche, 1850

Im Januar und im Juli 1849 wurde Bismarck in die zweite Kammer des Preußischen Landtages gewählt. Er beschloss in dieser Zeit, sich ganz der Politik zu widmen, und zog mit seiner Familie nach Berlin. Damit war er einer der ersten Berufspolitiker in Preußen. Im Landtag trat er als Sprachrohr der Ultrakonservativen auf. So verteidigte er die Ablehnung von Kaiserwürde und Reichsverfassung durch Friedrich Wilhelm IV., weil aus seiner Sicht zu befürchten stand, dass Preußen in Deutschland aufginge. Die nationale Frage war für ihn gegenüber der Sicherung der preußischen Macht zweitrangig.
Der König und sein Berater Joseph von Radowitz wollten die deutsche Einheit vor allem durch Absprache mit den Mittelstaaten erreichen. Außerdem sollte die angestrebte Erfurter Union konservativer und föderalistischer sein als das Frankfurter Vorbild. Bismarck hielt dies für unrealistisch und nicht sinnvoll. Im preußischen Parlament machte er aus seiner Kritik an den Plänen keinen Hehl. Seine Rede vom 6. September 1849 veränderte die Haltung interessierter politischer Kreise zu ihm. Er galt fortan wegen seiner abwägenden und flexiblen Argumentation auch in den eigenen konservativen Reihen nicht mehr nur als Scharfmacher. Bismarck empfahl sich damit erstmals für einen Posten im hohen Staatsdienst oder in der Diplomatie. Er wurde trotz seiner Kritik an der Union in das Volkshaus des Erfurter Unionsparlaments gewählt und wurde in ihm Schriftführer.
Obwohl er dem Parlamentarismus grundsätzlich ablehnend gegenüberstand, entwickelte Bismarck sich in Erfurt zu einem der bedeutendsten Parlamentsredner der Zeit, dem auch der politische Gegner wegen seiner bilder- und pointenreichen Sprache Aufmerksamkeit schenkte. Nach dem Scheitern der Unionspläne übernahm Bismarck die schwierige Aufgabe, im preußischen Landtag die Olmützer Punktation zu verteidigen. Er schaffte es dabei, einerseits konservative Standpunkte zu vertreten, sich andererseits aber zu einer staatlichen Machtpolitik fern irgendwelcher Ideologien zu bekennen: „Die einzige gesunde Grundlage eines großen Staates, und dadurch unterscheidet er sich wesentlich von einem kleinen Staate, ist der staatliche Egoismus und nicht die Romantik, und es ist eines großen Staates nicht würdig, für eine Sache zu streiten, die nicht seinen eigenen Interessen angehört.“ Mit seiner Betonung des Staates, der Macht- und Interessenpolitik, entfernte Bismarck sich vom traditionellen Konservatismus, der (in eher defensiver Grundeinstellung) aus der Gegnerschaft zum modernen, zentralen, bürokratischen und absolutistischen Staat entstanden war.

## Diplomat

### Bundestagsgesandter

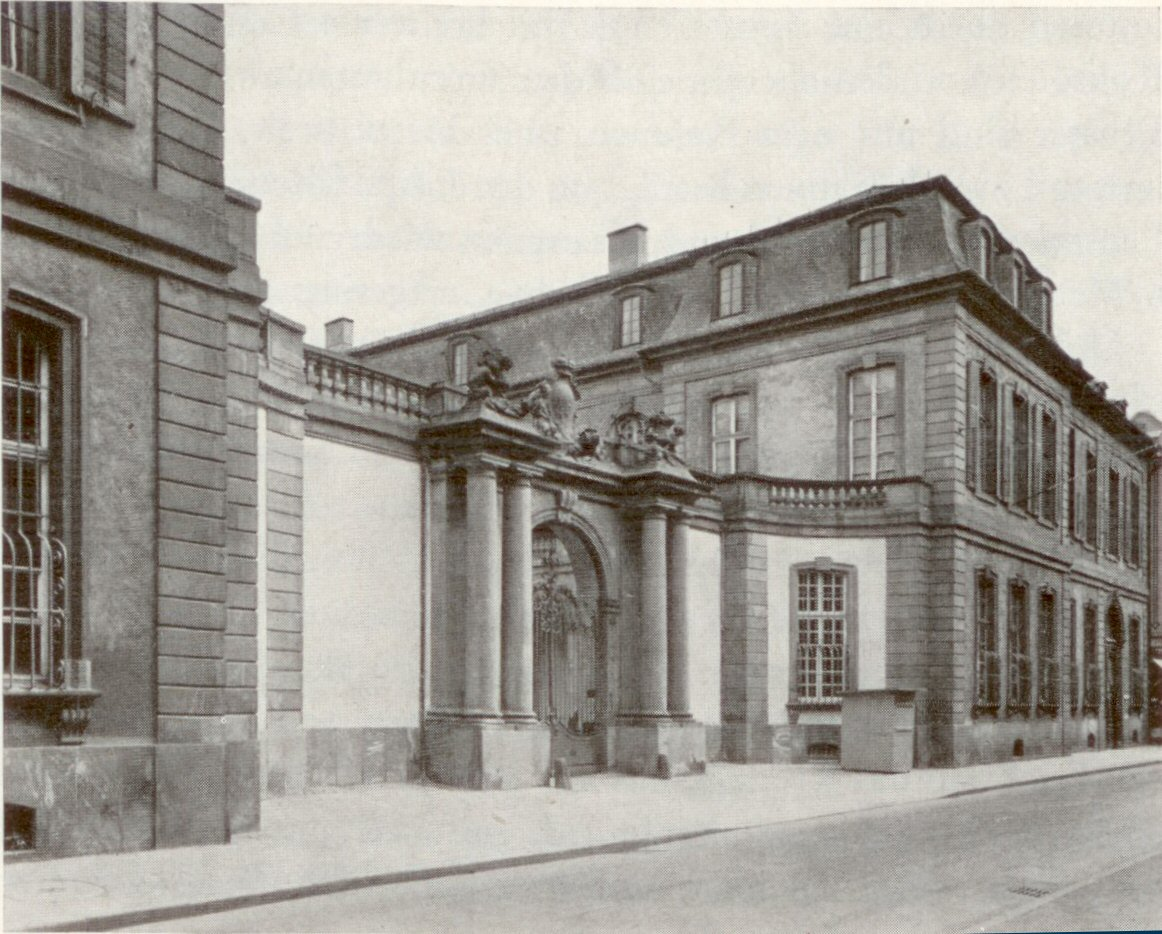
Palais Thurn und Taxis in Frankfurt, Sitz des Bundestages, um 1900

Bismarck wurde am 15. August 1851 auf Betreiben Leopold von Gerlachs durch Friedrich Wilhelm IV. zum preußischen Gesandten beim Bundestag in Frankfurt ernannt. Schon davor wurde er Geheimer Legationsrat. Eine diplomatische Ausbildung hatte er nicht und auch der König war sehr misstrauisch. Nach der Olmützer Punktation war Preußen gezwungen, die Stelle des Bundestagsgesandten neu zu besetzen. Obgleich man in dieser Stellung nun wirklich kein politisches Porzellan zerschlagen konnte, glaubte keiner, dass Bismarck der Richtige wäre. Dem fragenden König musste Bismarck versichern, dass er zurückstand, wenn er der Aufgabe nicht gewachsen war: 

„Der Mut ist ganz auf Seiten Eurer Majestät, wenn Sie mir eine solche Stellung anvertrauen; indes sind Eure Majestät ja nicht gebunden, die Ernennung aufrecht zu erhalten, sobald sie sich nicht bewährt. Ich selbst kann keine Gewissheit darüber haben, ob die Aufgabe meine Fähigkeiten übersteigt, ehe ich ihr nicht näher getreten bin. Wenn ich mich daselbst nicht gewachsen finde, so werde ich der erste sein, meine Abberufung zu erbitten. Ich habe den Mut zu gehorchen, wenn Eure Majestät den haben zu befehlen.“

 Schließlich wurde der Gesandte in Russland Theodor von Rochow dazu bestimmt, der auf Drängen von Leopold von Gerlachs durch Bismarck begleitet wurde. So trafen am 11. Mai 1851 beide in Frankfurt ein und Bismarck löste schon am 15. Juli 1851 Rochow als Bundestagsgesandter ab, der wiederum nach Petersburg zu seiner Gesandtschaft zurückkehrte. Die erste Aktion Bismarck in Frankfurt war das Mittragen des Bundesreaktionsbeschlusses. Daher wurde seine Ernennung in der Öffentlichkeit als Zeichen für den Sieg der sozialen und politischen Reaktion sowie als Kapitulation Preußens gegenüber Österreich gewertet.
In Frankfurt handelte Bismarck sehr eigenständig. Er befand sich zeitweise im Gegensatz zur Berliner Regierungspolitik. Allerdings machte er als Gesandter deutlich, dass er noch immer ein Mann der Hochkonservativen war. Seine Haltung in einer Kammerdebatte führte am 25. März 1852 zum Duell Vincke–Bismarck, bei dem keiner der beiden Duellanten getroffen wurde.
Als Preußen und das Kaisertum Österreich nach der Herbstkrise 1850 zusammenarbeiteten, wollte Bismarck sich nicht damit abfinden, dass der österreichische Ministerpräsident Felix zu Schwarzenberg Preußen die Rolle als Juniorpartner zudachte. Ihm und letztlich auch der Regierung in Berlin ging es darum, die Anerkennung Preußens als gleichberechtigte Macht durchzusetzen. Zu diesem Zweck suchte er ständig die Auseinandersetzung mit dem österreichischen Gesandten Friedrich von Thun und Hohenstein, griff Wien scharf an und legte zeitweise die Arbeit des Bundestages lahm, um die Grenzen der österreichischen Kompetenzen in Frankfurt aufzuzeigen. Er trug auch dazu bei, dass Österreichs Wunsch scheiterte, dem Deutschen Zollverein beizutreten. Bismarck lehnte einen Ausbau der Institutionen und überhaupt eine Bundesreform ab, solange Österreich Preußen nicht als gleichberechtigt behandelte.
Die Entscheidung der preußischen Regierung im Jahr 1854 (vor dem Hintergrund des Krimkrieges), das Schutz- und Trutzbündnis mit Österreich zu erneuern, stieß bei Bismarck auf Kritik. Als Österreich sich danach offen gegen Russland wandte, gelang es Bismarck 1855, durch geschicktes Taktieren den Antrag der Österreicher zur Mobilisierung der Bundestruppen gegen Russland abzuwenden. Dieser Erfolg ließ sein diplomatisches Ansehen zunehmen. Nach der Niederlage Russlands im Krimkrieg plädierte er in verschiedenen Denkschriften für eine Anlehnung an das Zarenreich und an Frankreich, durch die er Österreich weiter zu schwächen hoffte. Besonders ausführlich legte er sein außenpolitisches Konzept in der „Prachtschrift“ von 1856 nieder. Seine Äußerungen lösten einen heftigen Konflikt mit den Hochkonservativen um die Gebrüder Gerlach aus, die in Napoleon III. nur einen Vertreter des revolutionären Prinzips und einen „natürlichen Feind“ sahen. Bismarck antwortete, dass ihm die Legitimität der Staatsoberhäupter letztlich egal sei. Für ihn standen nicht die konservativen Grundsätze, sondern die Staatsinteressen im diplomatischen Geschäft im Mittelpunkt. Im Lager der Konservativen galt er nun zunehmend als egoistischer Opportunist.
Bismarck legte viel Wert auf die neutrale Haltung Preußens im Krimkrieg und auf dessen unabhängige Stellung auf der Konferenz in Paris, die zum Pariser Frieden von 1856 führte. Von daher gefiel ihm nicht, dass neben England auch Österreich in Berlin und in Frankfurt Druck ausübte, um Preußen zum Krieg im Dienste der Westmächte zu nötigen. Im Unterschied dazu war Napoleon III. viel nachsichtiger gegenüber diesen „Sünden“.

### Gesandter in St. Petersburg und Paris

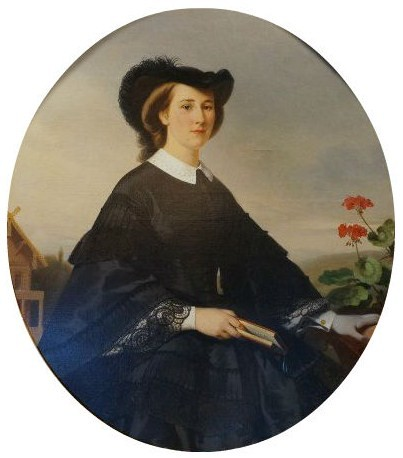
Katharina Orlowa, um 1860, Gemälde von Franz Xaver Winterhalter

Der Konflikt mit den Gerlachs hatte aber auch innenpolitische Gründe. Nach der Übernahme der Regentschaft durch Prinz Wilhelm 1857 verloren die Hochkonservativen an Einfluss; stattdessen nahm die Bedeutung der gemäßigt liberal-konservativen Wochenblattpartei zu. In der beginnenden Neuen Ära versuchte auch Bismarck, durch eine gewisse Distanzierung von den extremen Konservativen seine Position zu behaupten. In einer umfangreichen Denkschrift sprach er nunmehr von einer „nationalen Mission“ Preußens und von einem Bündnis mit der national-liberalen Bewegung. Damit vollzog er einen bemerkenswerten Kurswechsel. Allerdings ging es ihm nicht um den Kampf für die deutsche Einheit um ihrer selbst willen, sondern war es sein Ziel, den deutschen Nationalismus einer Stärkung der preußischen Macht dienstbar zu machen.
Die Erwartungen, die er mit der Anpassung an ein verändertes politisches Klima in Preußen verband, erfüllten sich für ihn selbst allerdings zunächst noch nicht. Im Januar 1859 wurde er als Gesandtschaftsattaché nach Sankt Petersburg versetzt; er selbst sprach davon, dass er an der Newa kaltgestellt worden sei. Der Wechsel fiel der Familie schwer; die Eheleute Bismarck hatten in Frankfurt die glücklichste Zeit ihrer Ehe erlebt. Bismarck erweiterte in der neuen Funktion allerdings seine diplomatischen Kenntnisse und erfreute sich des Wohlwollens des russischen Hofes und des Kaiserpaares. Sein Ehrgeiz richtete sich aber zunehmend auf die höchsten Ämter im preußischen Staat. Er beobachtete genau die Entwicklung des preußischen Verfassungskonflikts. Die Hoffnung, bereits im April 1862 zum Ministerpräsidenten ernannt zu werden, erfüllte sich nicht. Stattdessen wurde er Gesandter in Paris, wo er im Palais Beauharnais residierte. Dieser Posten galt ihm jedoch von Beginn an nur als Wartestellung.
In diese Zeit fiel die von seiner Ehefrau geduldete Liebesaffäre mit Fürstin Katharina Orlowa (1840–1875), der Ehefrau des russischen Gesandten in Belgien Nikolai Alexejewitsch Orlow. Am 22. August 1862, kurz vor seiner Berufung zum Ministerpräsidenten, wäre Bismarck in Biarritz mit Katharina Orlowa fast ertrunken und wurde von einem Leuchtturmwärter gerettet. Seiner Frau schreibt er an diesem Tag nur: „Nach einigen Stunden Ruhe und Briefeschreiben nach Paris und Berlin nahm ich den zweiten Trunk Salzwasser, diesmal im Hafen, ohne Wellenschlag, mit viel Schwimmen und Tauchen, zwei Wellenbäder wären mir zu viel am Tage.“ Es war die letzte private Eskapade Bismarcks, ehe er sich ausschließlich der Politik widmete.

## Preußischer Ministerpräsident

### Berufung

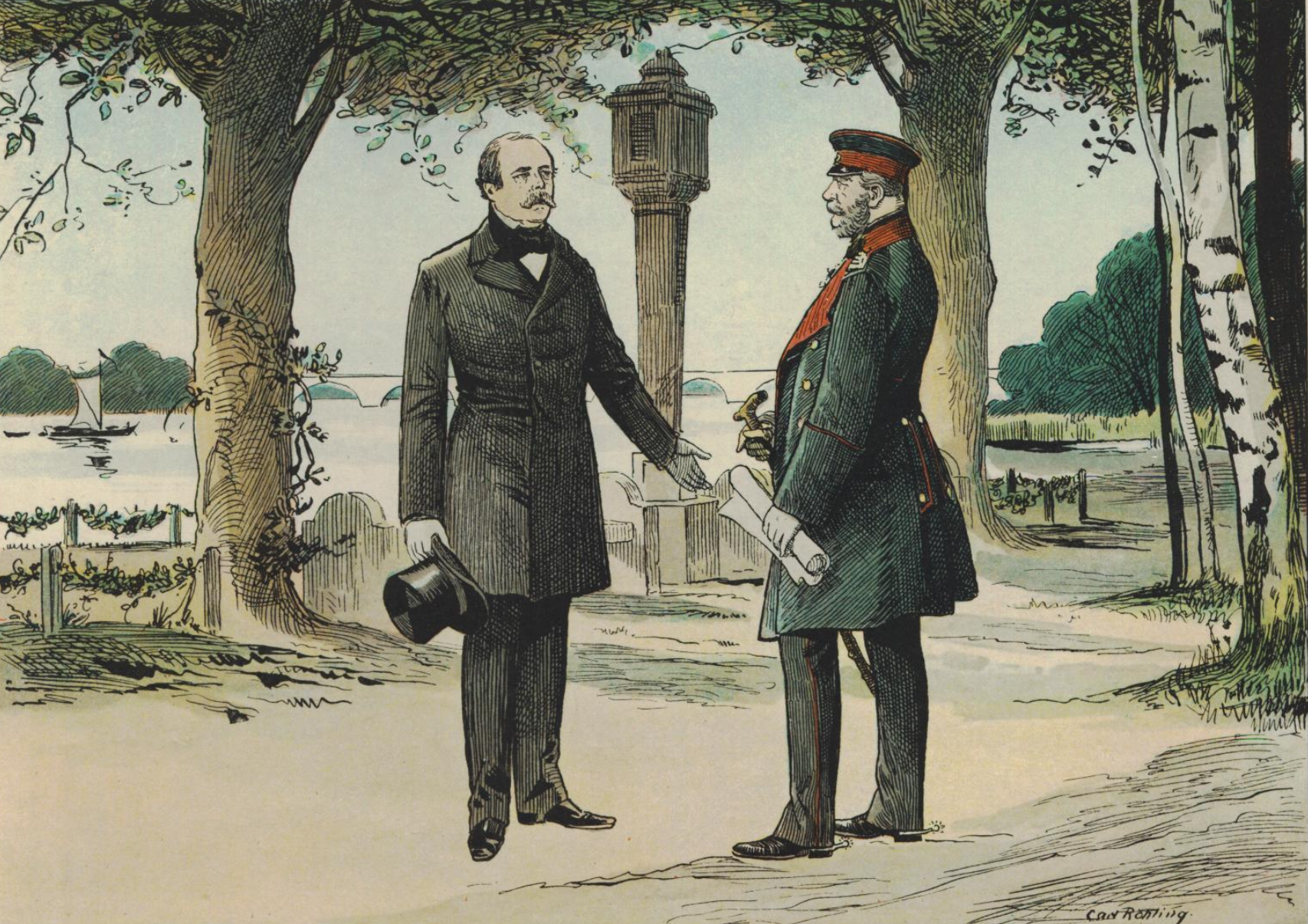
König Wilhelm I. (rechts) führt in Park Babelsberg bei Potsdam eine Unterredung mit Otto von Bismarck (links). Der Monarch hält in seiner linken Hand ein Regierungsprogramm, auf das er Bismarck verpflichten will. Im Hintergrund die Glienicker Lake mit der Glienicker Brücke. (Lithographie nach einer Zeichnung von Carl Röhling, Die Hohenzollern in Bild und Wort, Verlag von Martin Oldenbourg, Berlin 1899, S. 40.)

In Berlin verfestigte sich die ablehnende Haltung der Liberalen gegen eine geplante Heeresreform. Die Notwendigkeit einer Modernisierung der Armee wurde von der politischen Öffentlichkeit zwar nicht ernsthaft in Frage gestellt. Der Streit entzündete sich jedoch an militärpolitischen Details. Der preußische König Wilhelm I. war unter anderem nicht bereit, von seinem Plan einer drei- statt zweijährigen Wehrdienstzeit abzurücken. Eine Einigung mit dem preußischen Landtag wurde so unmöglich. Wilhelm I. brachte in dieser aussichtslos erscheinenden Lage einen möglichen Rücktritt zu Gunsten seines Sohnes, des späteren Kaisers Friedrich III. ins Spiel.
Kriegsminister Roon sah in der Ernennung Bismarcks zum Ministerpräsidenten die einzige Möglichkeit, den Thronwechsel zugunsten des als liberal geltenden Kronprinzen zu verhindern. Mit einem Telegramm – „Periculum in mora. Dépêchez-vous!“ („Gefahr im Verzuge. Beeilen Sie sich!“) – rief er Bismarck nach Berlin zurück. Nach 25 Stunden Bahnfahrt traf Bismarck am 20. September 1862 in Berlin ein. Zwei Tage später wurde er von König Wilhelm I. im Schloss Babelsberg empfangen. Über Inhalt und Verlauf der Unterredung liegt nur Bismarcks Bericht vor, der aber im Gegensatz zu anderen Teilen seiner Erinnerungen im Kern korrekt sein dürfte. Bismarck gewann den noch zögernden König, indem er sich als seinen unbedingten Gefolgsmann gab. Er versprach die Durchsetzung der Heeresreform und betonte seinerseits die grundlegende Bedeutung der Auseinandersetzung um sie. Der König ernannte Bismarck schließlich zum Ministerpräsidenten und Außenminister.

### Beziehung zum König und Grundsätze
Das Ernennungsgespräch legte die Grundlage für die außergewöhnliche Beziehung zwischen dem König und Bismarck in den folgenden Jahrzehnten. Bismarck schuf sich die Grundlage für eine außergewöhnliche Vertrauensstellung bei Wilhelm I. und verschaffte sich eine Blankovollmacht, die seinen Handlungsspielraum über das übliche Maß eines leitenden Ministers hinaus erweiterte (Lothar Gall), indem er sich dem Monarchen als „kurbrandenburgischer Vasall“ andiente, der in prekärer Lage kampfesmutig und in unverbrüchlicher Treue zu seinem Lehnsherrn stehen werde. Zwar kam es in den nächsten Jahren immer wieder zu Meinungsverschiedenheiten, doch haben sie das Grundvertrauen des Königs Bismarck gegenüber nicht beeinträchtigt.
Im Einzelnen erhielt Bismarck sehr starke Vollmachten, auf die er sich später berief. Darunter war die, dass seine Minister nur mit seinem Einverständnis dem Monarchen einzeln berichten dürfen.
Bismarck blieb zwar ein Konservativer, allerdings ein zunehmend pragmatisch handelnder und nicht an ideologischen Fixierungen klebender Politiker. Ideale, Theorien und Prinzipien waren für ihn nicht vorrangig ausschlaggebend; was vor allem zählte, waren die Interessen der Staaten. Daraus ergab sich die Machterweiterung Preußens als maßgebliches Ziel. Aus Bismarcks Sicht war es nur möglich, den Großmachtanspruch Preußens zu bewahren, wenn dieses eine hegemoniale Stellung in Europa zu Lasten Österreichs gewinnen konnte und die übrigen europäischen Mächte das duldeten. Um Nationalismus im landläufigen Sinn ging es ihm dabei nicht, vielmehr um außenpolitischen Realismus. Er setzte darauf, dass außenpolitische Erfolge sich auch auf seine Innenpolitik günstig auswirken würden. Er wollte die Monarchie und den Obrigkeitsstaat ebenso erhalten wie die besondere Stellung von Militär und Adel. Erste Priorität hatte aber im Zweifelsfall die Macht des Staates. Darauf zielte auch das zeitweilige Bündnis mit der nationalen und liberalen Bewegung.

### Konfliktminister

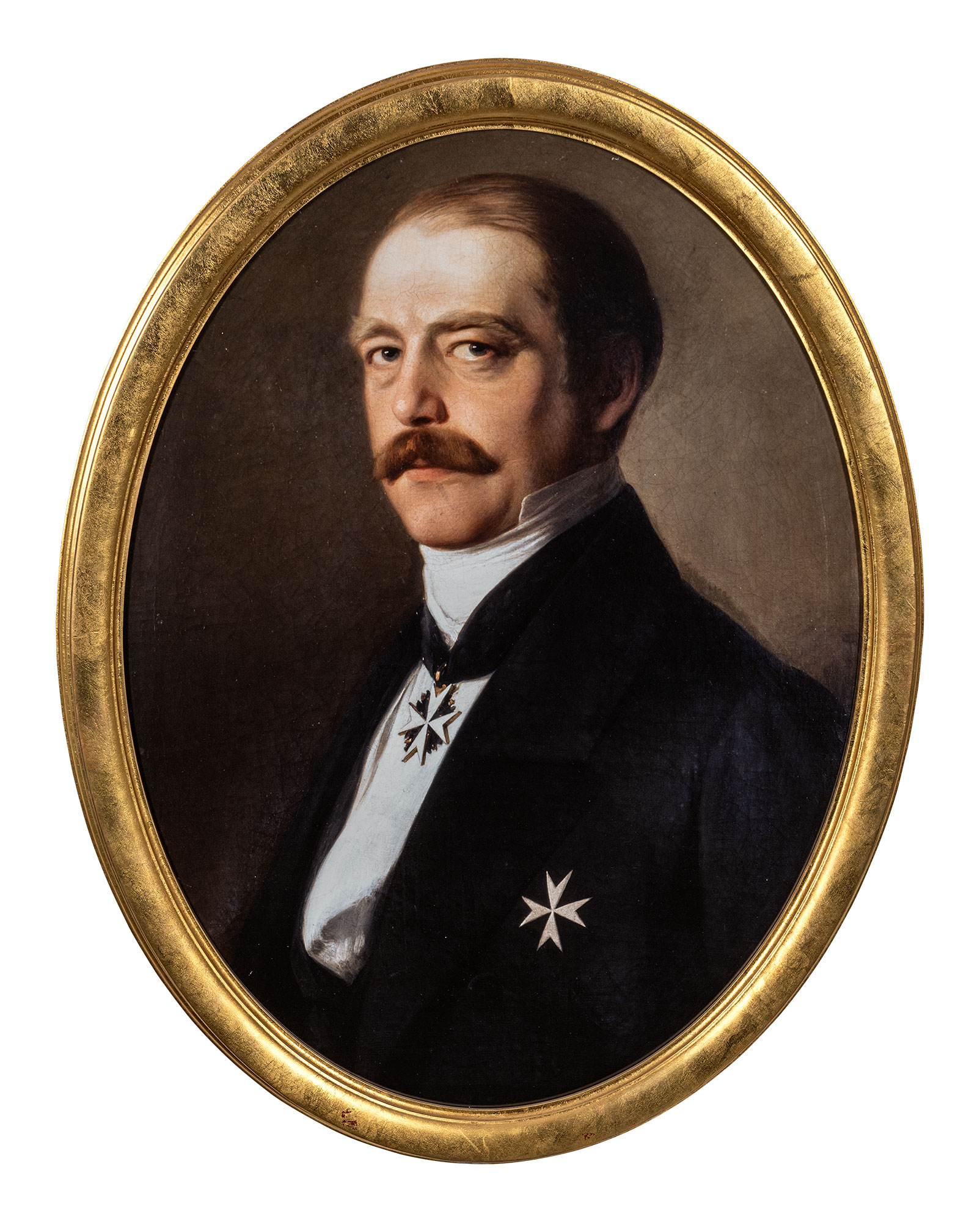
Bismarck als Bundestagsgesandter, 1858, mit Halsdekoration und Brustkreuz eines Ehrenritters der Johanniterordens.

Zu Beginn seiner Ministerpräsidentschaft herrschte in weiten Teilen der politischen Öffentlichkeit eine Ablehnung von Bismarcks Politik vor. Er galt weiterhin als extremer Reaktionär und hatte es daher schwer, geeignete Minister zu finden. Das erste Kabinett Bismarck bestand so denn auch mehrheitlich aus eher zweitrangigen Persönlichkeiten. Unter ihnen waren Carl von Bodelschwingh, Heinrich Friedrich von Itzenplitz und Gustav von Jagow. Als Chef eines Konfliktministeriums stand Bismarck zunächst in einer Auseinandersetzung mit den Liberalen.

Er versuchte anfangs, die Opposition durch Ausgleichsbemühungen zu neutralisieren. Dies scheiterte, weil seine Blut-und-Eisen-Rede erneut das Bild eines stockkonservativen Politikers zu bestätigen schien: 

„Nicht auf Preußens Liberalismus sieht Deutschland, sondern auf seine Macht. […] Nicht durch Reden und Majoritätsbeschlüsse werden die großen Fragen der Zeit entschieden […] – sondern durch Eisen und Blut.“

 Die Rede war als weitgehendes Bündnisangebot an die liberale und nationale Bewegung gedacht. Obwohl auch die liberale Mehrheit des Abgeordnetenhauses der Auffassung war, dass die „Deutsche Frage“ nicht ohne Gewalt durchzusetzen sei, fasste man, insbesondere die (liberale) Presse, „Eisen und Blut“ als eine angekündigte Gewaltherrschaft auf, die sich auf außenpolitische Abenteuer stürze. Dies hat dazu beigetragen, Bismarcks Ruf als Gewaltpolitiker zu festigen. Bismarck gab in der Folge seinen Schlingerkurs auf und bekämpfte die Liberalen mit aller Schärfe. Das Parlament wurde vertagt. Damit regierte Bismarck im Herbst 1862 ohne ordnungsgemäßen Haushalt. Anfang 1863 wurde das Parlament wieder einberufen. Bismarck rechtfertigte sich mit der berühmt gewordenen, heftig umstrittenen Lückentheorie. Danach basiere das normale staatliche Handeln auf Kompromissen zwischen der Krone, dem Herrenhaus und dem Abgeordnetenhaus. Weigere sich eine der Seiten nachzugeben, komme es zu Konflikten, „und Konflikte, da das Staatsleben nicht stillzustehen vermag, werden zu Machtfragen; wer die Macht in den Händen hat, geht dann in seinem Sinne vor, weil das Staatsleben auch nicht einen Augenblick stillstehen kann“.

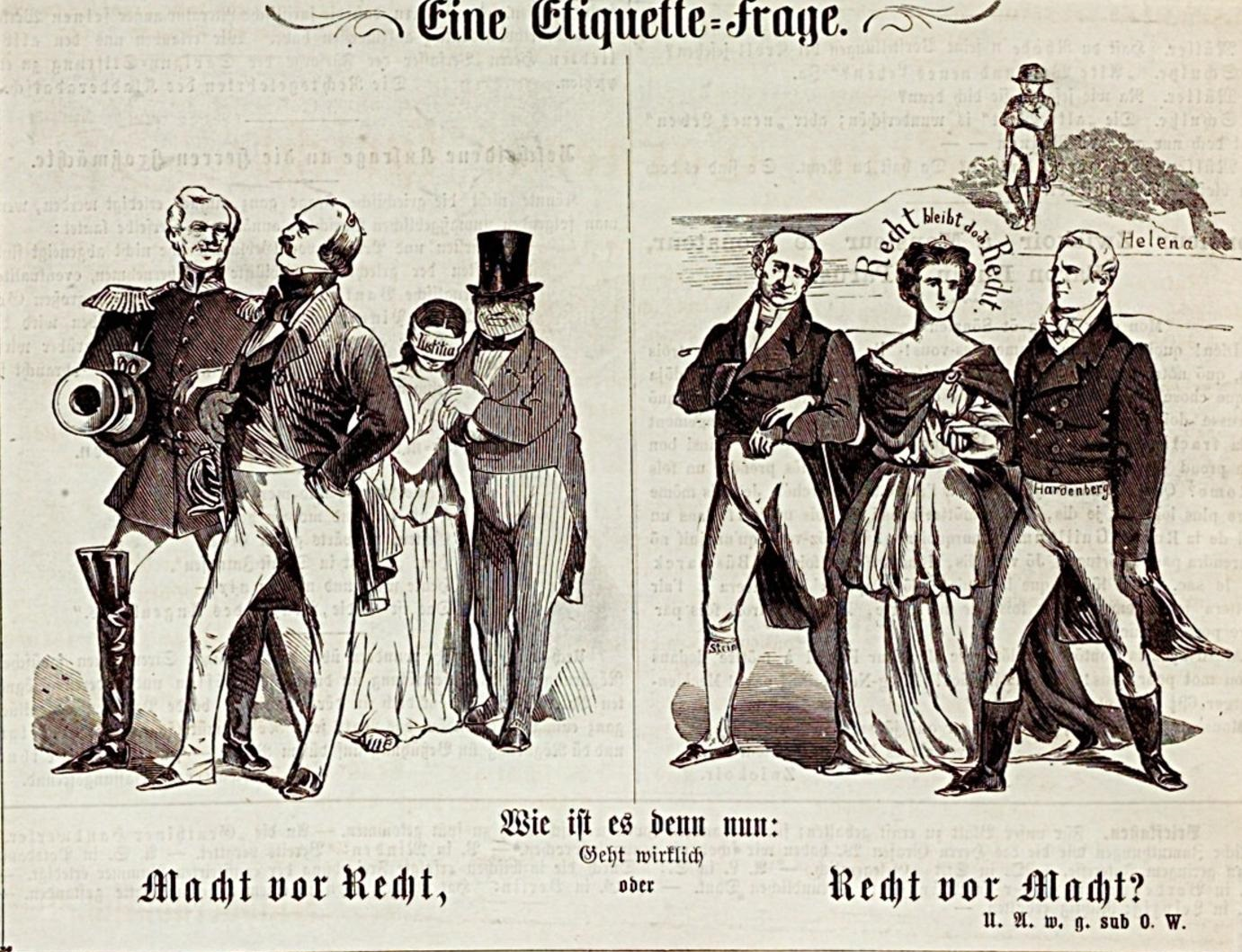
Macht geht vor Recht, Karikatur aus dem Kladderadatsch vom 8. Februar 1863

Dahinter stand Bismarcks Voraussetzung, der Fall eines unauflöslichen Dissenses zwischen Monarch und Parlament sei in der Verfassung nicht geregelt. Demnach liege eine Lücke vor, die durch die Prärogative des Königs geschlossen werden müsse. Diese Auslegung der Rechtslage war nach Auffassung vieler Zeitgenossen schlicht ein Verfassungsbruch. Maximilian von Schwerin-Putzar urteilte, dies bedeute, „Macht geht vor Recht“. Bislang habe die Größe Preußens und die Anerkennung des Königshauses auf dem Grundsatz beruht „Recht geht vor Macht. Justitia fundamentum regnorum! Das ist der Wahlspruch der preußischen Könige, und er wird es fort und fort bleiben.“
Um gegen die Liberalen zu mobilisieren, verfolgte Bismarck zeitweilig unterschiedliche Pläne. Dazu gehörte auch ein Bündnis mit der sozialdemokratischen Bewegung. 1863 traf er sich mehrfach mit Ferdinand Lassalle, ohne dass dies damals jedoch praktische Auswirkungen gehabt hätte.
Trotz heftiger Proteste – öffentliche Kritik kam sogar vom Thronfolger – und der allgemeinen Erwartung eines Scheiterns der Regierung überlebte Bismarck die Krise politisch. Gegen hohe liberale Beamte, unter ihnen nicht zuletzt Abgeordnete, ging er mit repressiven Mitteln bis hin zu Entlassungen vor. Gleichzeitig wurde die Pressefreiheit in Missachtung der Verfassung praktisch abgeschafft. 1865 forderte Bismarck Professor Rudolf Virchow (ein Mitglied des Preußischen Abgeordnetenhauses) zum Duell, das dieser jedoch ablehnte, weil es keine zeitgemäße Form der Auseinandersetzung sei.
An der verfahrenen politischen Situation änderte sich freilich nichts. Die Verfassungskrise blieb bis 1866 ungelöst und artete in so etwas wie einen Stellungskrieg aus. Bismarck versuchte, die Opposition zu zermürben. Er regierte mit dem Staatsapparat, und lange Zeit wurde das Parlament gar nicht einberufen. Am 9. Mai 1866 wurde es erneut aufgelöst. Bismarck spielte anfangs selbst mit dem Gedanken eines Staatsstreichs durch Abschaffung von Wahlrecht und Verfassung. Je länger der Konflikt andauerte, desto mehr lehnte er solche Forderungen, die von konservativer Seite erhoben wurden, aber ab, da sie keine langfristig stabile politische Ordnung hervorzubringen versprachen.
Bismarck versuchte unterdessen, mit außenpolitischen Erfolgen innenpolitischen Druck auf die Opposition auszuüben. Zunächst ging dieses Kalkül nur sehr bedingt auf. Das erste Abkommen, die Alvenslebensche Konvention vom 8. Februar 1863 zur Unterstützung Russlands gegen den Aufstand in Polen, stieß in Preußen selbst in konservativen Kreisen auf breite Ablehnung. Der Druck von Seiten Großbritanniens und Napoleons III. machte die Konvention überdies wertlos.
Österreich sah Bismarck geschwächt und versuchte das zu nutzen, um eine Reform des Deutschen Bundes zu Gunsten der Habsburgermonarchie durchzusetzen. Nur mit Mühe gelang es Bismarck, dem König die Teilnahme an dem geplanten Fürstentag in Frankfurt auszureden. Der Ministerpräsident legte im Gegenzug die preußischen Vorstellungen einer Bundesreform vor. Sie zielten wie schon früher auf gleiche Rechte für Österreich und Preußen. Neu war aber die Forderung nach einer „aus direkter Beteiligung der ganzen Nation hervorgehenden Nationalvertretung“. Dies war nicht mehr und nicht weniger als ein Bündnisangebot Preußens an die Nationalbewegung, die eng mit dem Liberalismus verbunden war. Kurzfristig nützte das Bismarck nichts, da er angesichts des Verfassungskonflikts als Partner für die Liberalen nicht in Frage kam. Die Opposition in Preußen konnte bei den Neuwahlen Ende Oktober 1863 ihre Position behaupten.

### Deutsch-Dänischer Krieg
Die Frage der Bundesreform wurde bald von einer Krise internationaler Größenordnung überdeckt. Nach dem Tod Friedrichs VII. von Dänemark entbrannte ein Streit um die Zukunft der beiden Herzogtümer Schleswig und Holstein. Schleswig war ein Lehen Dänemarks, während Holstein Mitglied des Deutschen Bundes war. Beide Territorien unterstanden jedoch dem dänischen König in Personalunion (Dänischer Gesamtstaat). Friedrich von Augustenburg beanspruchte die Länder für sich. Die deutsche nationale Bewegung unterstützte ihn und forderte die Vereinigung der beiden Herzogtümer und ihre Eingliederung in den Deutschen Bund als eigenständiger Staat. Der neue dänische König Christian IX., der unter dem Druck der Nationalbewegung im eigenen Land stand, unterschrieb stattdessen zögernd die Novemberverfassung, die Schleswig verfassungsrechtlich näher als Holstein an Dänemark band und somit die Bestimmungen des Londoner Protokolls über den Bestand des Gesamtstaates verletzte.
Zur Enttäuschung der nationalen und liberalen Bewegung lehnte Bismarck es ab, den Anspruch Friedrichs von Augustenburg zu unterstützen. Er wandte sich gleichzeitig aber auch gegen die dänische Position und strebte mittelfristig die Einbindung der beiden Herzogtümer in den preußischen Machtbereich an. Dies war zum Zeitpunkt der Krise außenpolitisch allerdings nicht durchsetzbar. Deshalb hegte Bismarck zunächst wie Österreich ein Interesse an einem neuen Augustenburger Staat. Die Österreicher sahen in einer „nationalen Lösung“ der schleswig-holsteinischen Frage eine Gefahr für den eigenen Vielvölkerstaat. Vor diesem Hintergrund konnte es noch einmal zu einer Zusammenarbeit der beiden deutschen Großmächte kommen.
Bismarcks Politik in der schleswig-holsteinischen Krise folgte wie auch bei anderen Gelegenheiten keinem festen Plan. Er ging vielmehr davon aus, dass die Umstände denjenigen am meisten begünstigen würden, der sich von ihnen leiten ließ, ihnen Lösungen abgewann und sie ihnen nicht aufzuzwingen versuchte.
Bismarck trat zunächst als Verteidiger des bestehenden Völkerrechts auf und forderte von Dänemark, wieder auf den Boden der Londoner Verträge von 1852 zurückzukehren. Dadurch beruhigte er die europäischen Großmächte. Österreich stellte sich an die Seite Preußens. Die übrigen deutschen Staaten im Deutschen Bund und der Bundestag wurden dadurch weitgehend an den Rand gedrängt. Tatsächlich erklärten Bismarck und der österreichische Gesandte Alajos Károlyi in Berlin, dass beide Großmächte das Recht beanspruchen, sich über die Beschlüsse des Bundestages hinwegzusetzen. Damit wurde das Fortbestehen des Bundes erstmals von Preußen und Österreich gemeinsam in Frage gestellt.

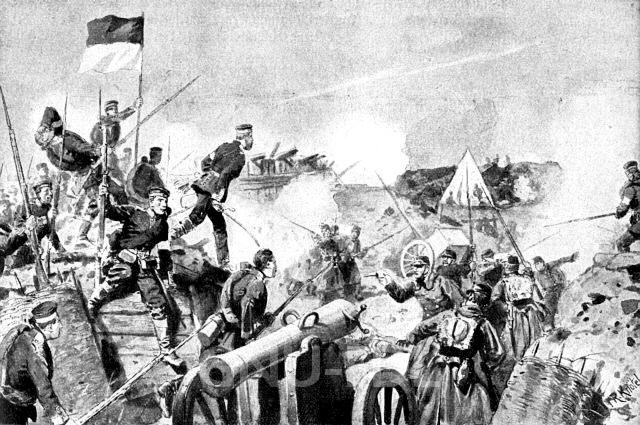
Erstürmung der Düppeler Schanzen

Der Konflikt um Schleswig und Holstein führte im Dezember 1863 zunächst zu einer Bundesexekution gegen Holstein und Lauenburg und dann – gegen die Proteste des Deutschen Bundes – im Februar 1864 zum Deutsch-Dänischen Krieg zwischen Preußen und Österreich auf der einen und Dänemark auf der anderen Seite. Im Gegensatz zu früheren Kriegen Preußens lag die eigentliche Führung nicht beim König oder den hohen Militärs, sondern beim Ministerpräsidenten, dessen politischem Kalkül die militärischen Schritte untergeordnet wurden. Als sich die Berichte über unüberlegte Befehle des 80-jährigen Oberbefehlshabers General Friedrich von Wrangel häuften und er beim König den Antrag gestellt hatte, Schleswig-Holstein als unabhängige Herzogtümer anzuerkennen, wurde er auf Betreiben Bismarcks abgelöst.
Nach dem Sieg Preußens an den Düppeler Schanzen am 18. April 1864 kam es auf der Londoner Konferenz zu ersten Verhandlungen über die Beilegung des Konflikts, die nicht zuletzt am Taktieren Bismarcks scheiterten. Der Krieg ging weiter und die verbündeten Österreicher und Preußen eroberten Jütland. Damit war Dänemark besiegt. Der Krieg endete mit dem Wiener Friedensvertrag vom 30. Oktober 1864. In diesem verzichtete Dänemark auf die Herzogtümer Schleswig, Holstein und Lauenburg. Die zeitweiligen Überlegungen, einen eigenen Bundesstaat unter den Augustenburgern zu bilden, blieben ergebnislos, weil Bismarck versuchte, einen solchen Bundesstaat zu einer Art preußischem Protektorat zu machen. Stattdessen wurden die Herzogtümer der gemeinsamen Verwaltung durch Österreich und Preußen unterstellt. Diese Konstruktion war für Bismarck nur ein Provisorium. Nicht zuletzt auf Grund seines Ziels der alleinigen Kontrolle über die Herzogtümer trat der preußisch-österreichische Gegensatz wieder hervor.
Innenpolitisch löste der Erfolg in Dänemark kein Nachgeben der Fortschrittspartei im preußischen Parlament aus. Die Liberalen befanden sich Bismarck gegenüber jetzt aber mit verschiedenen Anträgen in der Defensive, wenn sie z. B. wegen des Verfassungsstreits den Ausbau der Marine ablehnten, der von der Mehrheit sachlich gewollt wurde. In der liberalen Bewegung begannen ehemalige Kritiker des Ministerpräsidenten wie Heinrich von Treitschke, ihre Position zu ändern. Die Liberalen begannen in zwei Lager zu zerfallen: jene, die an der Verbindung zwischen nationaler Einigung und politischer Liberalisierung festhielten, und jene, die das erste Ziel auch unter Hintansetzung des zweiten anstrebten.

### Deutscher Krieg
Nach dem Deutsch-Dänischen Krieg spielte Bismarck noch einige Zeit ernsthaft mit dem Gedanken einer preußisch-österreichischen Übereinkunft unter konservativem Vorzeichen. Als sich zeigte, dass die von Ludwig von Biegeleben bestimmte österreichische Deutschlandpolitik eine Erweiterung der preußischen Macht nicht zuließ, setzte Bismarck auf ein Bündnis mit der liberalen und nationalen Bewegung mit dem Ziel der Schaffung eines kleindeutschen Staates. Allerdings steuerte er keineswegs von Beginn an auf eine kriegerische Auseinandersetzung hin. Vielmehr hielt er sich zunächst mit dem Ziel der alleinigen Kontrolle über Schleswig und Holstein alle Optionen offen. In der Gasteiner Konvention kam es im August 1865 zur Teilung. Holstein wurde österreichisch und Schleswig preußisch verwaltet. Das Herzogtum Sachsen-Lauenburg kam an Preußen. Zum Dank erhielt Bismarck den preußischen Grafentitel. Für ihn war die Auseinandersetzung mit Österreich allerdings nur aufgeschoben.

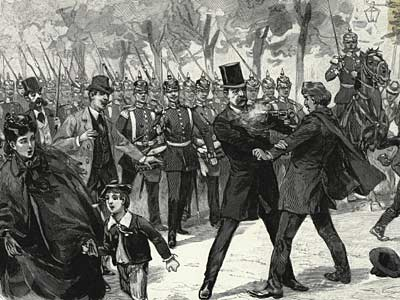
Attentat auf Otto von Bismarck durch Ferdinand Cohen-Blind am 7. Mai 1866

Bismarck entschied sich letztlich auch deswegen für einen Krieg, weil er hoffte, so den preußischen Verfassungskonflikt beenden zu können, zeichnete sich doch immer deutlicher eine Spaltung des oppositionellen Lagers ab. Die zentrale Weichenstellung fiel auf einer Kronratssitzung am 28. Februar 1866. Bismarck gelang es, den vor einem „Bruderkrieg“ zurückschreckenden König von der Kriegspolitik zu überzeugen, und er schaffte es, Wilhelm I. in den folgenden Monaten von der Änderung seiner Meinung abzuhalten.
Bismarck unternahm nun alles, Österreich zu isolieren und zu provozieren. Er hielt sich aber auch die Möglichkeit offen, den Konfrontationskurs abzubrechen, sollte es zu starke Widerstände der Großmächte geben. Mit Erfolg hielt Bismarck insbesondere Napoleon III. zu einer neutralen Haltung an. Die Unterstützung Italiens sicherte Bismarck sich durch einen befristeten Bündnisvertrag (8. April 1866). Nachdem er erneut die Wahl eines direkt gewählten deutschen Parlaments ins Spiel gebracht hatte, um Österreich zu provozieren, löste er massive Kritik im Lager der preußischen Konservativen aus. Selbst Ludwig von Gerlach distanzierte sich in aller Schärfe von ihm. Die Liberalen hielten Bismarck weiterhin für unglaubwürdig und gingen auf dessen Bündnisangebot nicht ein. Auch in der Öffentlichkeit war ein deutscher Bürgerkrieg höchst unpopulär. Um den Krieg abzuwenden, verübte Ferdinand Cohen-Blind am Nachmittag des Montag, den 7. Mai 1866 nach 17 Uhr sogar ein Pistolenattentat auf Bismarck, das dieser jedoch überstand.
Als Österreich am 1. Juni 1866 die Entscheidung über die Zukunft Schleswig-Holsteins dem Bundestag übertrug, ließ Bismarck mit dem Argument, dies sei eine Verletzung der Gasteiner Konvention, die preußische Armee in Holstein einmarschieren. Daher beschloss der Bundestag am 14. Juni auf Antrag Österreichs die Mobilmachung des Bundesheeres. Preußen erklärte daraufhin den Bund für aufgelöst, da ein solcher Beschluss unzulässig sei. Es begann am 16. Juni 1866 mit den militärischen Operationen gegen die Königreiche Hannover, Sachsen und gegen Kurhessen. Ein Erfolg der preußischen Armee schien keineswegs sicher. Ein Großteil der Zeitgenossen, so auch Napoleon III., rechneten mit einem österreichischen Sieg. Bismarck setzte somit alles auf eine Karte. „Wenn wir geschlagen werden […] werde ich nicht hierher zurückkehren. Ich werde bei der letzten Attacke fallen.“

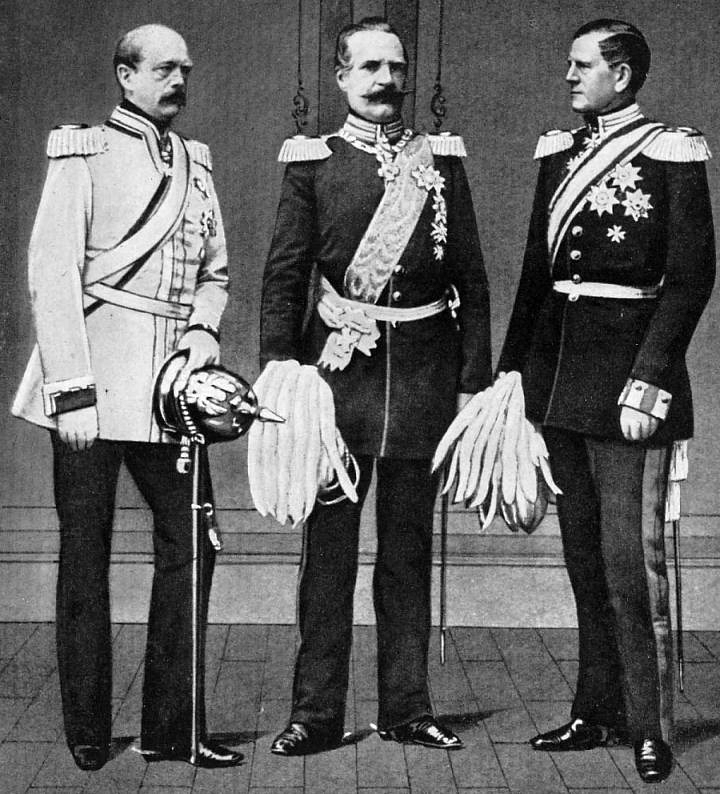
Otto von Bismarck, Kriegsminister Albrecht von Roon und Generalstabschef Helmuth von Moltke (von links nach rechts)

Bismarck war bestrebt, den Krieg selbst unter Kontrolle zu halten. Dies stand im Gegensatz zu den Plänen von Generalstabschef Moltke, der einen unbegrenzten Krieg plante. Die Gefahr, das Militär könnte sich der politischen Führung entziehen, kam dann wegen der Kürze des Feldzuges nicht zum Tragen. Aus verschiedenen Gründen – etwa der Zerstrittenheit der Streitkräfte des Deutschen Bundes, der strategischen Nutzung der Eisenbahn und neuer Taktiken auf dem Schlachtfeld – erwies sich die preußische Armee als überlegen und errang am 3. Juli 1866 in der Schlacht von Königgrätz den entscheidenden Sieg.
Während Wilhelm I. und die Militärs darauf drängten, Wien zu erobern und Österreich harte Friedensbedingungen aufzuerlegen, setzte Bismarck gemäßigte Bedingungen durch, da er davon ausging, dass ein geschwächtes Österreich zu einem Bündnis mit Frankreich gezwungen wäre, was zu einem Zweifrontenkrieg gegen Preußen hätte führen können. Im Prager Frieden vom 23. August 1866 brauchte Österreich denn auch keine Gebiete an Preußen abzutreten, musste aber der Abtretung Venetiens an Italien, Auflösung des Deutschen Bundes und der Bildung eines Norddeutschen Bundes unter preußischer Führung zustimmen. Schleswig und Holstein wurden von Preußen ebenso annektiert wie Hannover, Kurhessen, Nassau und die Freie Stadt Frankfurt. Die süddeutschen Staaten blieben zunächst unabhängig.
Bismarck erwarb 1867 von der ihm wegen des erfolgreichen Deutschen Krieges bewilligten Dotation in Höhe von 400.000 Talern das Rittergut Varzin. Auf dessen Gemarkung ließ er die Papierfabrik Hammermühle errichten, die sich bald zum größten Unternehmen Ostpommerns entwickeln sollte, sowie weitere Papierfabriken. Das Gut Kniephof verkaufte er 1868 an seinen Neffen Philipp von Bismarck.
Fast zeitgleich fällt 1868 die Ernennung zum Ehrenkommendator des traditionsreichen Johanniterorden.

### Ende des preußischen Verfassungskonflikts
Der Krieg führte unter anderem dazu, dass die Konservativen ihre Position im preußischen Landtag erheblich ausbauen konnten. Um den Konflikt mit den Liberalen endlich beizulegen, ließ Bismarck ankündigen, er wolle den Landtag um „Indemnität“ bitten, also um die nachträgliche Genehmigung der Ausgaben. Dies bedeutete das Eingeständnis, dass er in den Jahren seit 1862 faktisch ohne rechtmäßigen Haushalt regiert hatte. Bismarck wollte dies aber nicht als Schuldeingeständnis gewertet wissen. Verfassungsrechtlich war die Position der Regierung, so der Historiker Heinrich August Winkler, noch immer unhaltbar.
Dennoch lag ein Politikwechsel vor, mit dem niemand gerechnet hatte. Die Frage, wie man das Angebot Bismarcks zu beurteilen habe, führte zur Spaltung der Liberalen. Während die einen argumentierten, von Bismarck seien weitere Fortschritte in der nationalen Frage zu erwarten, meinten andere, liberale Freiheitsrechte müssten Vorrang vor der nationalen Einheit haben. Dieser Konflikt führte zur Abspaltung der gemäßigten und nationalen Liberalen von der Fortschrittspartei und zur Bildung der Nationalliberalen Partei. Ähnliche Veränderungen fanden auch im Lager der Konservativen statt. Von den ideologisch geprägten Altkonservativen um Leopold von Gerlach, die sich schon vor dem Krieg von 1866 von Bismarck abgewandt hatten, trennten sich nunmehr realpolitisch gesinnte Bismarckanhänger und bildeten die Freikonservative Partei. Für seine Politik konnte sich Bismarck in den folgenden Jahren auf Nationalliberale und Freikonservative stützen.

### Reformwerk

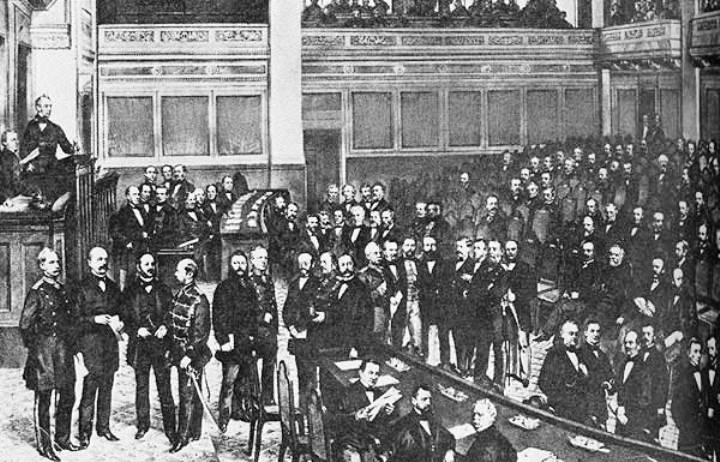
Erste Sitzung des konstituierenden Reichstages des Norddeutschen Bundes am 24. Februar 1867; Bismarck steht direkt unterhalb des Pultes des Reichstagspräsidenten

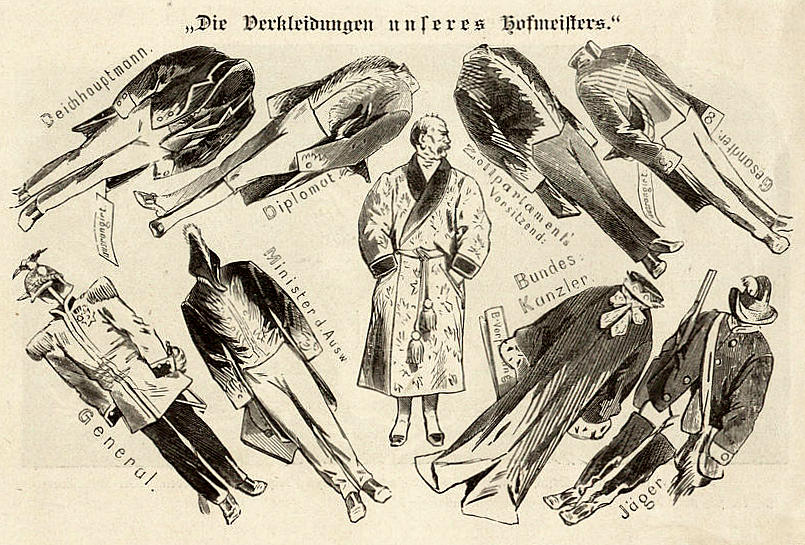
„Die Verkleidungen unseres Hofmeisters“ – Karikatur, die auf die Ämterhäufung Bismarcks anspielt. Kladderadatsch, 1867

Der Sieg im Deutschen Krieg bewirkte in der deutschen und preußischen Öffentlichkeit einen Wandel in der Beurteilung Bismarcks. Bei den Annexionen hat Bismarck sich um das für die Konservativen zentrale Prinzip der monarchischen Legitimität nicht gekümmert. Der Reichstag des neuen Norddeutschen Bundes wurde nach demokratischen Grundsätzen gewählt. Die zentralen Aspekte der Verfassung des Bundes wurden von Bismarck in weiten Teilen selbst bestimmt („Putbuser Diktate“), wenngleich er in den parlamentarischen Beratungen auch einigen Kompromissen zustimmen musste. Die Verfassung, die im Kern auch während des Deutschen Kaiserreichs weiter galt, wird daher auch Bismarcksche Reichsverfassung genannt.
Zusammen mit der Position des preußischen Ministerpräsidenten und dem Amt des Außenministers hatte Bismarck als norddeutscher Bundeskanzler nun eine überaus starke Machtstellung inne. Im konstituierenden Reichstag (Februar bis April 1867) kam es zum Beschluss, dass nach der Verfassung weder der Kanzler noch andere Regierungsmitglieder vom Reichstag zu Fall gebracht werden konnten – eine in Europa nicht unübliche Verfassungslage. Insgesamt ist Bismarck den liberalen Forderungen weit entgegengekommen, wobei er letztlich Reformen durchführte, wie sie in der Zeit üblich und in einem modernen Staat kaum zu verhindern waren.
Die inneren Veränderungen gingen ohnehin weit über die Verfassung hinaus. Sie umfassten die allgemeine Rechtsordnung, die Wirtschafts- und Sozialverfassung bis hin zur Verwaltungsstruktur. Bei allen (durchaus zeittypischen) Mängeln ist doch bemerkenswert, dass unter der Verantwortung Bismarcks, der kurze Zeit zuvor noch allgemein als Erzkonservativer gegolten hatte, ein für die Zeit sehr modernes Staatswesen entstand. In weiten Bereichen entsprach dieses liberalen Vorstellungen. Die eigentliche Umsetzung lag in anderen Händen. Insbesondere Rudolph von Delbrück war hier eine prägende Persönlichkeit. Dennoch ist Bismarcks persönlicher Einfluss nicht zu unterschätzen. Der Historiker Lothar Gall sieht die endgültige Durchsetzung des modernen bürokratisch-zentralisierten Anstaltsstaates in Mitteleuropa mit den für die Entfaltung der Industriegesellschaft wichtigen Rechtsformen und Institutionen sogar im Wesentlichen als Bismarcks Werk an.

### Deutsch-Französischer Krieg und Reichsgründung

#### Der Weg zum Krieg
In Fortführung seines funktionalen Verhältnisses zum nationalen Gedanken wurde die Nation nach 1866 für Bismarck als Integrationsfaktor wichtig. Bismarck erkannte, dass die Monarchie und der damit verbundene Staat auf Dauer nur überlebensfähig waren, wenn Preußen sich selbst an die Spitze der nationalen Bewegung stellte. Gleichzeitig war er aus machtpolitischen Gründen bestrebt, die süddeutschen Staaten mit dem Norddeutschen Bund zu vereinigen. Sein Ziel war nunmehr die Schaffung eines kleindeutschen Nationalstaates unter preußischer Führung.

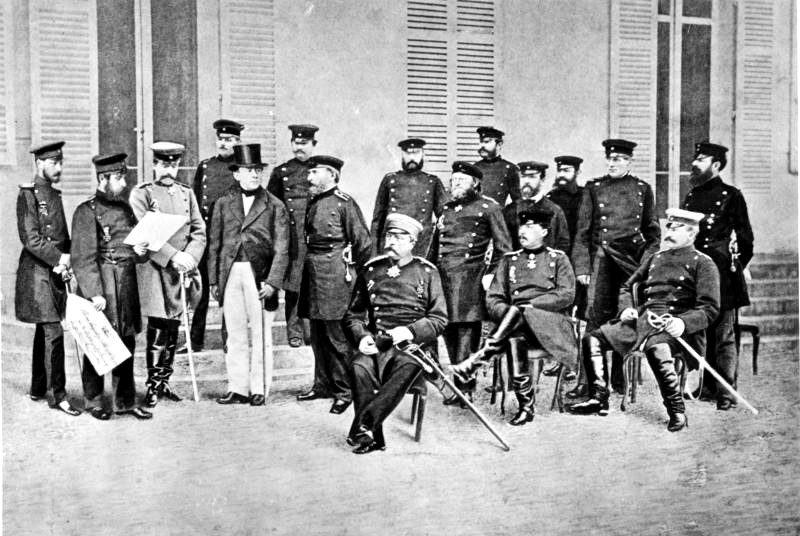
Bismarck und sein Stab in Versailles 1871 (rechts neben Bismarck sitzend Graf Hatzfeld und von Keudell, stehend v. l. n. r. Graf Wartensleben, Wellmann, Graf Bismarck-Bohlen, Blanquart, Delbrück (mit Zylinder), Zezulke, Bucher, Wiehr, Abeken, Willisch, Dr. Busch, Taglioni, Wagner und v. Holstein)

Zwar wurden mit den süddeutschen Staaten Schutz- und Trutzbündnisse abgeschlossen, aber der Norddeutsche Bund erwies sich nicht als der von Bismarck erhoffte Magnet, der zu einem Anschluss der noch fernstehenden deutschen Länder führte. Die Wahlen zum Zollparlament gewannen in Bayern und Württemberg Gegner eines Anschlusses.
Bismarck war der Meinung, dass nur eine äußere Bedrohung die Stimmung in seinem Sinn verändern könnte. Allerdings versuchte er nicht, eine konkrete Bedrohungssituation selbst herbeizuführen. Zwar hielt er es für wahrscheinlich, dass die deutsche Einigung gewaltsam gefördert werden musste, aber „ein willkürliches, nur nach subjektiven Gründen bestimmtes Eingreifen in die Entwicklung der Geschichte hat immer nur das Abschlagen unreifer Früchte zur Folge gehabt; und daß die deutsche Einheit in diesem Augenblick keine reife Frucht ist, fällt meines Erachtens in die Augen“.
Außenpolitisch rechnete Bismarck von Seiten Frankreichs mit dem stärksten Widerstand gegen einen deutschen Nationalstaat. In der französischen Öffentlichkeit wurden unter der Losung „Rache für Sadowa“ (Königgrätz) territoriale Forderungen gestellt, die zur Luxemburgkrise führten. Mit der Neutralisierung Luxemburgs wurde das Problem im Mai 1867 gelöst. Bismarck nutzte die Gelegenheit, durch Parlamentsreden und in Presseartikeln die antifranzösische Stimmung noch zu verstärken. Napoleon III. sah den Ausgang des Konflikts als Niederlage an und tat danach alles, um weitere preußische Ambitionen zu unterbinden. Unklar ist, ob Bismarck tatsächlich bereit war, den Erwerb Luxemburgs durch Frankreich zu akzeptieren, und nur die Umstände dies verhinderten oder ob das Ergebnis der Krise seinem bewussten Kalkül entsprang. Unabhängig davon standen sich der Norddeutsche Bund und Frankreich nun in aller Schärfe gegenüber.
Ein weiterer Konflikt mit Frankreich entstand Anfang 1870 im Laufe der spanischen Thronfolge-Frage. Bismarck drängte Prinz Leopold von Hohenzollern-Sigmaringen zur Kandidatur. Der Prinz entstammte der katholischen Linie der in Preußen regierenden Hohenzollern, was ihn aus Sicht von Napoleon III. unannehmbar machte. Bismarck ging es zunächst nur darum, einen diplomatischen Sieg zu erringen und sich dabei mehrere Möglichkeiten offenzuhalten. Sowohl Bismarck als auch Kaiser Napoleon III. wollten für sich einen Ansehensverlust verhindern, so dass der diplomatische Konflikt zu einer nationalen Frage eskalierte.

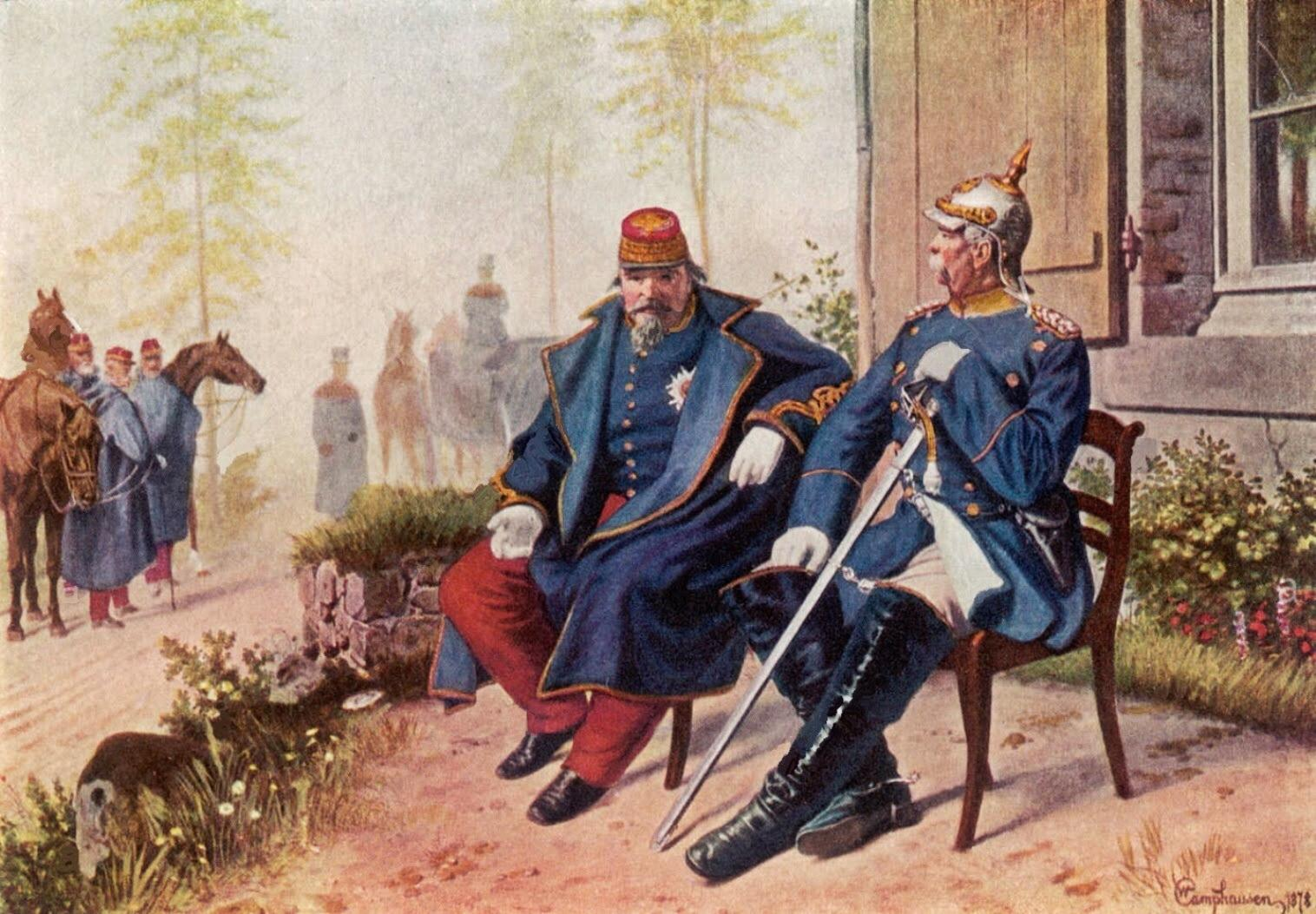
Napoleon III. und Otto von Bismarck nach der Schlacht von Sedan

In Frankreich erzielte die Hohenzollernkandidatur die von Bismarck erhoffte Wirkung, befürchtete man dort doch, künftig von hohenzollerschen Staaten eingekreist zu werden. Die Krise schien durch den Verzicht des Prinzen zunächst entschärft. Wilhelm I. wies jedoch das Verlangen Frankreichs zurück, er solle im Namen des Hauses Hohenzollern auch für alle Zukunft auf ähnliche Kandidaturen verzichten. Der König informierte Bismarck darüber in der sogenannten Emser Depesche. Dieser nutzte die Gelegenheit und stellte in einer Pressemitteilung die Begegnung von Wilhelm mit dem französischen Botschafter als besonders schroff dar. Napoleon III. war damit vor aller Welt brüskiert worden. Angesichts der Reaktionen in der französischen Öffentlichkeit sah er keine andere Wahl mehr, als Preußen den Krieg zu erklären. Damit erschien Frankreich, wie von Bismarck beabsichtigt, als Aggressor. In Deutschland war die öffentliche Meinung nun ganz auf Seiten Preußens, und die süddeutschen Staaten sahen den Bündnisfall als gegeben an. Dagegen war Frankreich außenpolitisch völlig isoliert.

#### Krieg und Reichsgründung
Der Deutsch-Französische Krieg schien zunächst nach gewohntem Muster eine rasche Entscheidung zu bringen. Infolge der Gefangennahme Napoleons III. bei der Schlacht von Sedan brach das Zweite Kaiserreich zusammen. Zu einem schnellen Friedensschluss kam es allerdings nicht, weil die deutsche Seite, mit Bismarck in führender Rolle, die Abtretung von Elsass-Lothringen zur Bedingung machte. Diese territoriale Forderung wurde auch unter dem Eindruck der öffentlichen Meinung in Deutschland gestellt. Kurzfristig führte dies dazu, dass die neu gebildete französische Regierung den Krieg nicht nur fortsetzte, sondern ihn sogar zu einem nationalen Volkskrieg erhob. Langfristig wurden die deutsch-französischen Beziehungen durch die Elsass-Lothringen-Frage schwer belastet. Die dauerhafte Schwächung Frankreichs entwickelte sich zu einem zentralen Ziel der Bismarckschen Außenpolitik.

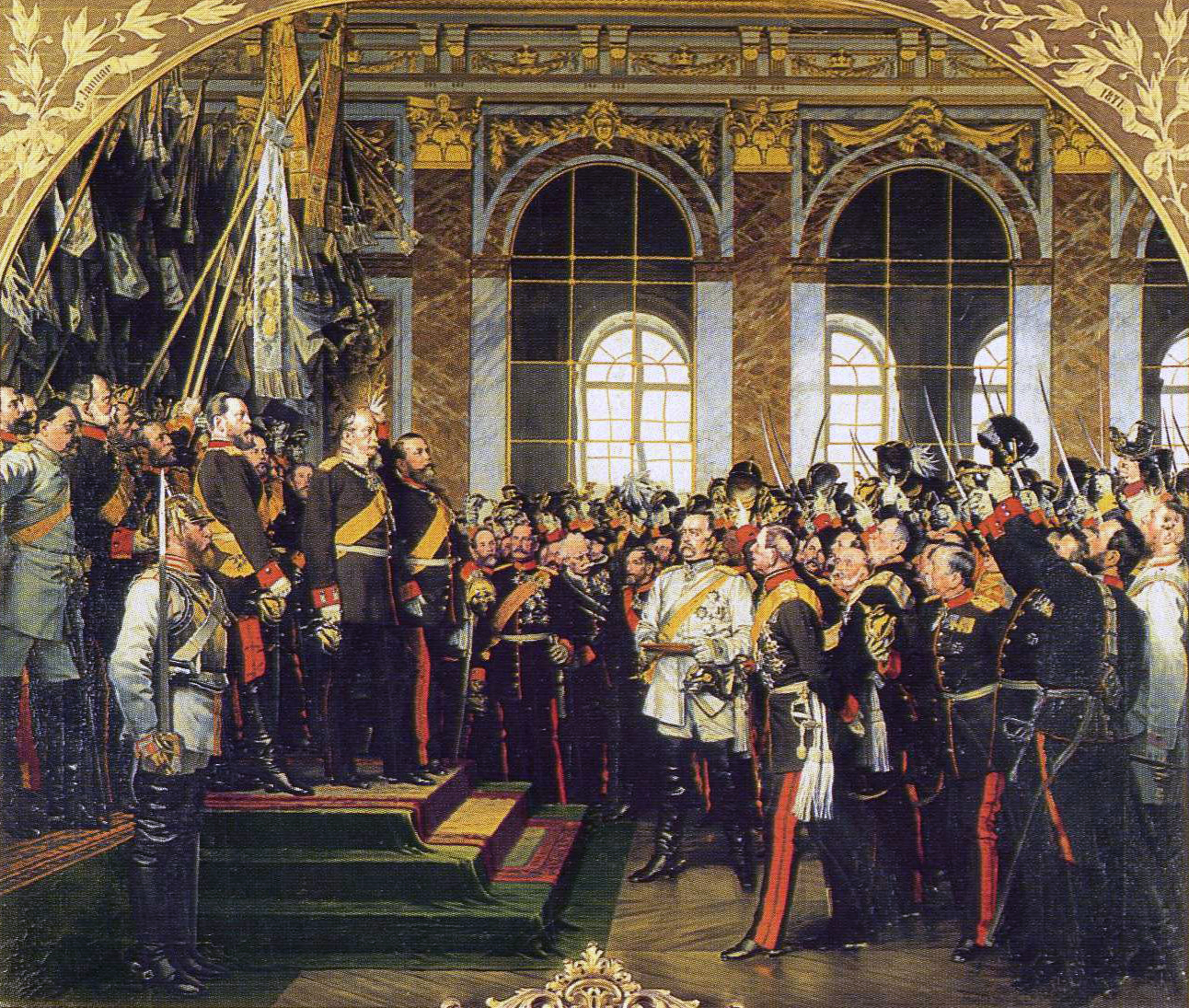
Die Proklamierung des deutschen Kaiserreiches, Gemälde von Anton von Werner (1885). Werner malte die Beteiligten, wie sie 1885 aussahen; Bismarck trägt eine weiße Kürassieruniform

Der Ministerpräsident mischte sich während des Krieges wiederholt in die Entscheidungen der Militärs ein. Dies führte zu heftigen Konflikten mit der militärischen Führung, die ihren Höhepunkt anlässlich der Frage einer Belagerung oder Beschießung von Paris erreichten. Hier setzte Bismarck sich mit seiner Forderung nach einer Beschießung durch.
Der Krieg hatte die Gegner der deutschen Vereinigung auch in Süddeutschland in die Defensive gedrängt. Seit Mitte Oktober 1870 verhandelte Bismarck in Versailles mit den Delegationen der süddeutschen Länder. Mit einem Bündnis der deutschen Fürsten und freien Städte sollte nicht zuletzt weitergehenden Vorstellungen des nationalen und liberalen Lagers begegnet werden. Bei den Verhandlungen verzichtete Bismarck auf direkten Druck und argumentierte stattdessen mit den Vorteilen eines solchen Zusammenschlusses. Insgesamt setzte er seine Vorstellungen durch.
Als Erste erklärten Baden und Hessen-Darmstadt ihren Beitritt zum Norddeutschen Bund. Württemberg und Bayern machten den Weg zur Gründung des Deutschen Reiches frei, nachdem ihnen Reservatsrechte zugebilligt worden waren. Bismarck selbst verfasste den „Kaiserbrief“, mit dem Ludwig II. von Bayern Wilhelm I. um die Annahme der Kaiserkrone bat. In diesem Zusammenhang bestach Bismarck Ludwig auch mit Mitteln aus dem Welfenfonds. Nur mit Mühe gelang es ihm allerdings, König Wilhelm, der einen Bedeutungsverlust des preußischen Königtums befürchtete, zur Annahme des Kaisertitels zu bewegen.
Am 18. Januar 1871 kam es im Spiegelsaal von Versailles zur „Kaiserproklamation“. Sie markierte die Gründung des Deutschen Kaiserreichs. Wenige Tage später kapitulierte Paris. Der Deutsch-Französische Krieg endete am 10. Mai 1871 mit dem Frieden von Frankfurt. Am 16. Juni 1871 nahm er mit dem Kaiser an der glänzenden Berliner Siegesparade teil.
Bismarck hatte damit den Höhepunkt seiner politischen Laufbahn erreicht. Er wurde in den Fürstenstand erhoben und Wilhelm I. machte ihm den Sachsenwald in der Nähe Hamburgs zum Geschenk. Bismarck gehörte nunmehr zu den großen Grundbesitzern des Reiches und war, auch dank der geschickten Verwaltung seiner Gelder durch Gerson Bleichröder, ein reicher Mann. Den Großteil seines Vermögens erwirtschaftete er über den Verkauf des Holzes aus dem Sachsenwald. Sein Hauptabnehmer Friedrich Vohwinkel erwarb zwischen 1878 und 1886 Holz im Wert von mehr als einer Million Mark aus Bismarcks Wäldereien. Bismarck erwarb ein ehemaliges Hotel in Friedrichsruh im Sachsenwald und ließ es umbauen. Nach 1871 wurde Friedrichsruh zum Mittelpunkt seines Privatlebens.

## Reichskanzler
Das neue Kaiserreich übernahm weitgehend die Verfassung des Norddeutschen Bundes. Als Reichskanzler, Vorsitzender des Bundesrates, preußischer Ministerpräsident und Außenminister blieb Bismarck so der dominierende Politiker. Darüber hinaus konnte er auf sein ungeheures Prestige als Gründer des Reiches bauen. Dieses wog auch gegenüber Wilhelm I. schwer, sodass Bismarck seinen Willen gegenüber dem Deutschen Kaiser meist durchsetzen konnte. Wilhelm klagte daher: „Es ist nicht leicht unter einem solchen Kanzler Kaiser zu sein.“

### Familie und Lebensweise

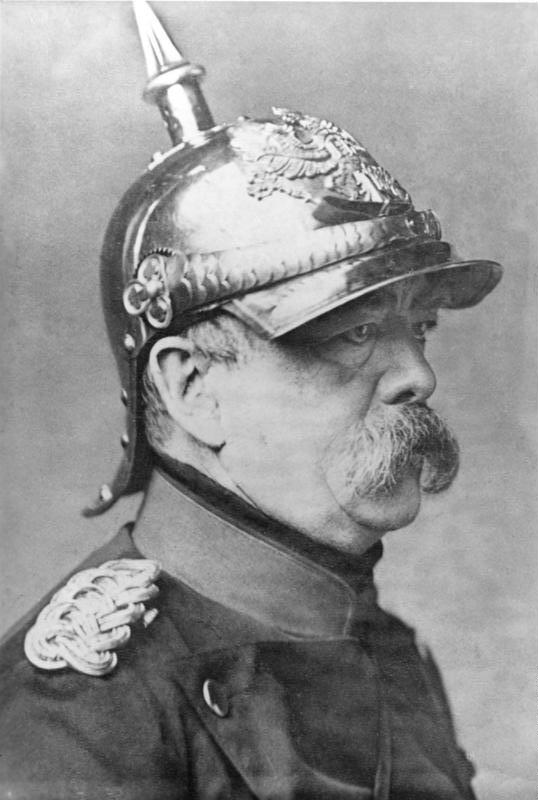
Bismarck war 1866 zum Generalmajor, 1871 zum Generalleutnant und 1876 zum General der Kavallerie ernannt worden. 1890 erfolgte anlässlich seines Rücktritts die Ernennung zum Generaloberst der Kavallerie im Rang eines Generalfeldmarschalls.

So sehr Bismarck auch von Leidenschaft zur Politik und der Liebe zur Macht durchdrungen war, so sehr sehnte er sich gleichzeitig nach einer Befreiung von dieser Last. Bereits 1872 klagte er: „Mein Öl ist verbraucht, ich kann nicht mehr.“ Bismarck war in den Jahren seiner Kanzlerschaft nicht nur psychisch belastet, sondern auch körperlich stark angeschlagen. Immer öfter musste er sich deswegen teilweise für Monate auf seine Güter zurückziehen. Bismarck trank und aß im Überfluss. Er wurde immer dicker; 1879 wog er 247 Pfund (124 Kilogramm), bei einer Körpergröße von 1,90 Meter. Er litt unter zahlreichen teils chronischen Krankheiten wie Rheuma, Venenentzündungen, Verdauungsstörungen, Hämorrhoidenleiden und vor allem unter Schlaflosigkeit, hervorgerufen durch Völlerei. Neben dem Konsum von Alkohol und Tabak berichteten Zeitgenossen wie die Baronin Hildegard von Spitzemberg auch von der Einnahme von Morphium. Erst Ernst Schweninger, sein neuer Arzt, konnte ihn in den 1880er-Jahren zu einer gesunden Lebensweise überreden. Zuvor hatte er unter Gesichtsneuralgien gelitten, weshalb er sich vor Schweningers Behandlung einen Vollbart hatte wachsen lassen, damit er sich nicht rasieren musste.
Im privaten Leben Bismarcks spielte die Familie eine große Rolle. Aber auch in diesem Bereich setzte er stets seinen Willen durch. Als sein Sohn Herbert von Bismarck 1881 die geschiedene Fürstin Elisabeth zu Carolath-Beuthen heiraten wollte – eine Katholikin, die mit zahlreichen Bismarck-Gegnern, etwa Marie Gräfin Schleinitz, verwandt und verschwägert war – verhinderte Bismarck dies letztlich, indem er ihm erst mit Enterbung, dann mit Selbstmord drohte. Herbert fügte sich, war seither aber ein verbitterter Mann.

### Außenpolitik
Die deutsche Reichsgründung veränderte die europäischen Machtverhältnisse grundlegend. Das neue Reich stand zunächst außerhalb der Pentarchie, die sich in den letzten hundert Jahren herausgebildet hatte, besaß es doch eine gänzlich andere machtpolitische Qualität als das recht kleine Preußen. Daher galt das Reich als Störenfried der internationalen Ordnung. Nach einem längeren Lernprozess erkannte Bismarck, dass das allgemeine Misstrauen der übrigen Staaten gegenüber Deutschland nur durch Selbstbeschränkung und den Verzicht auf weitere territoriale Gewinne abgebaut werden konnte. Er versicherte daher, dass das Reich saturiert sei. „Wir verfolgen keine Macht-, sondern eine Sicherheitspolitik“, bekräftigte er 1874.
Ein Grundziel von Bismarcks Außenpolitik blieb es, Frankreich zu schwächen. Um dies zu erreichen, bemühte er sich um gute Beziehungen zu Österreich und zu Russland, ohne dabei eine Seite zu präferieren. Ergebnis dieser Strategie war das Dreikaiserabkommen von 1873. Wie schwierig es für das Deutsche Reich jedoch war, seine neue Position auf Kosten Frankreichs zu festigen, zeigte bereits 1875 die weitgehend von Bismarck selbst provozierte „Krieg-in-Sicht-Krise“. Der Versuch Bismarcks, eine deutsche Hegemonialpolitik gegenüber Frankreich durchzusetzen, scheiterte.
Auch wenn Bismarck dem wiedererstarkten Frankreich lediglich drohen wollte und nicht konkret einen Krieg plante, war die Krise für ihn lehrreich. Sie zeigte, dass eine Annäherung zwischen Frankreich und Russland nicht grundsätzlich ausgeschlossen war. Die Möglichkeit eines Bündnisses zwischen beiden bereitete ihm für den Rest seiner Amtszeit Sorge. Aber auch England hatte deutlich gemacht, dass es einen weiteren Machtzuwachs Deutschlands nicht akzeptieren werde. Im Zweifelsfall arbeiteten die europäischen Flügelmächte zusammen, um eine Störung des machtpolitischen Gleichgewichts zu verhindern.

#### Bismarcksches Bündnissystem

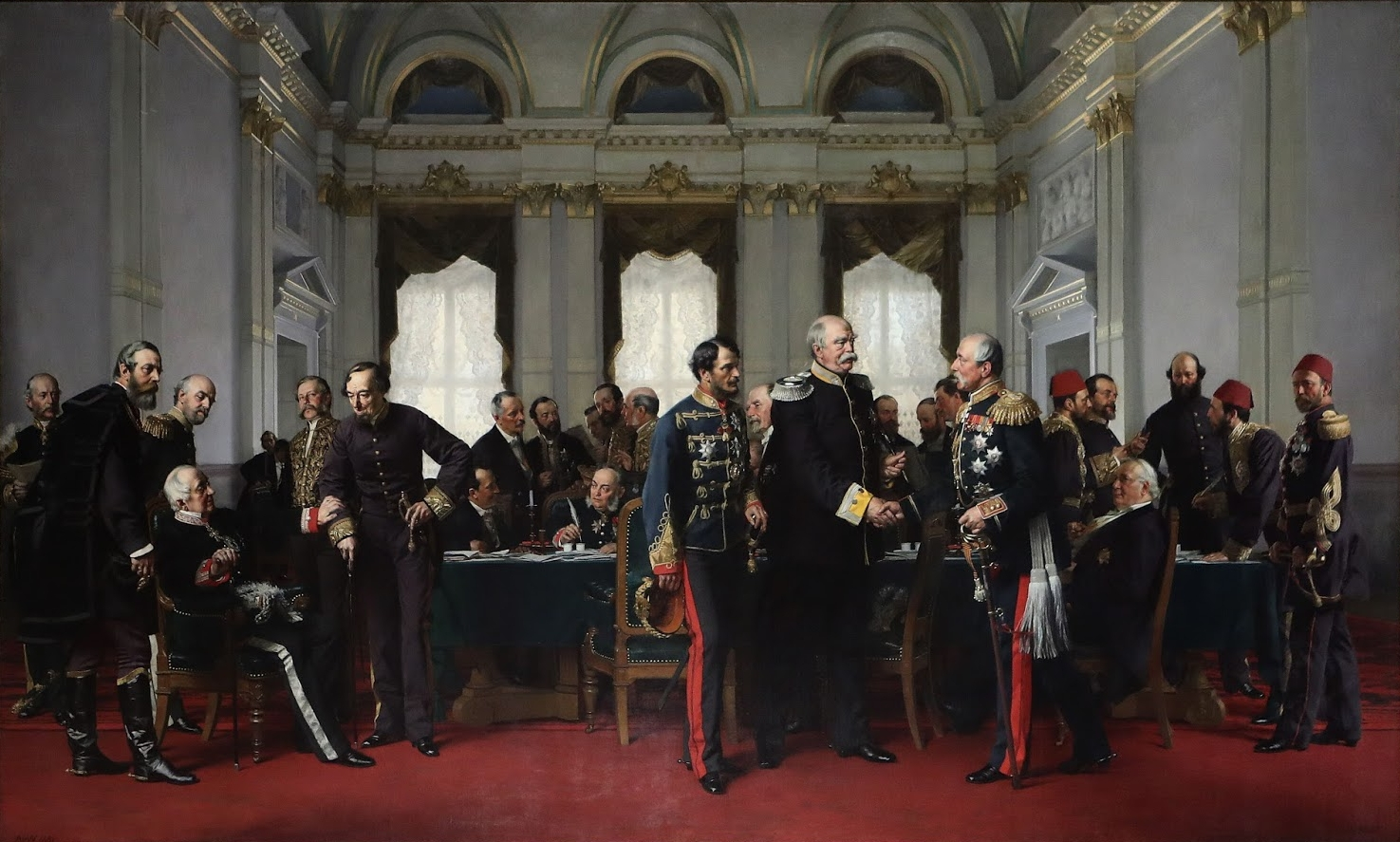
Berliner Kongress, Gemälde von Anton von Werner; vorn mittig: Otto von Bismarck

Vor allem aus der Krieg-in-Sicht-Krise zog Bismarck den Schluss, dass für das Reich eine defensive Politik die einzig realistische Alternative sei. Durch seine Lage in der Mitte Europas drohte dem Reich, in einen großen europäischen Krieg mit einbezogen zu werden. Bismarck entwickelte vor diesem Hintergrund ein diplomatisches Konzept, das darauf abzielte, die Spannungen zwischen den Großmächten an die Peripherie zu verlagern, um so die Mitte Europas vor Kriegen zu bewahren. Zum ersten Mal zum Tragen kam dieses Konzept bei der Balkankrise zwischen 1875 und 1878. Bismarck förderte dabei einerseits die Spannungen zwischen den Mächten, verhinderte aber gleichzeitig, dass die Konflikte außer Kontrolle gerieten. Seine außenpolitische Strategie fasste er 1877 im Kissinger Diktat zusammen. Dabei ging er von „einer politischen Gesamtsituation [aus], in welcher alle Mächte außer Frankreich unser bedürfen, und von Koalitionen gegen uns durch ihre Beziehungen zueinander nach Möglichkeit abgehalten werden.“
Während des Berliner Kongresses zur Beendigung der Balkankrise präsentierte sich Bismarck 1878 als „ehrlicher Makler“. Dies verstärkte zwar sein außenpolitisches Prestige auch im Ausland, es zeigten sich aber auch sofort die Grenzen seines Konzepts. Zar Alexander II. machte Bismarck dafür verantwortlich, dass Russlands Erfolge eng begrenzt blieben. Dies führte dazu, dass Bismarck die Zusammenarbeit mit Österreich forcierte. Dies wiederum mündete im Zweibundvertrag von 1879. Aus diesem Defensivbündnis gegenüber Russland wurde eine dauerhafte Allianz, die die Außenpolitik während des gesamten Kaiserreichs prägen sollte. Bismarck selbst stilisierte die Verbindung als eine Art zeitgemäße Neuausgabe des Deutschen Bundes und als „Bollwerk des Friedens über lange Jahre hinaus. Populär bei allen Parteien, exklusive Nihilisten und Sozialisten.“
Bismarck gelang es aber auch, die Spannungen zwischen Deutschland und Russland abzubauen und 1881 das Dreikaiserbündnis abzuschließen. Damit war eine enge Verbindung Russlands mit Frankreich zunächst verhindert worden. Das Bündnissystem wurde 1882 durch den Dreibund zwischen Deutschland, Österreich-Ungarn und Italien, sowie 1883 durch den Anschluss Rumäniens an den Zweibund ergänzt.

#### Imperialistische Episode

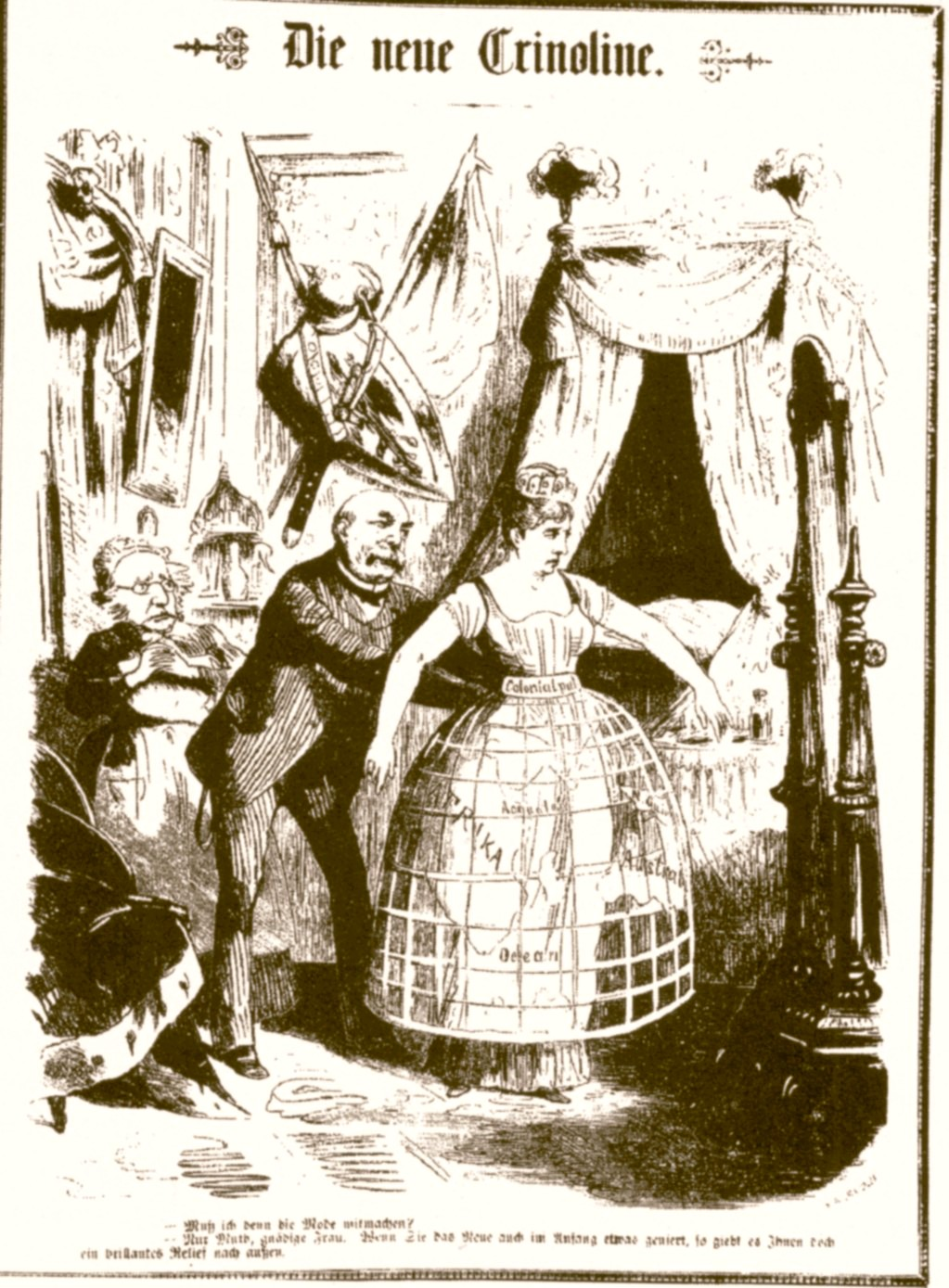
„Die neue Crinoline. Bismarck schneidert der unwilligen Germania einen modischen Kolonialreifrock.“ Holzschnitt von Gustav Heil für die Satirezeitschrift „Berliner Wespen“ vom 13. März 1885

Mitte der 1880er-Jahre schien Bismarck die diplomatische Absicherung des Reichs erfolgreich abgeschlossen zu haben. Das Konzept der Saturiertheit wurde jedoch durch die imperialistischen Tendenzen der Zeit immer mehr in Frage gestellt. Bismarck selbst war eigentlich Gegner kolonialer Erwerbungen und ließ sich nur widerwillig auf eine Kolonialpolitik ein, die zu den Interessen des Gliedstaats Preußen keinen Bezug hatte.
Auch in Deutschland bildete sich eine imperialistische Bewegung, die auf den Erwerb von deutschen Kolonien drängte. Deren Druck konnte sich Bismarck nicht auf Dauer entziehen. Welche innen- und außenpolitische Gründe zu einem Sinneswandel des Reichskanzlers führten, ist bis heute umstritten. Genannt werden die bevorstehenden Reichstagswahlen, das Drängen der Handelskammer Hamburg auf Reichsschutz für ihre Handelsinteressen in Westafrika, die sozialimperialistische Strategie, von den innenpolitischen Problemen des Kaiserreichs abzulenken, der Versuch, einen Keil zwischen Großbritannien und den englandfreundlichen Kronprinzen zu treiben, dessen Thronbesteigung er fürchtete, und eine Sicherung des globalen Mächtegleichgewichts. Bismarck schien 1884 schließlich zur Überzeugung gekommen, dass eine erfolgreiche Kolonialpolitik doch mehr Chancen, als Risiken berge.
1884 und 1885 kam es zum Erwerb mehrerer Territorien in Afrika und im Stillen Ozean. Da sich die innenpolitischen Konstellationen in Frankreich und Großbritannien änderten, verlor Bismarck jedoch schnell das Interesse an deutscher Kolonialpolitik. Sie blieb zunächst eine Episode. Gegenüber dem Kolonialverfechter Eugen Wolf äußerte Bismarck 1888: „Ihre Karte von Afrika ist ja sehr schön, aber meine Karte von Afrika liegt in Europa. Frankreich liegt links, Russland liegt rechts, in der Mitte liegen wir. Das ist meine Karte von Afrika.“ Jedoch hatte Bismarck ungewollt Kräfte freigesetzt, die sich in der Wilhelminischen Zeit nicht mehr beherrschen lassen sollten.

#### Krise des Bündnissystems
In der zweiten Hälfte der 1880er-Jahre wurde Bismarcks außenpolitisches System zunehmend bedroht. Ab 1886 nahmen in Frankreich die revanchistischen Tendenzen zu. Zeitweilig drohte ein französisch-russisches Bündnis und damit die Gefahr eines Zweifrontenkriegs für das Deutsche Reich. Bismarck bauschte die Krise mit Frankreich allerdings auf, um seine innenpolitischen Pläne zur Heeresverstärkung durchsetzen zu können.
Fast zeitgleich entstand eine neue Balkankrise. Bismarck versuchte vergeblich, die Spannungen zwischen den beiden Kontrahenten Österreich und Russland auszugleichen. Das Dreikaiserbündnis zerbrach. In Russland nahmen daraufhin die Stimmen für ein Bündnis mit Frankreich weiter zu. Probleme durch die Schutzzollpolitik Bismarcks verschärften die Situation. In Deutschland plädierten einflussreiche Persönlichkeiten aus Militär und Diplomatie wie Friedrich von Holstein, Helmuth Karl Bernhard von Moltke und Alfred von Waldersee für einen Präventivkrieg gegen Russland. Bismarck lehnte solche Ideen strikt ab. Er hielt den Krieg weiter für vermeidbar. Als Macht- und Realpolitiker spielten nationalistische und sozialdarwinistische Vorstellungen für ihn keine Rolle.
Zwar war Bismarcks altes Bündnissystem zerbrochen, doch konnte er die Krise noch einmal entschärfen. Auf dem Balkan weigerte er sich, für England und Österreich „die Kastanien aus dem Feuer zu holen.“ Ohne mit Österreich zu brechen, gelang es ihm, einen offenen Krieg zu verhindern. Im Februar 1887 war Bismarck im Hintergrund am Zustandekommen der Mittelmeerentente zwischen Großbritannien, Österreich und Italien beteiligt. Ihr Ziel war es, den russischen Expansionsdrang zu begrenzen. Kurze Zeit später schloss Bismarck mit Russland den Rückversicherungsvertrag ab, um Russland erneut an Deutschland zu binden.

### Innenpolitik

#### Die liberale Ära und der Kulturkampf

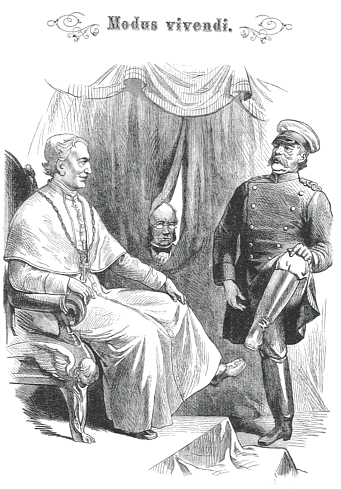
Karikatur von Wilhelm Scholz zur Beendigung des Kulturkampfes. Papst Leo XIII. und Bismarck fordern sich gegenseitig zum Fußkuss auf. Bildunterschrift: Pontifex: „Nun bitte, genieren Sie sich nicht!“ Kanzler Bismarck: „Bitte gleichfalls!“ Im Hintergrund beobachtet Bismarcks katholischer Gegenspieler Ludwig Windthorst die Szene (aus: Kladderadatsch, Nr. 14/15, 18. März 1878).

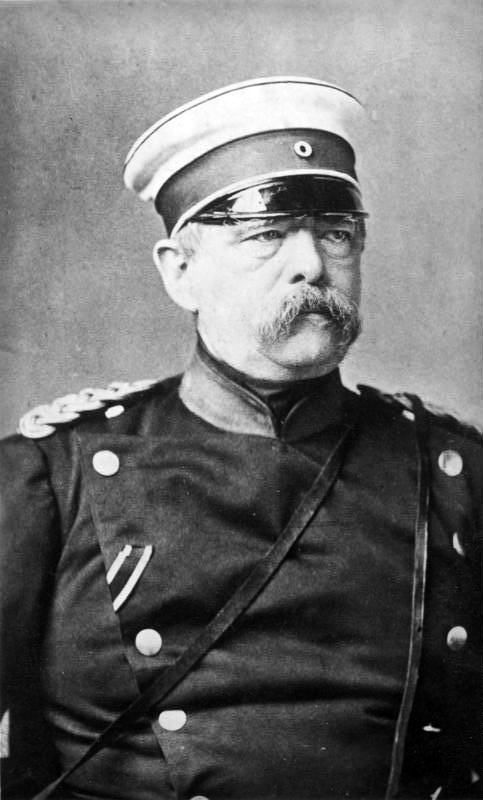
Bismarck in der Interimsuniform des Kürassier-Regiments Nr. 7 (im Kriegsjahr 1870). 1868 war er dort à la suite gestellt worden, 1894 wurde er dessen Regimentschef.

Wie schon in der Zeit des Norddeutschen Bundes beruhte die Innenpolitik des Deutschen Reiches in den ersten Jahren auf einer Zusammenarbeit Bismarcks mit den Freikonservativen und den Nationalliberalen. Diese übten einen erheblichen Einfluss auf die Vereinheitlichung, Gestaltung und Modernisierung der Wirtschafts- und Rechtsordnung aus, sowohl im Reich wie auch teilweise in Preußen. Bismarck scheute dabei auch zeitweise nicht vor einem Konflikt mit den Konservativen zurück. Als das preußische Herrenhaus sich 1872 weigerte, einer Reform der Kreisordnung zuzustimmen, veranlasste Bismarck Wilhelm I. dazu, zusätzliche Herrenhausmitglieder zu ernennen, um mit Hilfe dieses „Pairsschubes“ das Gesetz durchzubringen. Die Empörung bei den Konservativen war groß und Roon sprach gar von einem Staatsstreich. Dies führte zum Rücktritt Bismarcks vom Posten des preußischen Ministerpräsidenten zu Gunsten Roons. Da dieser sich dem Amt jedoch nicht gewachsen zeigte, übernahm es Bismarck nach kurzer Zeit wieder selbst.
Auf verschiedenen Feldern zeigten sich bald schon erste Grenzen der Zusammenarbeit Bismarcks mit den Liberalen. Zum wichtigsten Streitpunkt wurde ab 1873 der Bereich der Militärorganisation, um den es heftige Auseinandersetzungen gab. Auf den von Bismarck geforderten faktischen Verzicht des Parlaments auf Kontrolle des Militärhaushaltes („Äternat“) konnten sich die Nationalliberalen nicht einlassen. Eine Lösung brachte 1874 ein Kompromissvorschlag von Johannes Miquel. Danach wurden die Ausgaben für jeweils sieben Jahre bewilligt („Septennat“). Trotz dieses relativen Erfolgs hatte Bismarck den Liberalen die Grenzen seiner Kooperationswilligkeit deutlich gemacht, obwohl diese ihm de facto acht Jahre Handlungsfreiheit gaben. Gleichzeitig stärkte die grundsätzliche Einigung mit dem Parlament Bismarcks Stellung gegenüber dem Militär.
Nationalliberale und Bismarck stimmten in ihrer Gegnerschaft zu einer katholischen Partei überein. Für Bismarck spielte dabei auch eine Rolle, dass mit der 1870 gegründeten Zentrumspartei eine seinem Einfluss entzogene, im Kern konservative, katholische Partei entstanden war. Das Zentrum schaffte eine Klammer zwischen katholischer Arbeiterschaft, Honoratioren und Kirche. Bismarck reduzierte es konsequent auf den von ihm gefürchteten Ultramontanismus. Tatsächlich wurde das Zentrum in den ersten Reichstagswahlen von 1871 auf Anhieb zweitstärkste Kraft. Damit sank der Wahlerfolg der Nationalliberalen insbesondere im katholisch-bürgerlichen Lager. Der Kulturkampf hatte für Bismarck zwar vor allem politische Gründe, doch er sah in Ludwig Windthorst, dem herausragenden Politiker der Zentrumspartei, einen persönlichen Gegner: „Mein Leben erhalten und verschönern zwei Dinge: meine Frau und Windthorst. Die eine ist für die Liebe da, der andere für den Haß.“
Bismarck stilisierte die Katholiken zu Reichsfeinden – auch um aufziehender Kritik an seiner Amtsführung entgegenzuwirken. Ab 1872 wurden im Rahmen des sogenannten Kulturkampfes verschiedene Sondergesetze gegen die Katholiken beschlossen und wiederholt verschärft. Im Zuge dieser Auseinandersetzung wurden Rechte und Machtstellung der Kirche durch Reichs- und preußische Landesgesetze beschnitten (Kanzelparagraph, Brotkorbgesetz), aber auch die Zivilehe eingeführt. In diesem Zusammenhang äußerte Bismarck am 14. Mai 1872 vor dem Reichstag: „Seien Sie außer Sorge, nach Kanossa gehen wir nicht, weder körperlich noch geistig.“ Damit spielte er auf den mittelalterlichen Investiturstreit an, in dem sich Kaiser Heinrich IV. vor Papst Gregor VII. 1077 hatte demütigen müssen.
Während des Kulturkampfes geriet Bismarck erneut in Konflikt mit Kaiserin Augusta, die für eine Abmilderung der scharf antikatholischen Maßnahmen eintrat. In seinen Memoiren schrieb er, sie habe in diesem Konflikt seine „Fähigkeit, zu vertreten was ich für meine Pflicht hielt, und meine Nerven auf die schwerste Probe im Leben gestellt“. Laut Ernst Engelberg war die Position der Kaiserin in ihrer Abneigung gegen die Liberalen begründet, die die Kulturkampfgesetze mittrugen. Tatsächlich ist der Begriff Kulturkampf eine Prägung des Reichstagsabgeordneten Rudolf Virchow (Deutsche Freisinnige Partei). Otto Pflanze dagegen glaubt, dass Augusta seit dem Sturz der Regierung der Neuen Ära, mit der sie sich identifiziert hatte, einen bleibenden Groll gegen Bismarck hegte. So habe sie gegen Bismarcks Regierungskurs opponiert und intrigiert, ganz gleich, ob er gerade liberal oder konservativ war. Jonathan Steinberg dagegen deutet den Konflikt tiefenpsychologisch: Bismarck habe nicht mit starken Frauen umgehen können und auf sie mit schrankenloser Wut und Misogynie reagiert: Die immer wieder überaus anstrengenden Bemühungen, den willensschwachen Wilhelm I. auf seine Seite zu ziehen, der andererseits auch von seiner Frau beeinflusst war, habe er als Wiederholung der Erfahrungen erlebt, die er als Kind mit seiner kaltherzigen Mutter habe machen müssen.
Die erste, harte Etappe des Kulturkampfes endete 1878. In diesem Jahr starb Pius IX., sein Nachfolger Leo XIII. signalisierte Verständigungsbereitschaft, an der Bismarck gelegen war, um das Zentrum auszubooten. Eine direkte Verhandlung mit dem Heiligen Stuhl schadete der Partei und verringerte ihr Ansehen bei der katholischen Bevölkerung. Zudem hatte der Kanzler nicht das geschafft, was er vorgehabt hatte. Die katholische Basis und die katholische Partei ließen sich nicht spalten, vielmehr wurde durch die staatlichen Angriffe die Bildung eines katholischen Milieus gefördert. Darüber hinaus unterstützte die katholische Presse die Partei, die zunehmend Mandate im Reichstag gewann. Ein letzter Grund für Bismarck ergab sich aus dem letztlich vollzogenen Bruch mit den Nationalliberalen. Er lotete die Möglichkeit aus, das Zentrum in seine Politik einzubauen und somit eine „blau-schwarze Koalition“ mit den Konservativen zu bilden.
Der Kulturkampf endete im April 1887 mit dem zweiten Friedensgesetz. Bis dahin trugen beide Seiten zur Deeskalation bei. Eine Folge des Kulturkampfes bis heute sind die Zivilehe und die staatliche Schule. Für die zukünftige Politik Bismarcks nicht unwichtig war, dass Windthorst keineswegs ein ultramontaner Eiferer war. Er war zwar preußenkritisch, aber eben auch pragmatisch und konstitutionell ausgerichtet, was Bismarck neue politische Optionen eröffnete.

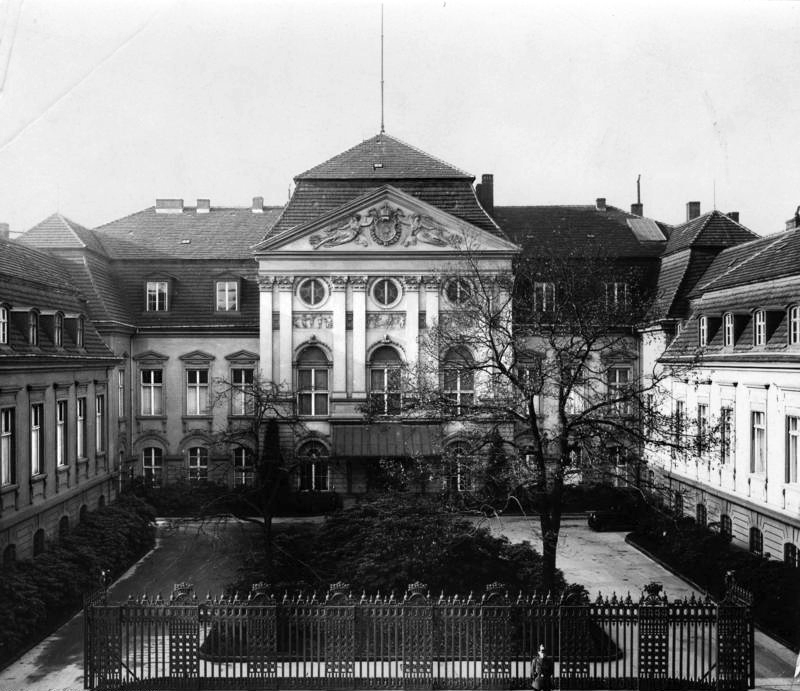
Die Reichskanzlei
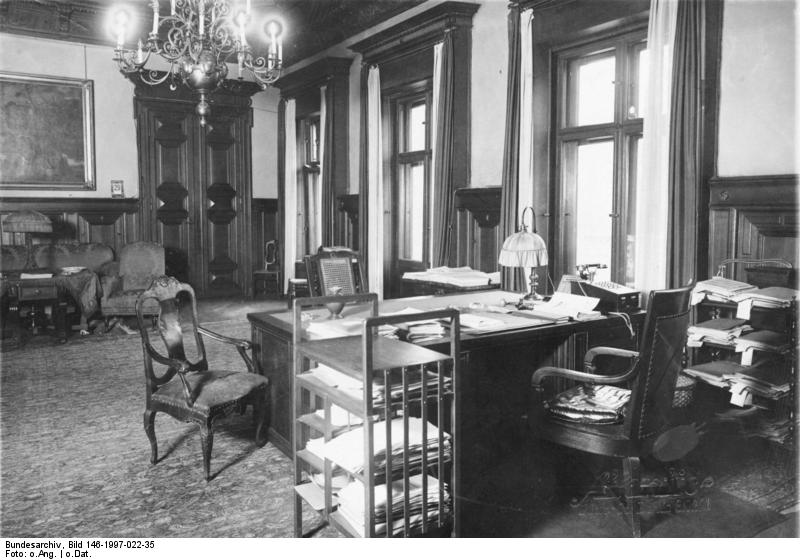
Arbeitszimmer des Reichskanzlers
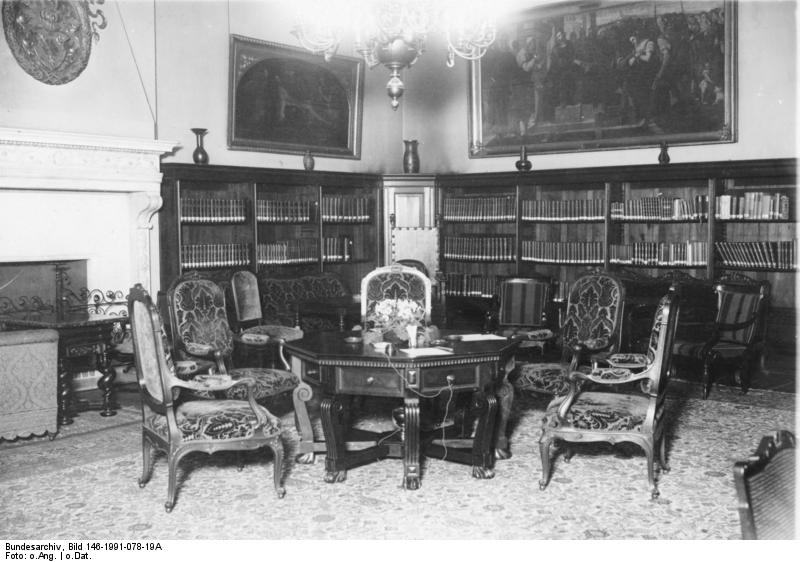
Bibliothek der Reichskanzlerwohnung, über dem Kamin das Bismarck-Wappen

#### Kanzlerkrise und politische Wende
Die Basis der Zusammenarbeit von Bismarck mit den Liberalen wurde immer schwächer. Mit Aufzug der Gründerkrise begannen zahlreiche Großgrundbesitzer und Industrielle, Forderungen nach Schutzzöllen zu erheben. Bismarck hoffte, dass die Wirtschaftspolitik zur Spaltung der Liberalen führen würde. Obwohl er sich öffentlich nicht zu diesem Thema äußerte, ermutigte er die Interessenvertreter zur Abspaltung, die dann auch vollzogen wurde. In der neu gegründeten Deutschkonservativen Partei sah Bismarck einen möglichen Bündnispartner; das Parteiprogramm wurde mit ihm persönlich abgestimmt. Zum Vorzeichen des aufziehenden Konflikts mit den Liberalen wurde 1876 der Rücktritt Rudolph von Delbrücks vom Amt des Präsidenten des Reichskanzleramtes. Delbrück hatte als Verkörperung der Zusammenarbeit Bismarcks mit den Liberalen sowie als Hauptvertreter des Wirtschaftsliberalismus gegolten.
In Hinblick auf den erwarteten baldigen Thronwechsel stellten die Liberalen für Bismarck eine Gefahr dar. Unter einem Kaiser Friedrich III. stand der Wechsel zu einer liberalen Regierung zu erwarten – nach dem Vorbild der britischen Regierung unter Premierminister William Ewart Gladstone. Bismarck versuchte 1877 Albrecht von Stosch, den Chef der Marine, auszuschalten, da dieser als möglicher Kanzler des künftigen Kaisers galt. Als dies scheiterte, drohte Bismarck mit dem eigenen Rücktritt und zog sich zeitweise auf sein Gut in Varzin zurück. Der Versuch, von dort aus die Nationalliberalen mit Angeboten – etwa ein Ministeramt für Rudolf von Bennigsen – und Zugeständnissen für seine Politik zu gewinnen, war nicht erfolgreich. Ihm wurden Gegenforderungen präsentiert, die seinen Plänen zuwiderliefen, den Parlamentarismus einzudämmen. Daraufhin entschloss er sich zum Bruch mit den Nationalliberalen.
Mit der Forderung der Nationalliberalen, die Reichsverfassung in einem stärker parlamentarischen Sinne umzugestalten, war eine Grenze erreicht worden, die Bismarck nicht zu überschreiten bereit war. Im Reichstag erklärte er diesbezüglich 1879: „Eine Fraktion kann sehr wohl die Regierung unterstützen und dafür einen Einfluss auf sie gewinnen, aber wenn sie die Regierung regieren will, dann zwingt sie die Regierung, ihrerseits dagegen zu reagieren.“ Angesichts der gegenseitigen politischen Blockade sah sich Bismarck zu einer Flucht nach vorn gezwungen. In einer Reichstagsrede kündigte er am 22. Februar 1878 einen innenpolitischen Kurswechsel an. Das dabei von ihm angedeutete Ziel eines staatlichen Tabakmonopols widersprach zentralen wirtschaftsliberalen Prinzipien. Über den konkreten Anlass hinaus fassten die dem Liberalismus nahestehenden Regierungsmitglieder dies als einen ersten Schritt hin zu einer grundlegend veränderten Wirtschaftspolitik auf. Heinrich Achenbach und Otto Camphausen legten ihre Ämter nieder.

#### Sozialistengesetz und Schutzzoll

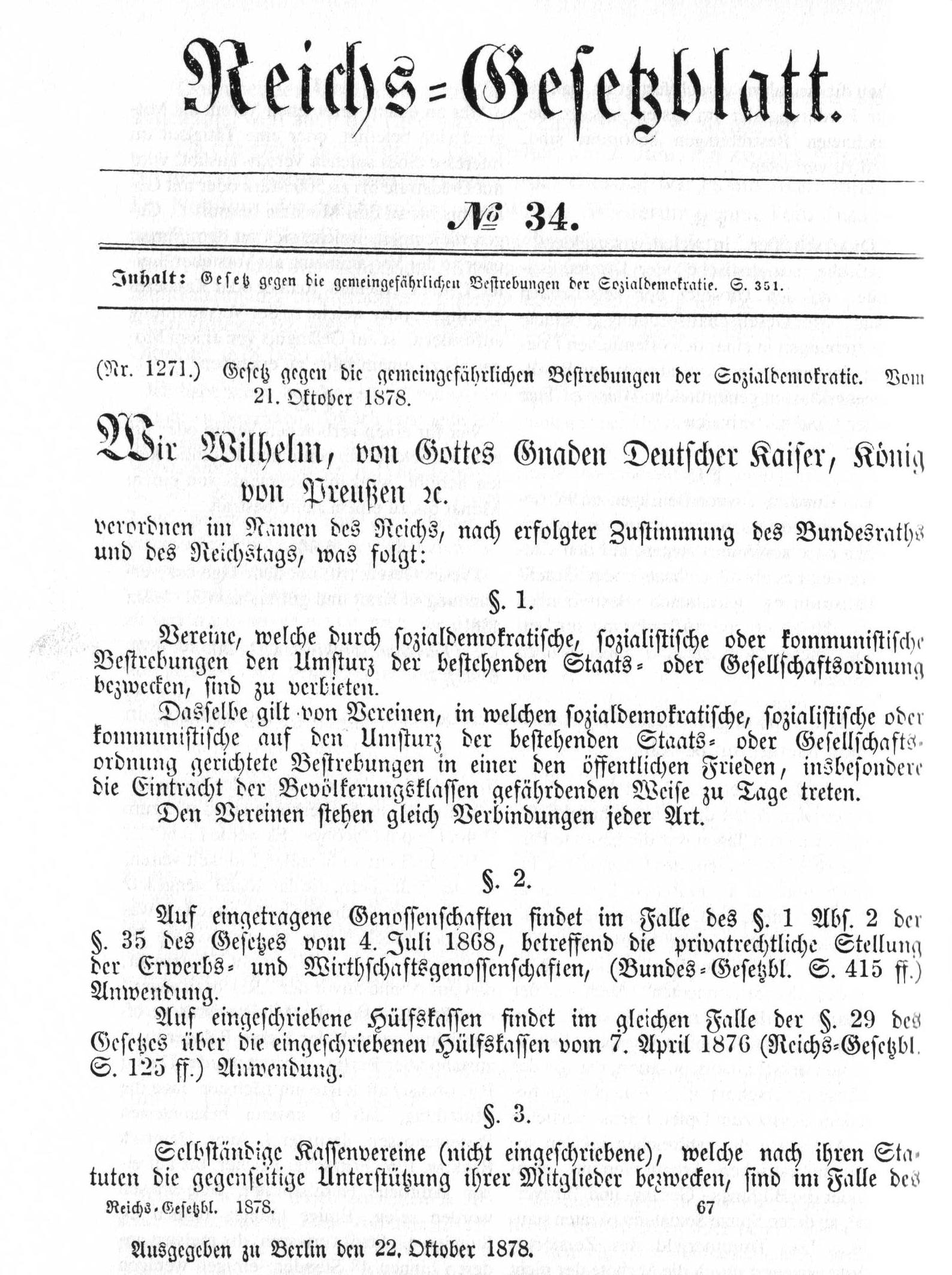
Reichsgesetzblatt vom 21. Oktober 1878 mit dem Text des „Gesetzes gegen die gemeingefährlichen Bestrebungen der Sozialdemokratie“

Seit der Rede von August Bebel im Reichstag am 25. Mai 1871 zu Gunsten der Pariser Kommune sah Bismarck in den Sozialdemokraten eine revolutionäre Bedrohung. Schon damals skizzierte er seine zukünftige Politik so: „1. Entgegenkommen gegen die Wünsche der arbeitenden Klassen, 2. Hemmung der staatsgefährlichen Agitation durch Verbots- und Strafgesetze.“
Nach Bismarcks Ansicht verstärkten die sozialen Auswirkungen der Gründerkrise die revolutionäre Gefahr. Zwei Attentate auf Kaiser Wilhelm I. im Jahr 1878 dienten Bismarck als willkommener Anlass, mit einem Sozialistengesetz gegen die Sozialistische Arbeiterpartei vorzugehen. Er wollte einen „Vernichtungskrieg führen durch Gesetzesvorlagen, welche die sozialdemokratischen Vereine, Versammlungen, die Presse, die Freizügigkeit (durch die Möglichkeit der Ausweisung und Internierung) […] träfen.“
Über den Kampf gegen die Sozialdemokratie hinaus boten die Attentate für Bismarck aber auch die Gelegenheit, angesichts einer fehlenden parlamentarischen Unterstützung wieder in die politische Offensive zu gehen und zu neuen Mehrheiten zu kommen. Ein erster Gesetzentwurf scheiterte an der überwältigenden Mehrheit des Reichstags. Nach dem zweiten Attentat ließ Bismarck das Parlament auflösen. Er wollte wieder die Rückendeckung der Nationalliberalen gewinnen und darüber hinaus die Regierungsbasis weiter nach rechts verschieben. Nach der Wahl waren die beiden konservativen Parteien zusammen stärker als die Nationalliberalen.
Im neuen Reichstag stimmten schließlich auch die Nationalliberalen, nach einigen Zugeständnissen, dem Sozialistengesetz zu. Es blieb, mehrfach vom Parlament verlängert, bis 1890 in Kraft. Dieses Ausnahmegesetz verbot die sozialistische Agitation, während die politische Arbeit der sozialdemokratischen Parlamentarier davon unberührt blieb. Letztlich verfehlte das Gesetz seinen Zweck und trug ungewollt zur Verfestigung eines sozialistischen Milieus bei, denn erst jetzt setzte sich die marxistische Theorie wirklich durch. Bemerkenswert ist, dass Bismarck dem Thema später in seinen Gedanken und Erinnerungen kein einziges Wort widmete.
Vor dem Hintergrund der Wirtschaftskrise wurde im Jahr 1878 der Ruf von Großgrundbesitzern und Schwerindustriellen nach Schutzzöllen lauter. Als sich für diese Forderung eine Mehrheit im Reichstag abzeichnete, sprach sich auch Bismarck, der auf erhöhte Staatseinnahmen hoffte, im so genannten „Weihnachtsbrief“ vom 15. Dezember 1878 für eine Verbindung von Steuerreform und Schutzzollpolitik aus. Dem stimmten letztlich nur wenige Nationalliberale zu. Bismarck stützte sich stattdessen auf die Deutschkonservative Partei, auf die Freikonservativen und auf das Zentrum. Die liberale Ära war damit beendet. Bismarck betonte nunmehr die Bedeutung des Obrigkeitstaates als Garanten der nationalen Einheit und setzte auf eine nationalkonservative Sammlungsbewegung unter Einschluss des Zentrums. Eine feste parlamentarische Basis, wie sie zuvor die Nationalliberalen gestellt hatten, bot diese Parteienkonstellation allerdings nicht. Viele politische Initiativen Bismarcks blieben daher in den folgenden Jahren ergebnislos.
Der Übergang vom Freihandel zum Protektionismus vollzog sich in den folgenden Jahren in mehreren Schritten. Bismarck hoffte, aus seinem Eingehen auf die Wünsche der Verbindung von „Roggen und Eisen“ politisches Kapital schlagen zu können, um die konservative Basis des Reiches auszubauen und seine eigene Position zu festigen.

#### Sozialgesetzgebung und Staatsstreichpläne
Angesichts seiner schwierigen parlamentarischen Situation versuchte Bismarck, die bisherige Bedeutung der Parteien zurückzudrängen. Das Feld der Auseinandersetzung sollte die Sozial- und Wirtschaftspolitik werden. Daher übernahm er 1880 selbst das Amt des Handelsministers, das er bis 1890 bekleidete. Um Einfluss auf die Wirtschaftsgesetzgebung zu nehmen, versuchte er, einen Volkswirtschaftsrat aus Vertretern der Wirtschaftsverbände zu etablieren, mit dem das Parlament umgangen werden sollte. Dies scheiterte allerdings am Widerstand der Parteien.
Hauptziel von Bismarcks Sozialpolitik war, eine stärkere Staatsbindung zu erzeugen. Die Parteien sollten dabei von ihrer Basis getrennt werden. Bismarck verschleierte sein eigentliches Ziel des Machterhalts dabei keineswegs. Geplant war zunächst nur eine Unfallversicherung, später kamen Versicherungen gegen Krankheit, Invalidität und Altersarmut hinzu. Diese sollten weitgehend staatlich kontrolliert sein – zeitweise sprach Bismarck sogar von Staatssozialismus. Er wollte so „in der großen Masse der Besitzlosen die konservative Gesinnung erzeugen, welche das Gefühl der Pensionsberechtigung mit sich bringt.“

„Mein Gedanke war, die arbeitenden Klassen zu gewinnen, oder soll ich sagen zu bestechen, den Staat als soziale Einrichtung anzusehen, die ihretwegen besteht und für ihr Wohl sorgen möchte“

Nicht die Versicherungen an sich, aber Bismarcks persönliche Motive stießen auf heftigen Widerstand. Letztlich strich das Parlament aus der Gesetzesvorlage zur Unfallversicherung alle „staatssozialistischen“ Elemente heraus. Bismarcks Kalkül, nach einer Reichstagsauflösung die Wähler mit der Parole eines „sozialen Königtums“ und mit antiparlamentarischen Tönen zu überzeugen, ging nicht auf. Insbesondere die Linksliberalen gewannen bei der Reichstagswahl am 27. Oktober 1881 deutlich hinzu. Bismarck dachte danach kurzzeitig an Rücktritt, entschied sich aber dagegen und deutete sogar Staatsstreichpläne an.
Anstelle der ursprünglich geplanten Reichsanstalt setzte er später die Berufsgenossenschaften durch. Gedacht als neokorporativer Zusammenschluss jenseits der Parteien, wurden die Genossenschaften von den Unternehmern dominiert. Entgegen dem ursprünglichen Ziel gewannen in ihnen die Vertreter der Rechtsparteien an Gewicht. Die Krankenversicherung wurde dagegen von der Selbstverwaltung der Arbeiter dominiert; Sozialdemokraten dominierten viele der Allgemeinen Ortskrankenkassen.
Mit der Sozialgesetzgebung schuf Bismarck einen Pfeiler des modernen Sozialstaats; seine machtpolitischen Ziele erreichte er aber nicht. Der Versuch, der Sozialdemokratie die „Wurzeln abzugraben“, schlug mittelfristig ebenso fehl wie das Vorhaben, den Obrigkeitsstaat zu Lasten der Parteien auszubauen. Bismarcks Interesse an der Sozialgesetzgebung ließ nach: Die Alters- und Invalidenversicherung von 1889 wickelte er geschäftsmäßig ab.

#### Protektionismus und Nationalismus als innenpolitische Instrumente
Bismarck und Innenminister Robert von Puttkamer gelang es, die preußischen Beamten auf eine bedingungslose Unterstützung der Regierungspolitik zu verpflichten. Zugute kam Bismarck, dass sich innerhalb der Nationalliberalen, unter Führung von Johannes Miquel, die Vertreter eines protektionistischen und staatsnahen Kurses durchsetzten. Sie bekannten sich zu wesentlichen Aspekten von Bismarcks Politik. Nicht zuletzt mit dem Ziel, die materiellen Interessen der konservativen Wähler zu bedienen, legte Bismarck 1885 eine protektionistische Zollvorlage vor, mit der die Importe massiv beschränkt wurden.
Auch um nationalistische Emotionen nutzbar zu machen, verstärkte Bismarck die antipolnische Politik in den preußischen Ostprovinzen. Mit der Ausweisung von 35.000 nichtpreußischen Polen ab 1885 und dem Ansiedlungsgesetz von 1886 setzte eine intensive Germanisierung ein. Die französische Revanchismusbewegung nutzte Bismarck, um mit einer breit angelegten Pressekampagne alle Kritiker als Vaterlandsverräter zu diskreditieren, die sich insbesondere seinen militärpolitischen Plänen entgegenstellten. Nach der Reichstagsauflösung wurde die nationalistische Agitation noch einmal verstärkt.
Aus den Reichstagswahlen vom Februar 1887 ging das Regierungslager aus Konservativen und Nationalliberalen mit absoluter Mehrheit hervor. Bismarck besaß mit den so genannten Kartellparteien nun jene parlamentarische Mehrheit, die er in den vergangenen zehn Jahren angestrebt hatte. Er konnte jetzt sowohl seine militärpolitischen Pläne als auch Begünstigungen für seine konservative Klientel durchsetzen.
Aufgrund von Bismarcks neuer Machtstellung spielte die Thronbesteigung von Friedrich III. im März 1888 kaum noch eine Rolle. Als der todkranke neue Kaiser sich weigerte, einer Verlängerung der Legislaturperiode und des Sozialistengesetzes zuzustimmen, belehrte Bismarck die Kaiserin, dass der Monarch „als solcher kein Faktor der Gesetzgebung“ sei.

### „Der Lotse geht von Bord“

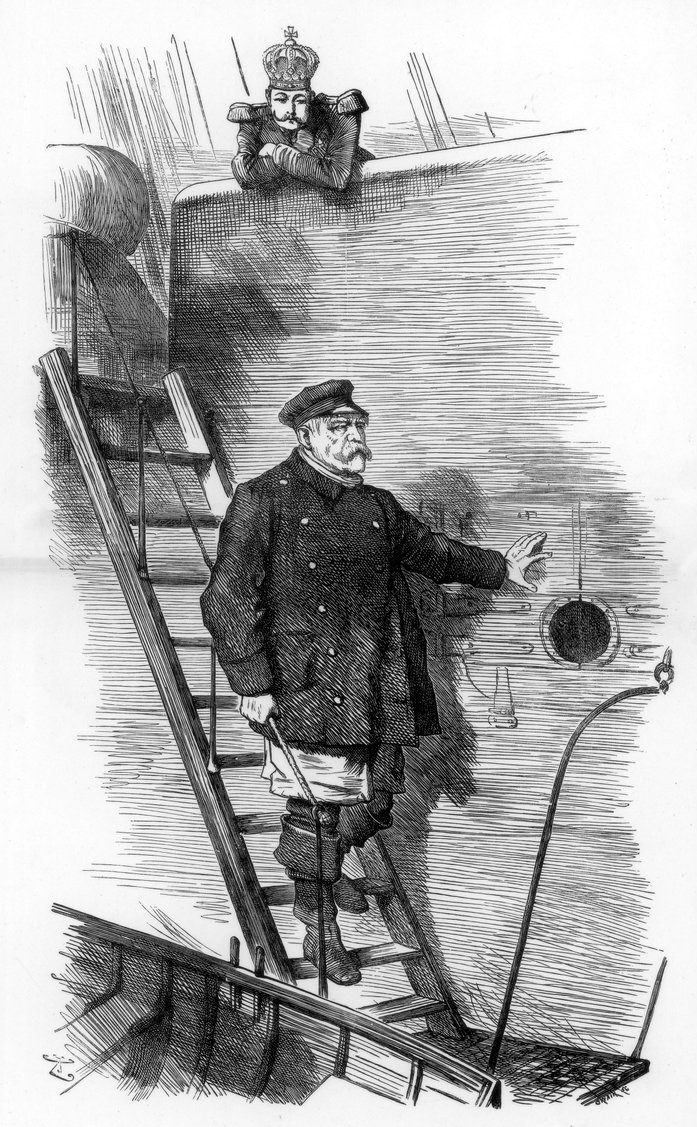
Die Punch-Karikatur Dropping the Pilot (im Deutschen meist übersetzt mit: Der Lotse geht von Bord) von Sir John Tenniel zur Entlassung Bismarcks 1890

Auch wenn Bismarck alles tat, um potenzielle Nachfolger auszuschalten, mehrten sich seit dem Ende der 1880er-Jahre doch die Anzeichen dafür, dass seine politische Führungsrolle sich dem Ende zuneigte. In der politischen Öffentlichkeit wurde der Ruf nach einer Abkehr von der nur bewahrenden Diplomatie Bismarcks zu Gunsten einer dynamischen und risikobereiten Außenpolitik laut. Nach der kurzen Herrschaftszeit von Friedrich III. standen sich mit dem neuen Kaiser Wilhelm II. und Bismarck zwei ungleiche Persönlichkeiten gegenüber. Bismarck hielt Wilhelm für unreif und wenig vorbereitet auf die Übernahme der Verantwortung. Er sei ein „Brausekopf, könne nicht schweigen, sei Schmeichlern zugänglich und könne Deutschland in einen Krieg stürzen, ohne es zu ahnen und zu wollen.“ Für Wilhelm dagegen war Bismarck eine nicht mehr zeitgemäße Person und er machte deutlich, selbst politischen Einfluss nehmen zu wollen: „Sechs Monate will ich den Alten verschnaufen lassen, dann regiere ich selbst.“
Bismarck sah vor diesem Hintergrund in der mutwilligen Verschärfung der innenpolitischen Lage eine Möglichkeit, den neuen Kaiser von seiner Unentbehrlichkeit zu überzeugen. Er brachte daher ein neues, verschärftes und unbefristetes Sozialistengesetz ein, wohl wissend, dass dies die Kartellparteien auseinandersprengen würde, da die Nationalliberalen dies nicht mittragen konnten. Wilhelm, der seine Regierungszeit nicht mit einem solchen Konfliktkurs beginnen wollte, stellte sich den Plänen des Kanzlers entgegen. In einer Sitzung des Kronrates prallten beide am 24. Januar 1890 aufeinander. In den folgenden Wochen versuchte Bismarck verzweifelt, seine Stellung zu halten und spielte erneut mit Staatsstreichgedanken, aber auch mit dem Plan einer engen Zusammenarbeit zwischen Zentrum und Konservativen.
Am 15. März 1890 entzog Kaiser Wilhelm dem Kanzler wegen dessen Konfliktkurses endgültig die Unterstützung. Das Entlassungsgesuch Bismarcks datiert vom 18. März 1890. Die Öffentlichkeit reagierte mehrheitlich erleichtert auf den Rücktritt. Theodor Fontane schrieb: „Es ist ein Glück, dass wir ihn los sind. Er war eigentlich nur noch Gewohnheitsregente (sic!), tat was er wollte, und forderte immer mehr Devotion. Seine Größe lag hinter ihm.“ Als Nachfolger Otto von Bismarcks wählte der Kaiser den politisch unerfahrenen General Leo von Caprivi.

## Nach dem Rücktritt

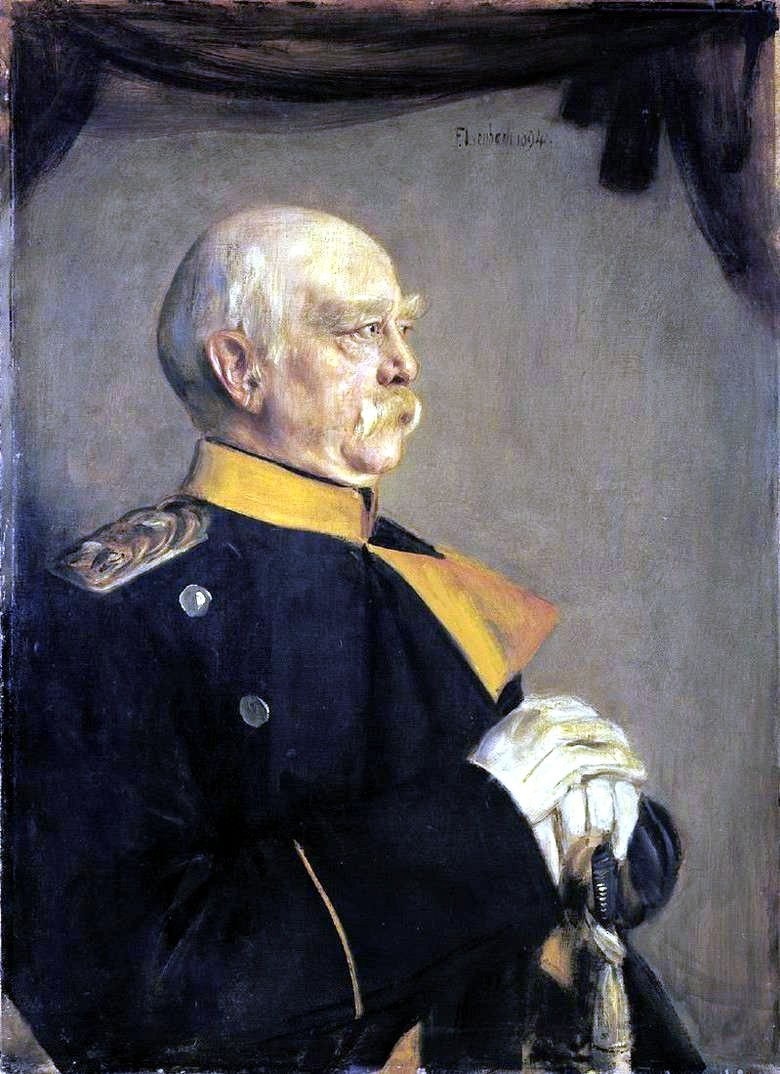
Otto Fürst von Bismarck, Gemälde von Franz von Lenbach, 1894

Eine „politisch bedeutungslose, aber medienwirksame“ Versöhnung fand am 27. Januar 1894 bei der erstmaligen Begegnung Bismarcks mit dem Kaiser seit seiner Entlassung statt: Geleitet vom Kaiserbruder Prinz Heinrich von Preußen kommt Bismarck ins Berliner Schloss, um dem Kaiser zum Geburtstag zu gratulieren.

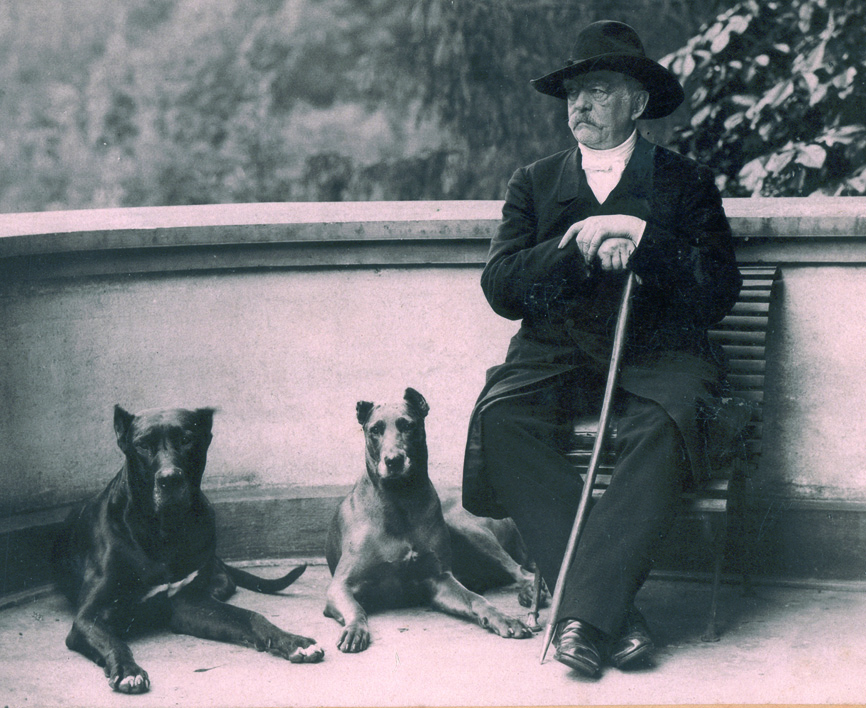
Bismarck mit seinen „Reichshunden“ Tyras II und Rebecca in Friedrichsruh, 6. Juli 1891

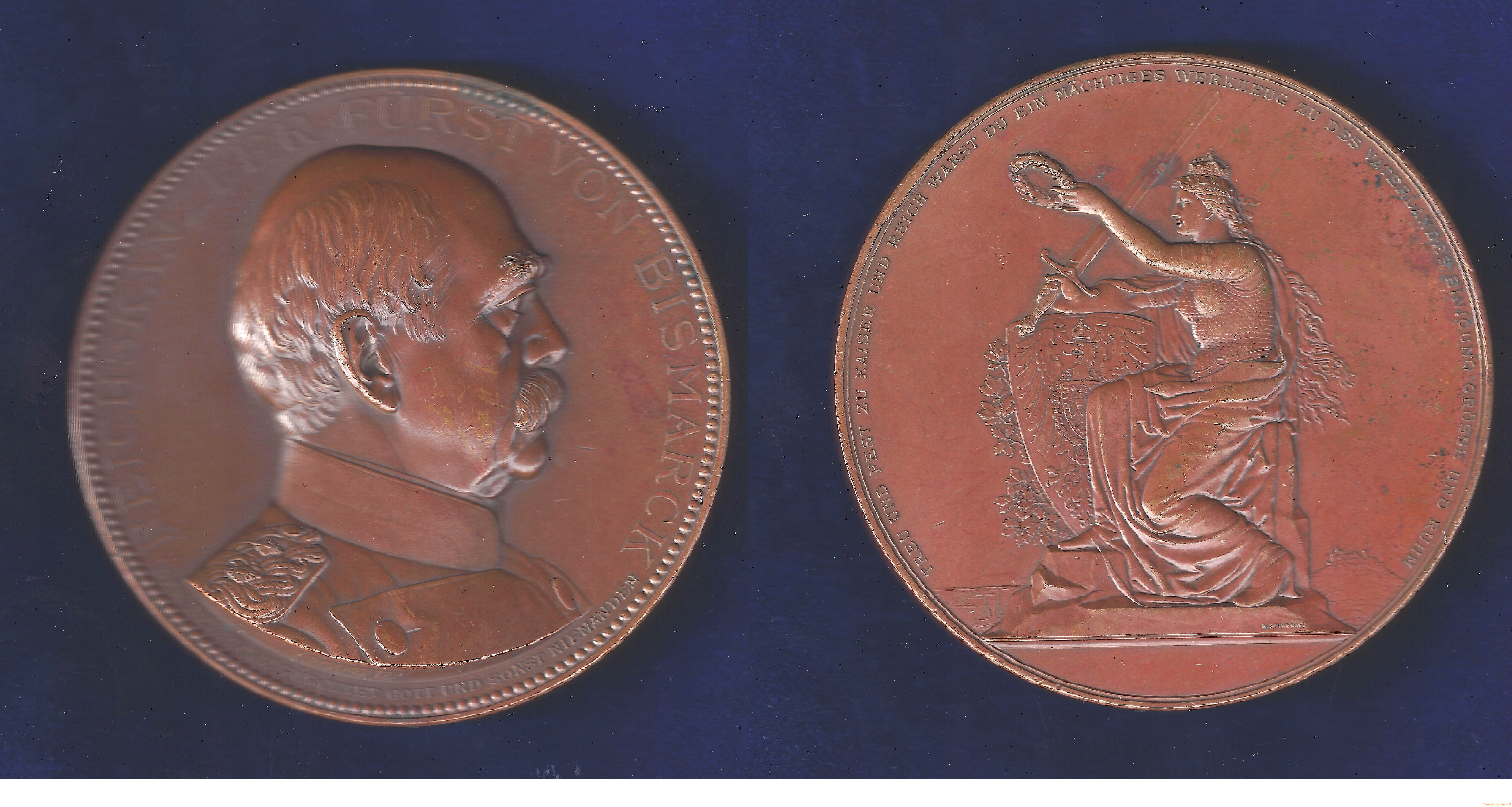
Bismarcks Sterbemedaille des Stuttgarter Künstlers Karl Schwenzer.

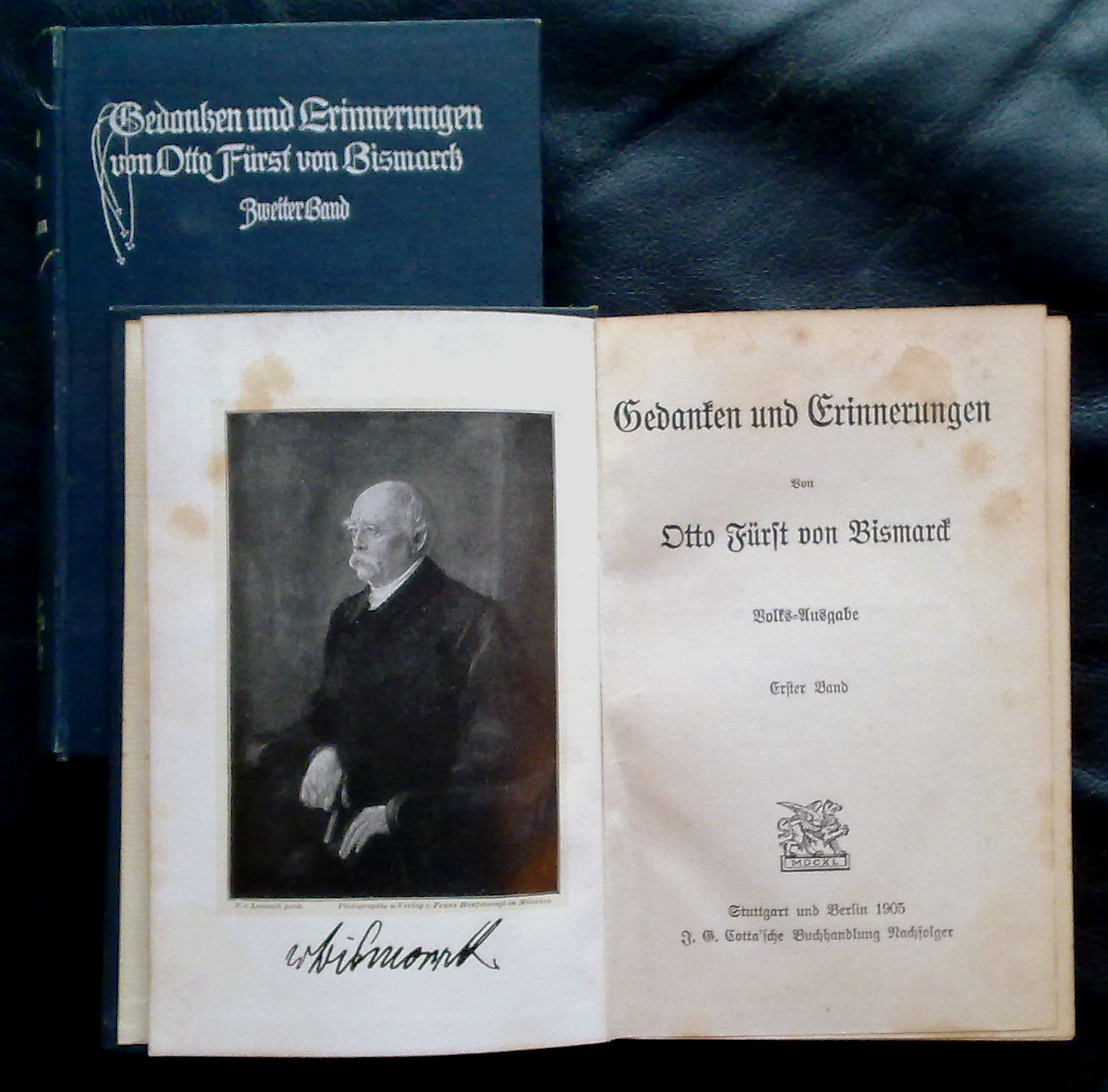
Erstauflage der zweibändigen sogenannten „Volksausgabe“ der Bismarck’schen Memoiren, Cotta, Stuttgart/Berlin 1905

Bismarck zog sich verbittert nach Friedrichsruh zurück, doch verabschiedete er sich damit nicht endgültig von der Politik. „Aber das kann man nicht von mir verlangen, dass ich, nachdem ich vierzig Jahre lang Politik getrieben, plötzlich mich gar nicht mehr damit abgeben soll.“ Seine Unnahbarkeit wurde durch diese Zurückgezogenheit noch gesteigert, sodass bald das Wort vom „Einsiedler im Sachsenwald“ die Runde machte. Bereits einen Tag nach seinem Rücktritt verkündete Bismarck, seine Memoiren verfassen zu wollen. Bismarck versuchte nicht nur, sein Bild für die Nachwelt mitzugestalten, sondern verzichtete auch nicht auf Eingriffe in die Tagespolitik. Bald nach seiner Entlassung begann er eine äußerst umtriebige Pressepolitik. Insbesondere die „Hamburger Nachrichten“ wurden zu seinem Sprachrohr. Bismarck attackierte vor allem seinen Nachfolger Caprivi scharf. Indirekt kritisierte er damit auch den Kaiser, dem er seine Entlassung nicht verziehen hatte. Am 30. April 1891 ließ sich Bismarck auf Initiative des jungen Diederich Hahn im Wahlkreis Neuhaus (Oste), Hadeln, Lehe, Kehdingen, Jork für den ausgeschiedenen Abgeordneten Hermann Gebhard in den Reichstag wählen. Wilhelm II. glaubte kurzzeitig sogar an eine Rückkehr des Altkanzlers in die Politik. Allerdings hat Bismarck seinen Wahlkreis nie betreten und von seinem Mandat niemals Gebrauch gemacht. Bei der Reichstagswahl 1893 verzichtete er zugunsten Diederich Hahns auf eine erneute Kandidatur. Die Pressepolitik in eigener Sache war durchaus erfolgreich. Die öffentliche Meinung wandte sich Bismarck verstärkt wieder zu, insbesondere nachdem Wilhelm II. begonnen hatte, ihn öffentlich anzugreifen. Für das Ansehen des neuen Reichskanzlers Caprivi geradezu katastrophal wirkte sich dessen Versuch aus, ein Treffen Bismarcks mit Kaiser Franz Joseph von Österreich zu verhindern. Die Reise nach Wien wurde zu einem Triumphzug des Altkanzlers, der erklärte, keine Verpflichtungen mehr gegenüber der deutschen Regierung zu haben: „Alle Brücken sind abgebrochen.“
Wilhelm II. bemühte sich in der Folge um eine öffentlichkeitswirksame Aussöhnungsgeste. Mehrere Treffen mit Bismarck im Jahr 1894 wurden positiv aufgenommen, eine wirkliche Entspannung brachte dies aber nicht. Wie gering Bismarcks Ansehen im Reichstag war, zeigte 1895 die gescheiterte Kampfabstimmung um ein Glückwunschtelegramm anlässlich seines achtzigsten Geburtstags. Daraufhin machten etwa 400 deutsche Städte Otto von Bismarck zum Ehrenbürger, darunter die Mitglieder der im Entstehen begriffenen Städteverbände in geschlossener Form, so der badische, der Thüringer und der sächsische.
Im Jahr 1896 hatte Bismarck durch die Offenlegung des streng geheimen Rückversicherungsvertrages noch einmal die Aufmerksamkeit der deutschen und internationalen Presse auf sich gezogen. Die Erstellung der Memoiren unterstützte Lothar Bucher, ohne dessen Drängen das Werk wahrscheinlich nie fertiggestellt worden wäre. Bucher beklagte nicht nur Bismarcks rasch nachlassendes Interesse an seinen Memoiren, sondern beschrieb auch, wie der Altkanzler in ihnen Tatsachen absichtlich entstellte: „Bei nichts, was misslungen ist, will er beteiligt gewesen sein, und niemand lässt er neben sich gelten.“ Nach Buchers Tod im Oktober 1892 besserte Bismarck an den Manuskripten noch herum, aber das Werk wurde nicht mehr fortgesetzt.
Der Tod seiner Frau im Jahr 1894 traf Bismarck tief. Ab 1896 verschlechterte sich sein Gesundheitszustand immer deutlicher und er war schließlich auf einen Rollstuhl angewiesen. Ein besonderes Geschenk machte Bismarck 1897 den Orten Birkholz und Schwanebeck. Aus seinem Besitztum Sachsenwald wurden am 22. März anlässlich der Gedenkfeiern zum 100. Geburtstag Wilhelms I. in beiden Orten zwei kräftige Kaisereichen (bot. Stieleichen) gepflanzt. Die Erkrankungen an Altersbrand und anderen Gebrechen, die er gegenüber der Öffentlichkeit und sogar gegenüber seiner Familie verschwieg, führten am 30. Juli 1898 zu seinem Tod. Unmittelbar nach seinem Ableben entstand durch zwei Paparazzi die Fotografie von Bismarck auf dem Sterbebett. Sein Arzt berichtete über sein Lebensende:

„Am 30. Juli 1898 […] Nachts 11 Uhr, beendete eine rasch verlaufende Lungenlähmung (acutes Lungenödem) das an Arbeit, Mühen und Erfolgen einzige, leider aber auch an Körper- und Seelendrangsal überreiche Leben Sr. Durchlaucht des Fürsten Otto v. Bismarck. Der Verewigte hatte ein Alter von 83 Jahren und vier Monaten erreicht. Ein Abschluß, wie ihn die Lungenlähmung herbeiführte, war seit längerer Zeit befürchtet worden. Nachdem ungewöhnlich starke Athembeschwerden, Ringen nach Luft und sehr schmerzhafte Auftreibungen die Existenz in den dem Ende vorhergehenden Stunden – der Morgen hatte, nach einer wenig ruhigen Nacht, leidlich begonnen – sehr qualvoll gestaltet hatten, erfolgte das Ende relativ sanft und ruhig…“

Als Bismarck starb, befand sich Wilhelm II. im Zuge seiner Sommerreise in Norwegen auf der kaiserlichen Yacht Hohenzollern. Nachdem ihn die Todesnachricht am Morgen des 31. Juli erreicht hatte, sandte er ein Telegramm an Herbert von Bismarck. Darin kündigte Wilhelm eine pompöse Beisetzung Bismarcks in der Hohenzollerngruft im Berliner Dom an, da Bismarck ein Freund seines Großvaters Wilhelm I. gewesen sei und ihm für seine Leistungen der Dank des deutschen Volkes für immer gebühre. Wilhelm II. beauftragte ebenfalls per Telegramm den Bildhauer Reinhold Begas, einen Sarkophag für Bismarck zu entwerfen; August zu Eulenburg sollte das Programm der Feier als nationales Ereignis gestalten. Bismarck hatte indes bereits 1896 in seinem Testament verfügt, er wolle in Friedrichsruh begraben werden. Seine Familie entsprach diesem Wunsch. Nun wollte Kaiser Wilhelm nach seinem Eintreffen in Kiel am 1. August wenigstens am offenen Sarg Bismarcks in Friedrichsruh stehen und begab sich mit seiner Gemahlin dorthin. Als er jedoch am folgenden Tag eintraf, war der Sarg bereits verlötet.
Bismarck fand demnach seine letzte Ruhestätte neben seiner Frau in einem Mausoleum in Friedrichsruh.
Für die Verhältnisse des 19. Jahrhunderts war der Verkaufserfolg der zunächst zweibändig von der Cotta’schen Verlagsbuchhandlung verlegten Erinnerungen sensationell: Die Erstauflage von mehr als dreihunderttausend Exemplaren war schon in den ersten Dezembertagen 1898 vergriffen, ab 1905 erschien sie dann als sogenannte „Volksausgabe“. Die Öffentlichkeit und Geschichtsforschung interessierende Auseinandersetzung mit Kaiser Wilhelm II. und die Entlassung des Reichskanzlers blieben dem erst 1919 erschienenen dritten Band vorbehalten.

## Entwicklung des Bismarck-Gedenkens

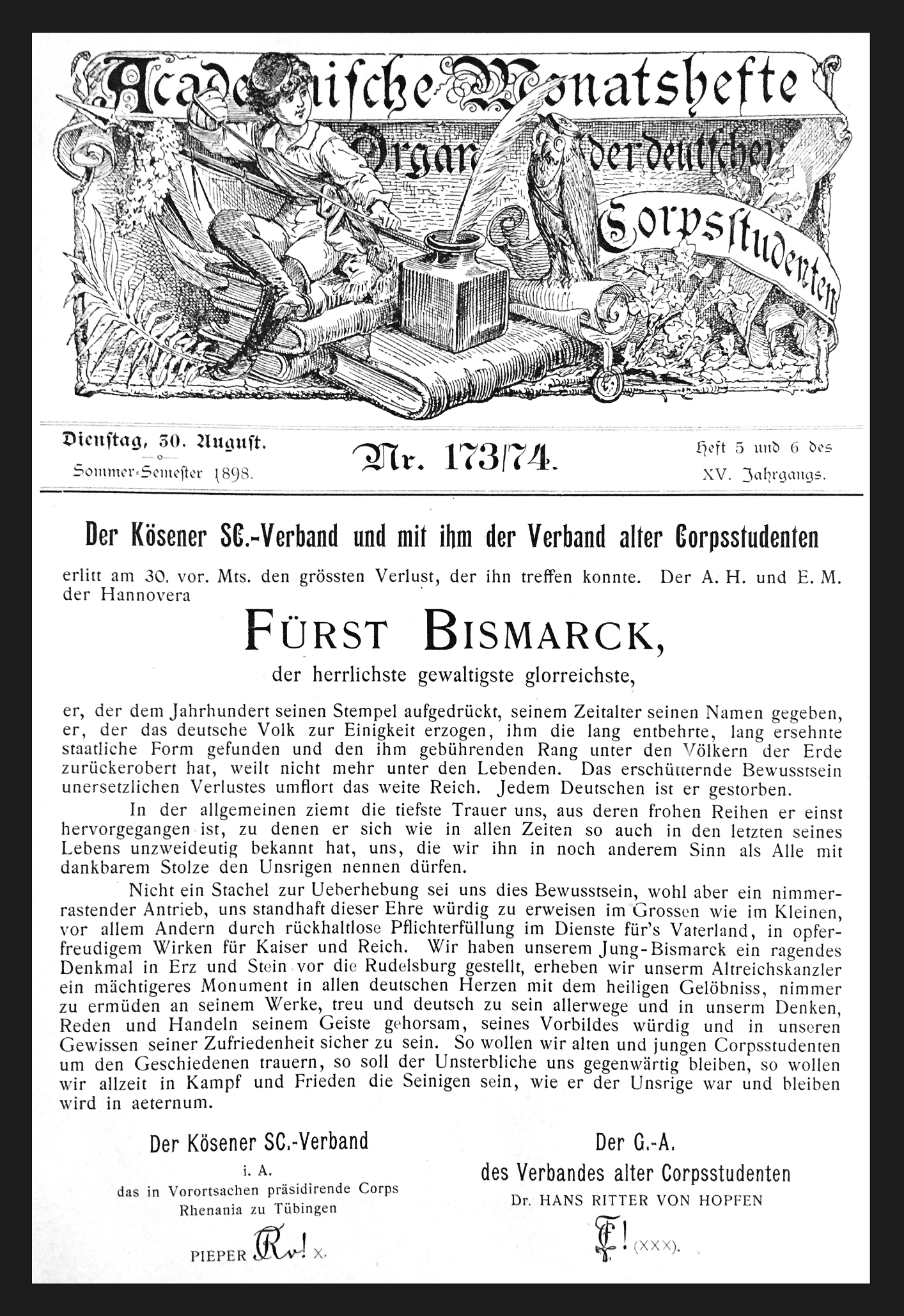
Traueranzeige der Corpsstudenten

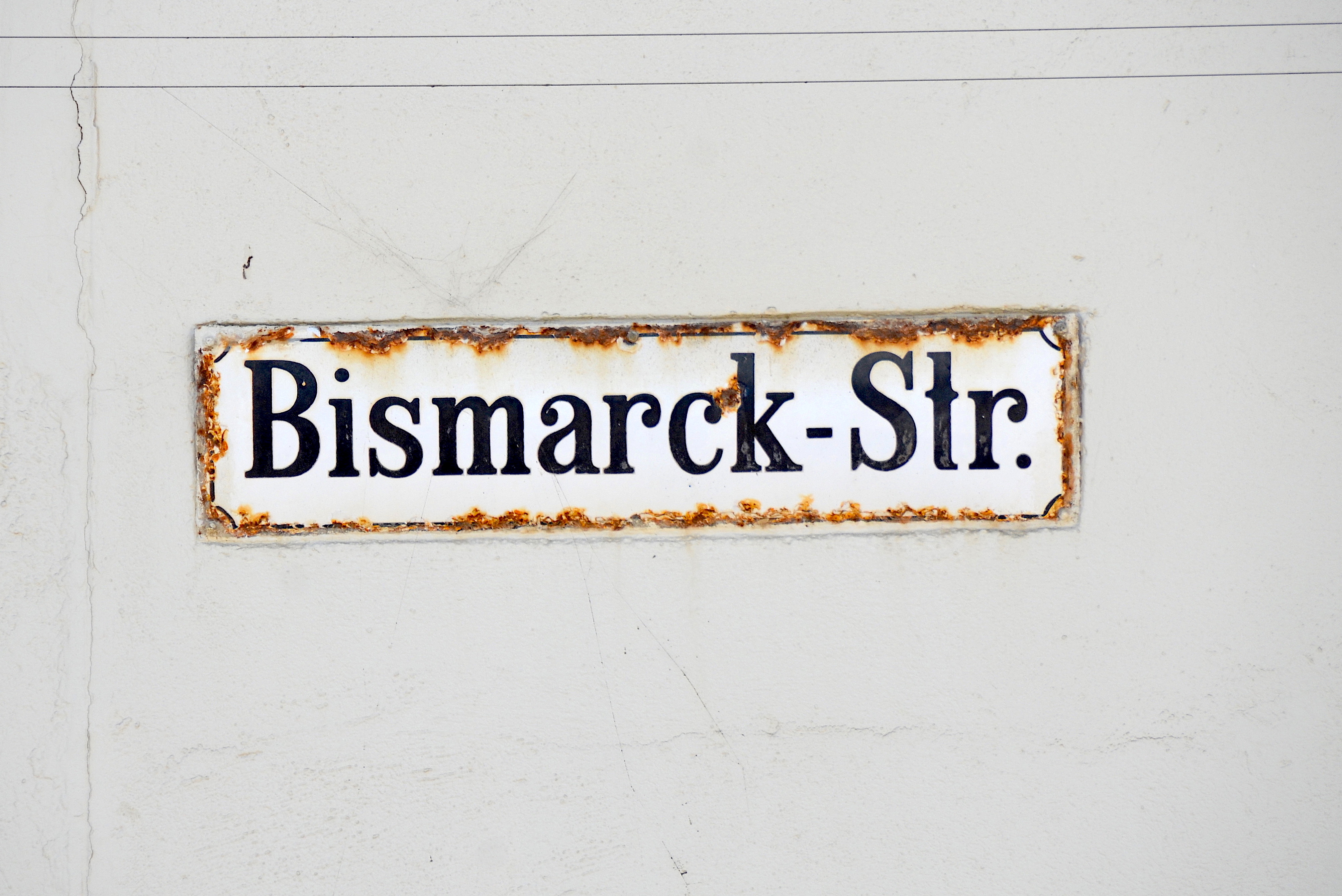
Straßenschild in der Bismarck-Str. Swakopmund, Namibia (2014). Ehemaliges Deutsch-Südwestafrika

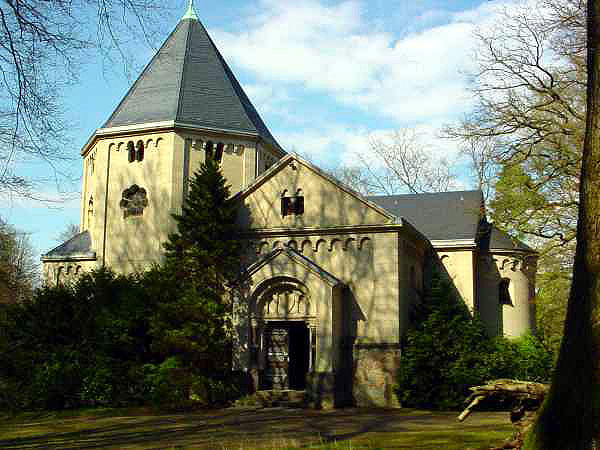
Bismarck-Mausoleum in Friedrichsruh

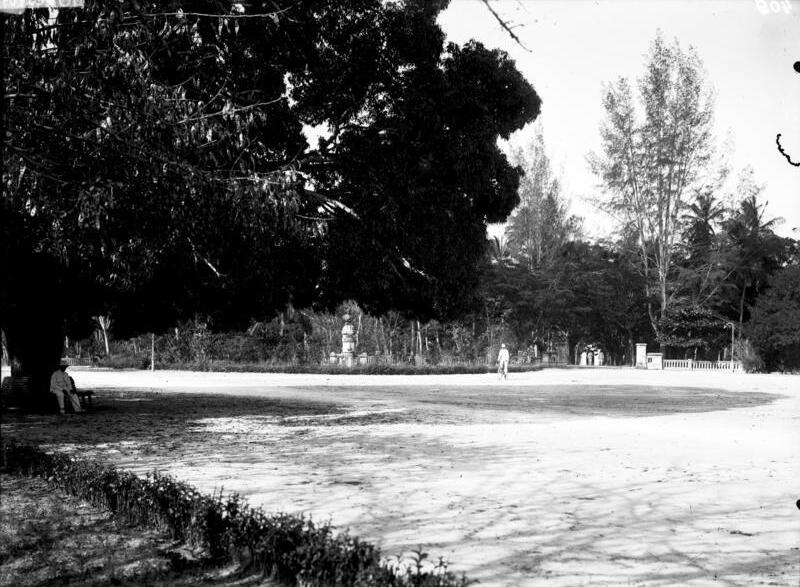
Bismarckplatz und -denkmal in Daressalam

Nach seiner Entlassung setzte in Deutschland ein beispielloser Personenkult um Bismarck ein, die sich nach dem Tod des Altkanzlers noch verstärkte. Rund 500 Denkmäler, Säulen und Türme wurden ihm gewidmet, die zumeist mit Spendengeldern finanziert wurden. Seine Büste wurde in die Walhalla aufgenommen. Zahlreiche Straßen wurden nach ihm benannt. Auch Industrieunternehmen wie die Zeche Graf Bismarck trugen seinen Namen. Aus der Zechenkolonie des Unternehmens ging der Gelsenkirchener Stadtteil Bismarck hervor. Nach dem Reichsgründer wurden auch der Farbstoff Bismarckbraun Y, die Palmenart Bismarckia nobilis, eine Zubereitungsart von Heringsfilets (Bismarckhering) sowie während des Zweiten Weltkrieges das Typschiff der Bismarck-Klasse (Schlachtschiff Bismarck) benannt. Vorher waren bereits die Kriegsschiffe Bismarck (1878) und Fürst Bismarck (1900) mit seinem Namen in Dienst gestellt worden. In zahlreichen deutschen Städten wurden nach seinem Tode Schmuckbrunnen aufgestellt. Auch einzelne Bäume erhielten seinen Namen (Bismarcktanne).
Vor allem in den deutschen Kolonien in Afrika und im Stillen Ozean erhielten geografische Gegebenheiten oder Orte Bismarcks Namen (Bismarck-Archipel, Bismarckgebirge, Bismarckberge, Bismarckberg, Bismarck-Gletscher, Bismarcksee, Bismarck-Straße, Bismarckburg, Bismarckplatz beispielsweise in Daressalam, Deutsch-Ostafrika). Aber auch in den Vereinigten Staaten wurden mehrere Siedlungen nach Bismarck benannt. Darunter befand sich bereits seit 1873 die heutige Hauptstadt des Bundesstaates North Dakota.
In Deutschland entstanden Bismarckgesellschaften. Nach seinem Tod wurden in zahlreichen Städten größtenteils durch Spenden finanzierte Bismarckdenkmäler errichtet, vielfach in Form von Bismarcktürmen. Das erste zu Lebzeiten Bismarcks errichtete Standbild entstand im Jahr 1877 im Bad Kissinger Stadtteil Hausen, wo er seit 1874 mehrmals zur Kur weilte (siehe Bismarck-Denkmal (Bad Kissingen)). In Berlin wurde 1901 das Bismarck-Nationaldenkmal vor dem Reichstagsgebäude eingeweiht, es wurde 1938 versetzt. Das größte Bismarck-Standbild in Deutschland ist das 1906 eingeweihte Bismarckdenkmal in Hamburg. Der Bau eines gigantischen Bismarck-Nationaldenkmals bei Bingerbrück wurde durch den Ausbruch des Ersten Weltkriegs verhindert. Die meisten Bronzebildnisse zeigen Bismarck in Uniform. Diese Form der Darstellung überdeckte Bismarcks Maxime eines außenpolitischen Ausgleichs und spiegelte weniger Bismarcks Person als vielmehr den Zeitgeist der Wilhelminischen Ära wider.
Neben historisierenden Gemälden (z. B. von Franz von Lenbach) und eher privaten, alltäglichen Darstellungen (z. B. von Christian Wilhelm Allers) entstanden auch verklärende und überhöhende, die vor allem die Reichsgründung thematisierten. Auch in patriotischen Gedichten wie den Bismarckliedern von Paul Warncke (1895) und Wilhelm Berger wurde der Reichskanzler gefeiert.
Ebenfalls 1895, zu Bismarcks 80. Geburtstag, erschien das großformatige Buch Unser Bismarck, das im Lauf der Zeit eine Auflage von 100.000 Exemplaren erreichte. Zu seinem 80. Geburtstag wurde er aus Propagandazwecken zum Ehrenmitglied des Alldeutschen Verbandes.
In Friedrichsruh bestand seit 1927 ein von der Familie eingerichtetes Bismarck-Museum. Seit 1951 befindet es sich im Alten Landhaus (mit Einrichtungsgegenständen, Dokumenten, Gemälde Proklamation des Deutschen Kaiserreiches von Anton von Werner), gegenüber dem nach der Zerstörung des Schlosses im Zweiten Weltkrieg, neu errichteten Familiensitz und betreut auch das zugängliche Bismarck-Mausoleum.
Im alten Empfangsgebäude des Bahnhofs Friedrichsruh befindet sich die Otto-von-Bismarck-Stiftung, die 1996 von der Bundesrepublik Deutschland als eine von mittlerweile fünf Politikergedenkstiftungen eingerichtet wurde und dort eine Dauerausstellung zu Bismarck zeigt. Ihr Hauptziel ist die Erarbeitung einer neuen kritischen Ausgabe der Schriften Bismarcks. In Göttingen ist Bismarcks Studentenwohnung, das Bismarckhäuschen, als kleines Museum zugänglich. In Bismarcks Geburtsort Schönhausen erwarb „das deutsche Volk“ im Jahr 1885 von der Familie Gaertner das Gut Schönhausen II und schenkte es Bismarck zum 70. Geburtstag. In diesem, ehemals auch der Familie Bismarck gehörigen Rittergutshaus, wurde ein Bismarck-Museum errichtet, das bis 1948 bestand. 1998 wurde es wieder, mit Mitteln des Landes Sachsen-Anhalt, im erhalten gebliebenen Seitenflügel, dem so genannten Torhaus von Schloss Schönhausen I eingerichtet. Im selben Jahr entstand ein weiteres Bismarckmuseum in Bad Kissingen, wo Bismarck zwischen 1874 und 1893 insgesamt 15 Mal zur Kur geweilt hatte. Am 1. November 2004 wurde in Jever ein weiteres Bismarckmuseum eröffnet.

## Historiografie

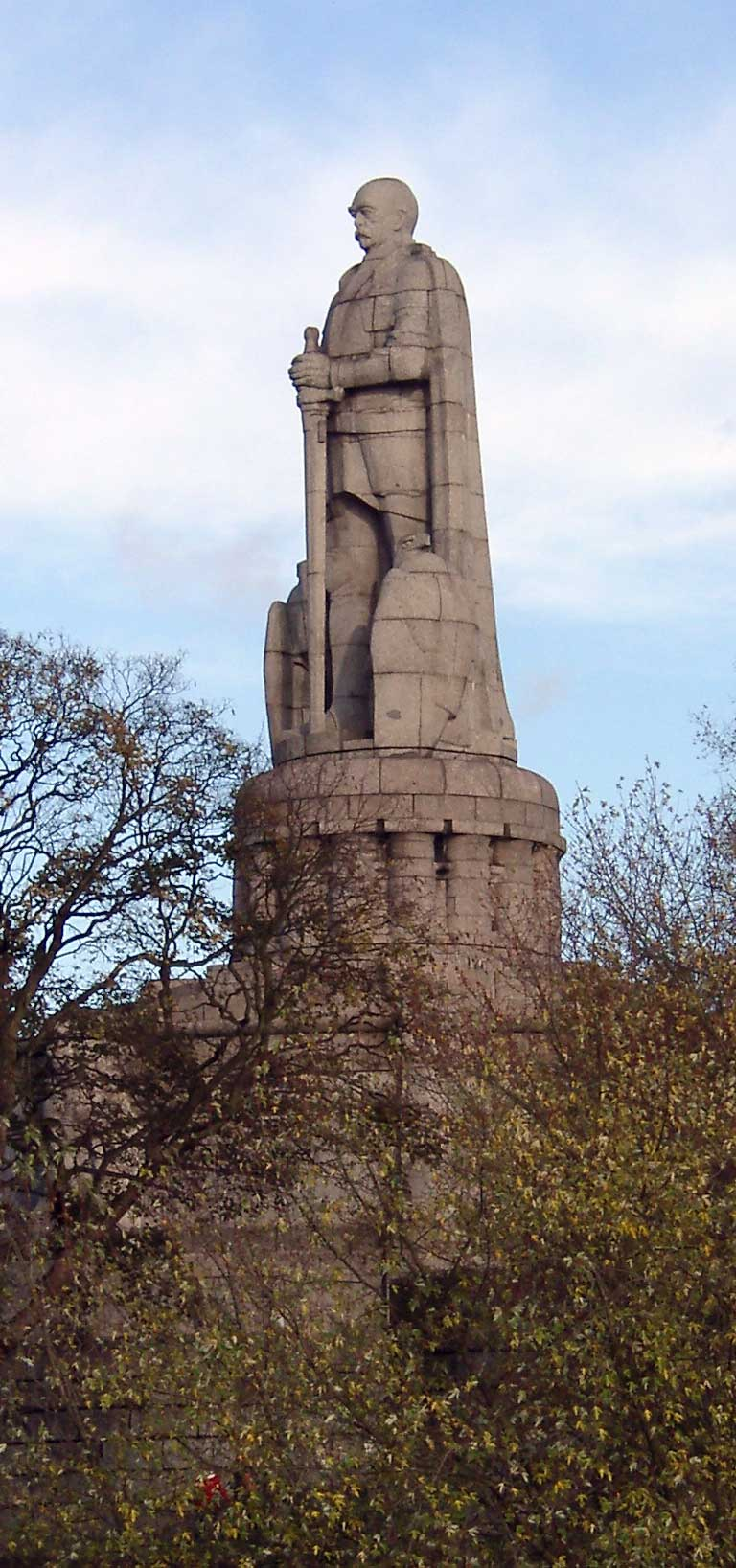
Bismarck-Denkmal in Hamburg

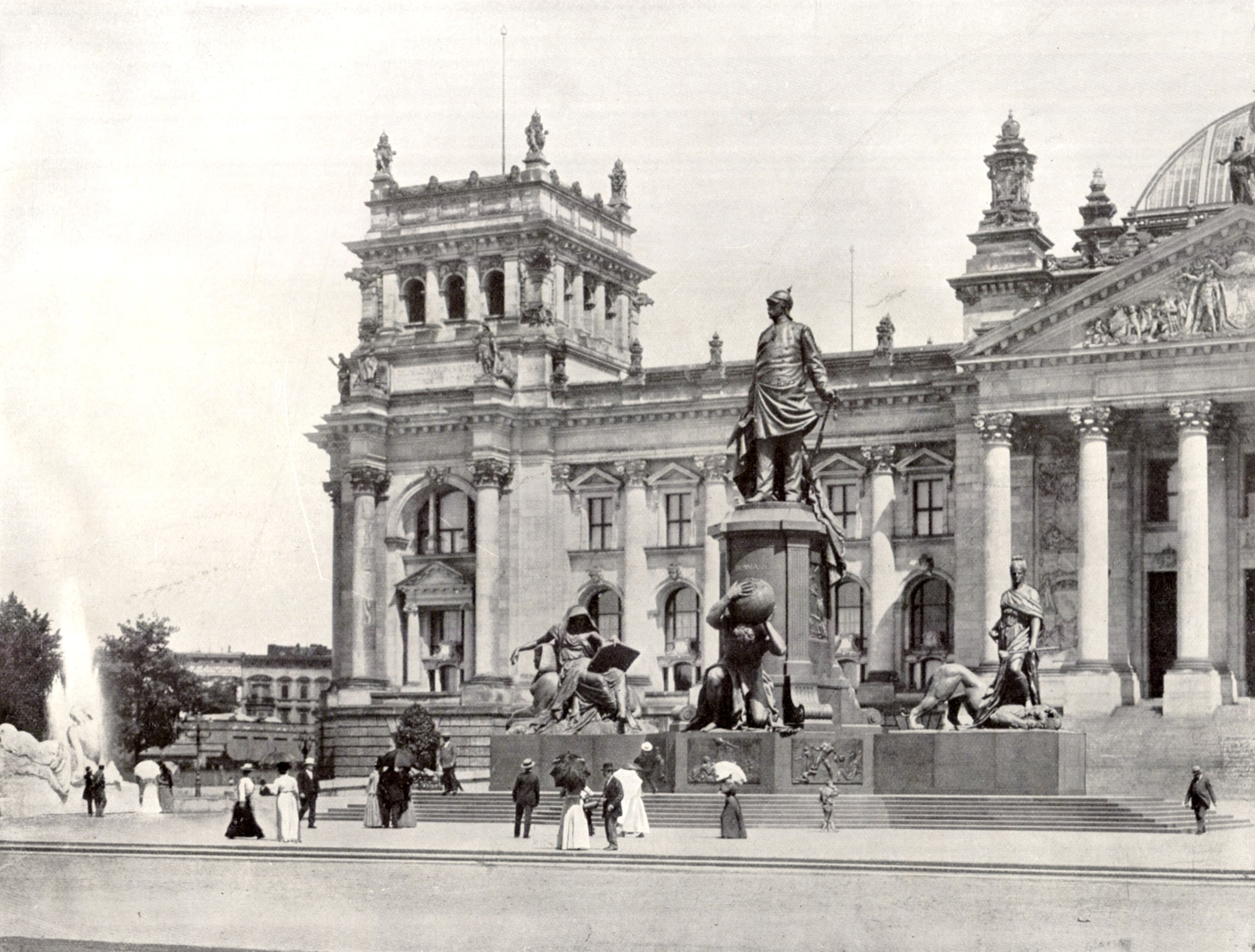
Bismarck-Nationaldenkmal vor dem Reichstagsgebäude in Berlin, ca. 1900 (1938 versetzt)

Mehr als 150 Jahre Bismarck-Rezeption haben eine Vielzahl von Deutungen seiner Persönlichkeit und seiner Handlungen hervorgebracht, die sich oft konträr gegenüberstehen. Bis nach dem Zweiten Weltkrieg überwog dabei in der deutschsprachigen Literatur die Neigung von Autoren, die Wertung von eigenen politischen und religiösen Standpunkten beeinflussen zu lassen. Die Historikerin Karina Urbach bilanzierte 1998: „Mindestens sechs Generationen ist sein Leben schon nahegebracht worden, und man kann abgewogenerweise sagen, dass fast jede zweite Generation in Deutschland einer weiteren Version Bismarcks begegnet ist. Keine andere deutsche politische Figur ist dermaßen für politische Zwecke benutzt und missbraucht worden.“

### Kaiserreich
Kontrovers wurde Bismarck bereits zu Lebzeiten gesehen. Schon in den ersten biografischen Studien, einige davon mehrbändig, wurde die Komplexität und Undurchdringlichkeit von Bismarcks Persönlichkeit hervorgehoben. Der Soziologe Max Weber wertete 1895 in seiner Freiburger Antrittsrede Bismarcks Rolle im deutschen Einigungsprozess kritisch: „Denn dieses Lebenswerk hätte doch nicht nur zur äußeren, sondern auch zur inneren Einigung der Nation führen sollen und jeder von uns weiß: das ist nicht erreicht. Es konnte mit seinen Mitteln nicht erreicht werden.“ Theodor Fontane war, wie Hans-Jürgen Perrey schreibt, „voller Bewunderung für die historischen Leistungen und die historische Größe Otto von Bismarcks, um im selben Atemzuge ebenso schwerwiegende Vorbehalte zu äußern, wenn er auf den Menschen und dessen Charakter schaute.“ „Er ist die denkbar interessanteste Figur, ich kenne keine interessantere, aber dieser beständige Hang, die Menschen zu betrügen, dies vollendete Schlaubergertum ist mir eigentlich widerwärtig, und wenn ich aufrichten, erheben will, so muß ich doch auf andere Helden blicken“, schrieb Fontane am 5. August 1893 seinem Freund August von Heyden
Diese negativen Beurteilungen konnten sich auf Dauer nicht durchsetzen, nicht zuletzt wegen Bismarcks Memoiren, die den Bismarckverehrern neben einem fast unerschöpflichen Vorrat von Zitaten die Grundlagen für das Bild lieferten, das sich viele national gesinnte Deutsche von Bismarck machten; dies erschwerte einen kritischen Blick auf den Reichsgründer. Zu Lebzeiten nahm Bismarck außerdem persönlich Einfluss auf seine Darstellung in der Geschichtsschreibung, indem er den Zugriff von Historikern auf Dokumente regulierte und zum Teil Manuskripte Korrektur las. Nach seinem Tod übernahm der Sohn Herbert von Bismarck für einige Jahre diese Kontrolle über das Bismarck-Bild der Nachwelt.
Die professionelle Geschichtswissenschaft konnte sich vor dem Hintergrund der Reichseinigung der Faszination Bismarcks nicht entziehen und trug zur Idealisierung seiner Person bei. Heinrich von Treitschke wandelte sich von einem politischen Kritiker Bismarcks zu einem glühenden Bewunderer. Bismarcks Reichsgründung galt ihm als heroische Glanztat der deutschen Geschichte. Treitschke und andere Historiker der kleindeutsch-borussischen Schule der Geschichtsschreibung waren fasziniert von der strukturbrechenden Kraft Bismarcks. Der Bismarck-Biograf Erich Marcks schrieb 1909: „Und zu dem Glauben bekenne ich mich gern: dieses Dasein war so groß, in sich so gewaltig, für sein Volk so umfassend bedeutungsreich, daß an ihm alles, soweit es nur Leben hat, historisch wertvoll ist.“ Jedoch betonte Marcks, im Einvernehmen mit anderen Historikern der Wilhelminischen Ära wie Heinrich von Sybel, noch die Zweitrangigkeit der Rolle Bismarcks gegenüber den Leistungen der Hohenzollern. Nicht Bismarck, sondern Wilhelm I. wurde bis 1914 in Schulbüchern als Gründer des Deutschen Kaiserreichs dargestellt.

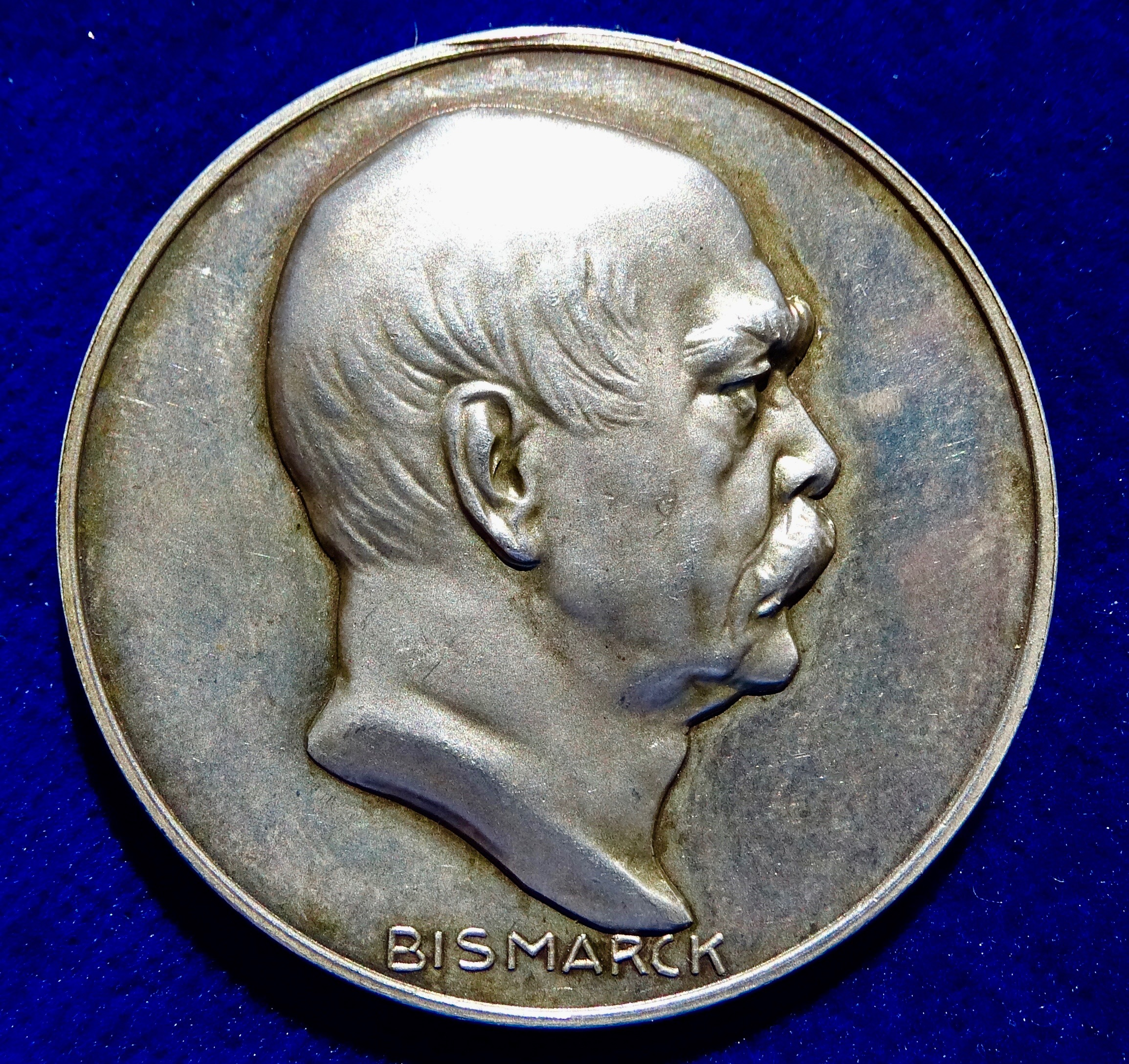
1915, Erster Weltkrieg, Silbermedaille von Paul Sturm zu Bismarcks 100. Geburtstag. Herausgegeben von Hugo Grünthal, dem Inhaber der Berliner Firma Robert Ball Nachf., Vorderseite.

Der entscheidende Schritt zu einer extremen Überhöhung von Bismarcks Bild in der Historiografie wurde während des Ersten Weltkriegs vollzogen. Anlässlich des 100. Geburtstags von Bismarck 1915 entstanden Weiheschriften, die ihren rein propagandistischen Zweck kaum verhüllten. In patriotischem Überschwang betonten Historiker die Pflicht der deutschen Soldaten, die von Bismarck herbeigeführte Einheit und Größe Deutschlands gegen die anderen europäischen Mächte zu verteidigen, unterschlugen dabei aber Bismarcks beständige Warnungen gegen einen solchen Krieg in Mitteleuropa. Bismarck-Forscher wie Erich Marcks, Max Lenz und Horst Kohl zeichneten Bismarck vielmehr als geistige Leitfigur der deutschen Kriegsanstrengungen.

### Weimarer Republik und Zeit des Nationalsozialismus
Die deutsche Niederlage im Krieg und der Wechsel zur Republik von Weimar brachten keinen grundsätzlichen Umschwung in diesem nationalistischen Bismarck-Bild, weil die Elite der Historikerzunft weiter der Monarchie verpflichtet blieb. In einer als demütigend und chaotisch empfundenen Lage Deutschlands wurde Bismarck als Orientierung gebende Vaterfigur porträtiert, an deren Genius angeknüpft werden müsse, um die „Schmach von Versailles“ zu überwinden. Sofern Kritik an seiner historischen Rolle geäußert wurde, bezog sie sich auf die „kleindeutsche“ Lösung der deutschen Frage, nicht auf die kriegerisch und „von oben“ herbeigeführte Einigung per se. Der Traditionalismus verhinderte, dass in dieser Zeit innovative Bismarck-Biografien erschienen. Immerhin ermöglichte die Freigabe weiterer Dokumente in den 1920er-Jahren neue Detailstudien, die Bismarcks diplomatisches Geschick hervorhoben. In einer zukunftsweisenden Monografie analysierte Otto Jöhlinger zudem 1921 erstmals Bismarcks Antisemitismus.
Der Historiker betonte dabei, dass der Reichskanzler entsprechende Äußerungen hauptsächlich in reaktionären politischen Kreisen getätigt hatte, sein eigenes Verhalten gegenüber Juden aber von Pragmatismus geprägt war. Die populärste Bismarck-Biografie der Zeit legte 1926 der Schriftsteller Emil Ludwig mit einer kritischen psychologischen Studie vor, in der Bismarck als faustischer Held im Drama der Geschichte des 19. Jahrhunderts porträtiert wurde.
In der Zeit des Nationalsozialismus wurde häufiger eine historische Kontinuitätslinie zwischen Bismarck und Adolf Hitler behauptet, um so den nationalsozialistischen Staat als Vollendung der deutschen Einheitsbewegung (jedoch bei Korrektur der „kleindeutschen Lösung“) zu porträtieren. Erich Marcks, führender Vertreter der Bismarck-Forschung, unterstützte diese ideologisierte Geschichtsdeutung. Auch in Großbritannien wurde Bismarck während des Zweiten Weltkriegs vermehrt als Vorgänger Hitlers gesehen, der Beginn der historiografischen Definition eines Deutschen Sonderwegs. Während des Zweiten Weltkriegs ließ die Berufung der Nationalsozialisten auf Bismarck jedoch nach; vor allem seine bekannten Warnungen vor einem Krieg Deutschlands gegen Russland waren ab 1941 nicht mehr opportun. Stattdessen erblickten nun konservative Mitglieder des Widerstands in Bismarck eine Leitfigur.
Im Jahr 1944 erschien Arnold Oskar Meyers Bismarck der Mann und der Staatsmann, in dem Bismarck nationaldeutsch und völkisch gedeutet wurde. Mit diesem Werk erlangte die Bismarck-Verherrlichung in der Tradition des Kaiserreichs einen letzten Höhepunkt. Angesichts der Niederlage im Zweiten Weltkrieg und der Aufteilung Deutschland konnte Meyers überzogene politische Interpretation jedoch keinen größeren Einfluss auf die Bewertung der Rolle Bismarcks durch die Geschichtsschreibung mehr ausüben.
Eine wichtige kritische Stimme erhob der Jurist Erich Eyck mit seiner 1941–1944 im Schweizer Exil veröffentlichten dreibändigen Bismarck-Biografie. Er warf Bismarck machiavellistische Methoden und mangelnden Respekt vor dem Recht vor, verurteilte seinen Zynismus gegenüber demokratischen, liberalen und humanitären Werten und machte ihn für das Scheitern der Demokratie in Deutschland verantwortlich. Bismarcks Bündnissystem sei zwar mit Geschick erbaut worden, aber künstlich und von vornherein zum Scheitern verurteilt gewesen. Jedoch konnte auch Eyck sich der Faszination Bismarcks nicht entziehen: „Aber niemand, wo immer er steht, kann verkennen, daß er die zentrale und beherrschende Figur seiner Zeit ist und mit ungeheurer Kraft und tyrannischer Energie ihr die Wege gewiesen hat. Und niemand kann sich der faszinierenden Anziehungskraft dieses Menschen entziehen, der im guten wie im bösen immer eigenartig und immer bedeutend ist.“

### Nachkriegszeit bis 1990

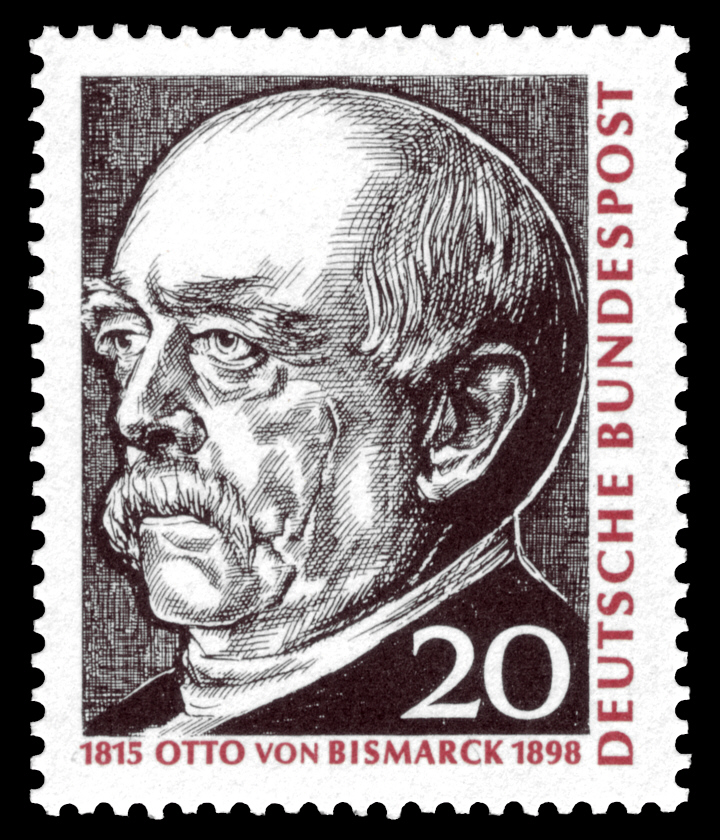
Briefmarke der Deutschen Bundespost (1965) zum 150. Geburtstag

Nach dem Zweiten Weltkrieg hielten einflussreiche deutsche Historiker wie Hans Rothfels und Theodor Schieder, wenn auch differenziert, an einem insgesamt positiven Bismarckbild fest. Viele deutsche Fachrezensionen der Eyck-Biografie, die erst in den 1950er-Jahren erschienen, waren entsprechend äußerst kritisch. Gerhard Ritter warf Eyck in einem Brief vor, lediglich antideutsche Klischees bestätigt zu haben. Demgegenüber argumentierte Friedrich Meinecke, selbst zuvor ein Bismarck-Bewunderer, 1946 in Die deutsche Katastrophe, das traumatische Scheitern des deutschen Nationalstaates verhindere, Bismarck auf absehbare Zeit zu feiern.
Der Brite Alan J. P. Taylor veröffentlichte 1955 eine psychologisch gefärbte und nicht zuletzt deswegen umstrittene Bismarck-Biografie, in der er die komplexe Persönlichkeit seines Studienobjekts mit dem inneren Kampf zwischen väterlichem und mütterlichem Erbe zu erklären suchte. Taylor kontrastierte Bismarcks politischen Instinkt beim Ringen um eine Friedensordnung in Europa positiv mit der aggressiven deutschen Außenpolitik seit der Wilhelminischen Ära. Die erste deutsche Nachkriegsbiografie Bismarcks von Wilhelm Mommsen unterschied sich von Vorgängern vor allem durch den nüchternen, um eine objektive Perspektive bemühten Stil. Mommsen hob Bismarcks politische Flexibilität hervor und vertrat die Ansicht, dessen innenpolitische Fehler sollten nicht die Errungenschaften eines bedeutenden Staatsmannes überdecken.
In den 1960er- und 1970er-Jahren verlor der auf Biografien „großer Figuren“ zentrierte Ansatz in der westdeutschen Historikerzunft stark an Boden. Demgemäß waren nun nicht mehr Person und Handeln Bismarcks bevorzugtes Studienobjekt, sondern die politischen, sozialen und kulturellen Strukturen, in die er eingebunden war, die er aber selbst auch beeinflusste. In der sozialgeschichtlichen Schule um den bismarckkritischen Hans-Ulrich Wehler wurde unter anderem Bismarcks Praxis der Kampagnen gegen vermeintliche Staatsfeinde (Sozialdemokraten, Jesuiten etc.) problematisiert. In Form einer „negativen Integration“ habe das Schüren von Ängsten dem Reichskanzler dazu gedient, soziale Milieus an das neue Kaiserreich zu binden. Bismarck sei es zudem gelungen, ab 1878 mit einer „Sammlungspolitik“ die Interessen zweier einflussreicher Gruppen, nämlich der führenden Landbesitzer (Junker) und der Großindustriellen, in einer „Allianz gegen den Fortschritt“ zu verbinden. Wehler charakterisierte Bismarcks Herrschaftssystem 1973 als bonapartistische Diktatur. Dazu hätten charismatische, plebiszitäre und traditionelle Elemente gehört. Später versuchte Wehler, Bismarcks Stellung mit Hilfe von Max Webers Konzept der „charismatischen Herrschaft“ zu deuten.
Ende der 1970er-Jahre setzte eine Gegenbewegung zum Verzicht der Sozialhistoriker auf biografische Studien ein. Seitdem sind in regelmäßigem Abstand neue Bismarck-Biografien erschienen, die zumeist ein differenziertes Bild des ersten Reichskanzlers jenseits einer überspitzten Überhöhung oder Dämonisierung zeichnen. Den meisten neueren Biografien ist gemeinsam, dass sie im Versuch einer Synthese zwar die Wirkungsmacht Bismarcks betonen, dessen Person jedoch eingebettet in die zeitgenössischen Strukturen und politischen Prozesse zeigen.
Einen ungewöhnlichen Weg ging dabei Fritz Stern, der 1978 eine Doppelbiografie Bismarcks und seines Bankiers Gerson von Bleichröder vorlegte. Lothar Gall zeichnete 1980, einen von Ludwig Bamberger und Henry Kissinger verwendeten Begriff aufnehmend, das Bild eines „weißen Revolutionärs“. Bismarck war danach ein Erzroyalist, der die konservativen Strukturen bewahren wollte, stürzte zu diesem Zweck aber auch bestehende Ordnungen um und hat modernisierend gewirkt. Am Ende habe er aber die Kräfte, die er gerufen hatte, nicht mehr beherrschen können und bemühte sich um das Zurückdrängen moderner Tendenzen.
Der US-amerikanische Historiker Otto Pflanze legte zwischen 1963 und 1990 eine mehrbändige Biografie Bismarcks vor, die im Unterschied zu anderen Werken weniger Bismarcks Handeln als vielmehr seine Persönlichkeit in den Vordergrund stellte und diese teils mit psychoanalytischen Methoden untersuchte. Pflanze kritisierte Bismarck dafür, die Reichsverfassung und den Umgang mit den Parteien ganz seinen unmittelbaren politischen Zwecken angepasst und dadurch ein wirkungsmächtiges negatives Exempel gesetzt zu haben. Nach Pflanze geht die Darstellung als Einiger der deutschen Nation auf Bismarcks späte Selbststilisierung zurück, obwohl er ursprünglich nur den Einfluss Preußens im Konzert der europäischen Mächte habe stärken wollen.
Der DDR-Historiker Ernst Engelberg brachte 1985 den ersten Band seiner Bismarck-Biografie heraus, die in Ost und West auf Verwunderung stieß, weil sie eher liebevoll und, abgesehen von der Sozialistenverfolgung, wenig kritisch mit dem Kanzler umging. Engelberg sah, durchaus in Einvernehmen mit anderen marxistisch-leninistischen Historikern der Zeit, die Reichsgründung als Phase des Fortschritts an, die der Arbeiterklasse einen nationalen Zusammenschluss ermöglicht habe. Engelberg betrachtete Bismarck selbst nicht als Abenteurer, sondern als überlegt handelnden Politiker, dessen Charakterfehler ihm nicht persönlich anzulasten, vielmehr aus seinen sozialen Wurzeln im Junkertum heraus erklärbar seien. Der Erste Weltkrieg sei nicht Bismarcks Erbe, sondern die Schuld seiner Nachfolger gewesen.